# Storia della pittura in Abruzzo
La pagina illustra la storia della pittura in Abruzzo, dalle origini ad oggi.

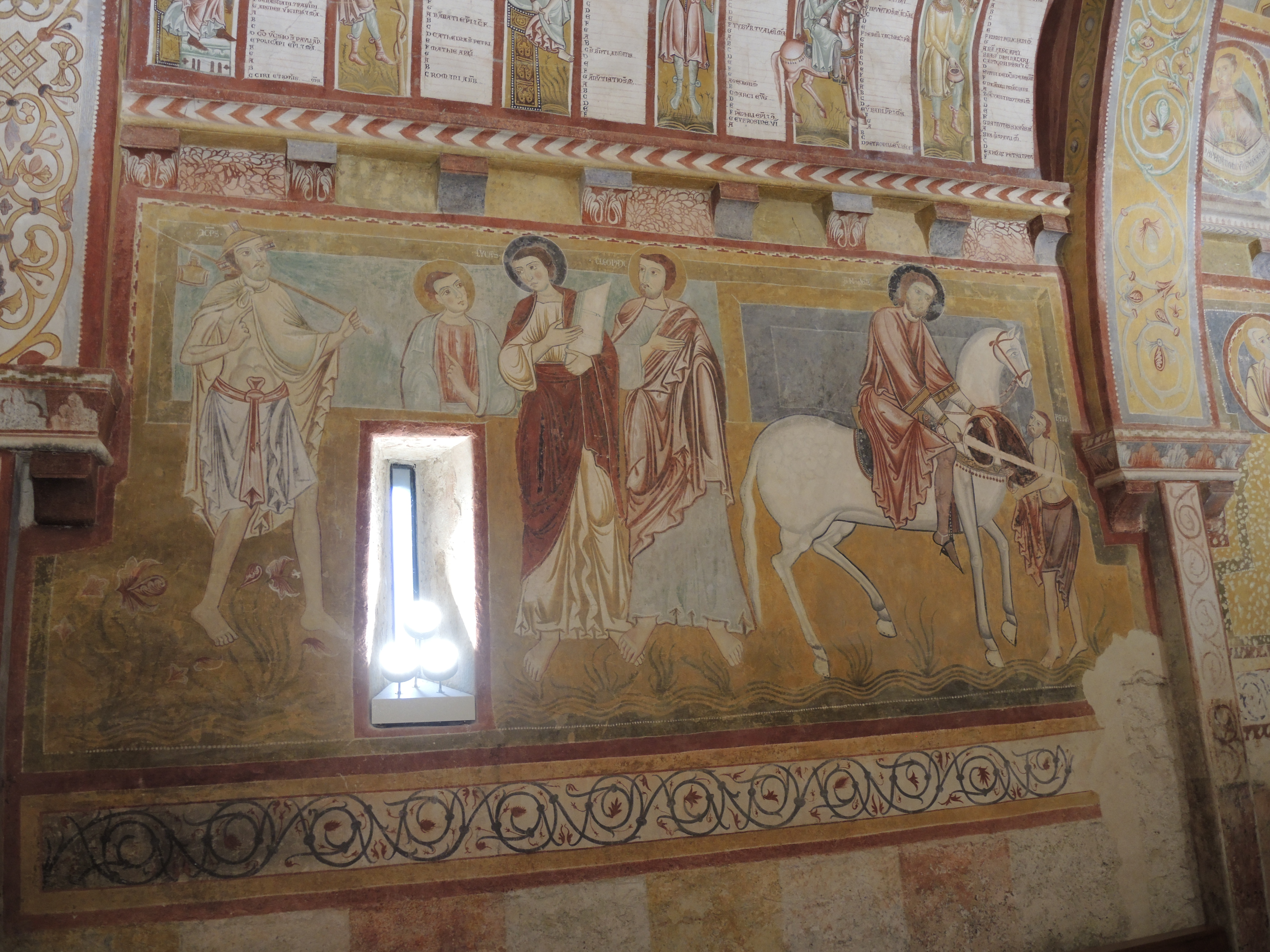
Affreschi proto-gotici dell'oratorio di San Pellegrino a Bominaco (AQ), storie della vita di San Martino

## Le prime testimonianze archeologiche

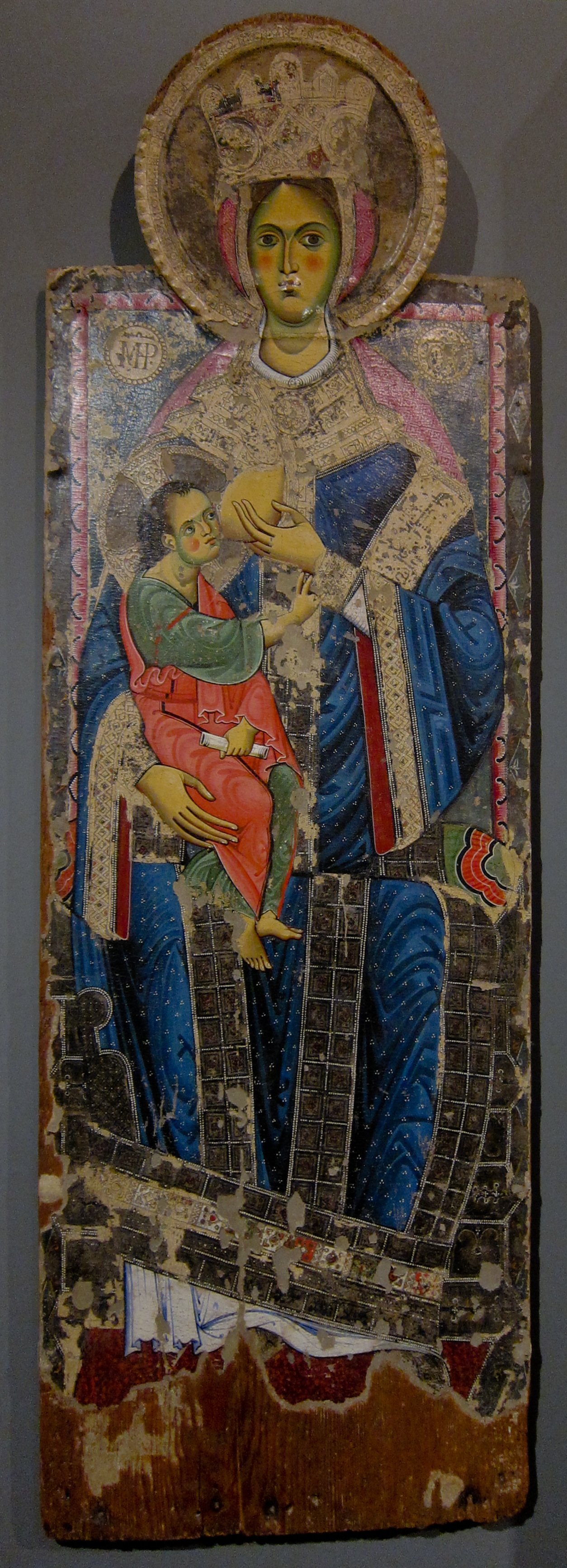
Madonna del Latte, tavola dipinta, dalla chiesa di Santa Maria in Pantanis di Montereale, Museo Nazionale d'Abruzzo (L'Aquila)

Le origini si possono benissimo far risalire all'epoca del Paleolitico, quando gli uomini raffiguravano scene di vita quotidiana, per mezzo di incisioni rupestri e in grotte, come dimostrano i casi più interessanti di Balze del Morrone a Sulmona e nella grotta di Piccioni di Bolognano. Si tratta sostanzialmente di graffiti uguali a molti altri rinvenuti in altri siti italiani ed europei, senza originale particolarità, se non quella di ritrarre forme umane e animali fortemente stilizzate.
La pittura ad affresco venne introdotta nell'età italico-romana, anche se oggi a causa di depredazioni e distruzioni dei templi pochissimo è rimasto. Dal motivo decorativo più frequente, di cui oggi esistono vari esemplari, la tecnica ornamentale delle architetture prediletta in Abruzzo fu il mosaico. Difatti si hanno gli esempi dei pavimenti e delle pareti musive di Sulmona, delle terme di Vasto, del santuario di Ercole Curino, e delle domus dei seminterrati di Teramo, tra le quali la domus del Leone.

## Medioevo
Finalmente nell'età medievale la pittura abruzzese poté trovare ampio respiro, a partire dal XII secolo in poi. Accanto ad esempi noti e meglio conservati (come statue dipinte e affreschi), troviamo anche cicli di cui si hanno visioni frammentarie, ma che pure restituiscono la ricchezza e la varietà dei percorsi artistici attivi nella regione. La storia della pittura medievale abruzzese trova negli affreschi di San Pietro a Capestrano, Santa Maria Maggiore di Pianella, Santa Maria di Cartignano a Bussi sul Tirino le prime e significative manifestazioni risparmiate dal tempo, e si parla del periodo compreso tra il IX-XII secolo). Nel secolo successivo, in pieno romanico e poi nel gotico, e testimonianze si moltiplicarono notevolmente, con cicli istoriati molto più variegati e dettagliati, quali quelli di Santa Maria ad Cryptas di Fossa, San Pellegrino di Bominaco, Santa Lucia di Rocca di Cambio, Santa Maria di Ronzano, Santa Maria in Piano a Loreto Aprutino, San Francesco d'Assisi a Castelvecchio Subequo e Santa Maria Assunta di Atri.
Gli studi finora condotti hanno permesso di delineare in maniera sempre più puntuale il tessuto di rapporti e influenze, che collegano i cicli abruzzesi con le esperienze pittoriche extraregionali, siano esse campane, romane, umbre e marchigiane, e nonostante le difficoltà di trovarsi per lo più di fronte a opere anonime, sono state proposte attribuzioni e avanzati nomi che arricchiscono la compagine di magistri finora conosciuti. Nel percorso artistico delineato rientrano anche affreschi del Quattrocento e del Cinquecento, come quelli di Andrea De Litio, che rappresenta il punto di passaggio da arte gotica a rinascimentale.

### Pitture romaniche

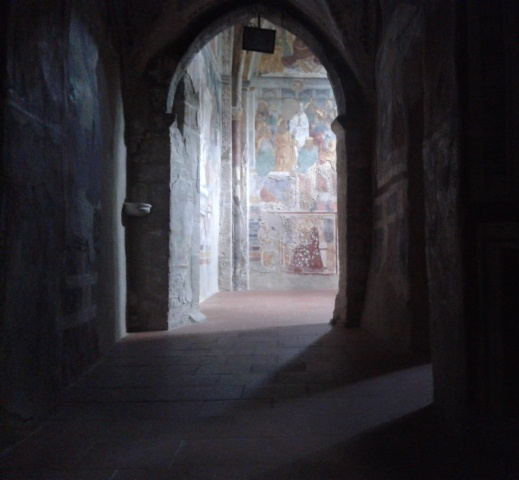
Affreschi del santuario della Madonna dei Bisognosi a Pereto.

Incominciando con gli esempi più remoti, che testimoniano il passaggio dall'arte bizantina a quella romanica, l'esempio più interessante è il ciclo dell'abbazia di San Pietro ad Oratorium di Capestrano. Esso interessa l'abside e si snoda tra l'arco trionfale, il cilindro e il catino absidale. Ripropone il tipico tema della tradizione romanica d'ispirazione bizantina, ispirato a un passo dell'Apocalisse di Giovanni: sull'arcone spicca al centro la figura di Cristo in maestà circondato dagli Evangelisti e dai due tetramorfi, sotto i quali si dispongono in due ali, i 24 vegliardi dell'Apocalisse, che offrono al redentore coppe d'oro. La figura di Cristo esemplificata, è impostata sul modello iconografico bizantino, seduto sul trono gemmato, e mostra nella mano sinistra il libro del Vangelo. La fascia inferiore dell'affresco è occupata da una teoria di santi benedettini, caratterizzati dalla tonsura e dal codice della Regola.
L'opera risale al XII secolo, quando l'antica chiesa franco-longobarda di Carlo Magno, secondo la leggenda venne ristrutturata, e queste pitture dal sapore ancora bizantineggiante e orientale hanno numerose analogie con l'abbazia di Sant'Angelo in Formis, riconducibili al clima stilistico degli anni dell'abate Desiderio di Montecassino., che proprio nel 1115 circa giunse negli Abruzzi, visitando le badie di San Liberatore e San Clemente. Le analogie sono soprattutto evidenti nella figura bizantineggiante del Cristo in maestà, con il linearismo marcato per i tratti del viso, gli occhi e la bocca, ma anche per segnare i panneggi. Inoltre sono evidenti analogie anche con gli affreschi di San Vincenzo al Volturno in Molise, abbazia millenaria che per secoli ha tenuto in feudo l'Abruzzo marsicano e aquilano con Montecassino, specialmente nella fascia del ciclo del Martirio di San Lorenzo.
Stesso caso può dirsi della chiesa di Santa Maria di Ronzano a Castel Castagna. Gli affreschi sono un po' più tardi, realizzati tra il 1181 o il 1281, ma mostrano perfettamente tutte le caratteristiche del ciclo di San Pietro ad Oratorium, anche se Mario Moretti fu il primo a definire il primo caso attestato di ciclo pittorico, che inizia a distaccarsi da questi aspetti di tradizione bizantina. Presso il catino absidale nel riquadro più alto è dipinto il Cristo in maestà nell'atto di benedire, in proporzioni estremamente smisurate rispetto alle figure del Tetramorfo che lo circondano, ed egli è avvolto in una corona simile alla mandorla che caratterizzerà la pittura abruzzese rinascimentale di San Silvestro all'Aquila e Santa Maria in Piano a Loreto.
Per l'utilizzo decisivamente rosseggiante degli sfondi, caratteristica tipica degli affreschi bizantini, sono state avanzate anche ipotesi di collegamento con il ciclo di affreschi della chiesa di Santa Maria foris portas a Castelseprio. Il volto dei personaggi, anche di quelli delle tre fasce cicliche di Storie dell'Antico e Nuovo Testamento, con le ultime fasce incentrate sulla vita di Gesù e della Madonna, è chiaramente bizantineggiante, con grandi occhi tondi, espressioni ieratiche e assenti, mancanza di prospettiva e dinamismo, nonché assenza di rapporto bidimensionale tra le figure e i paesaggi disegnati.

### Pittura gotica

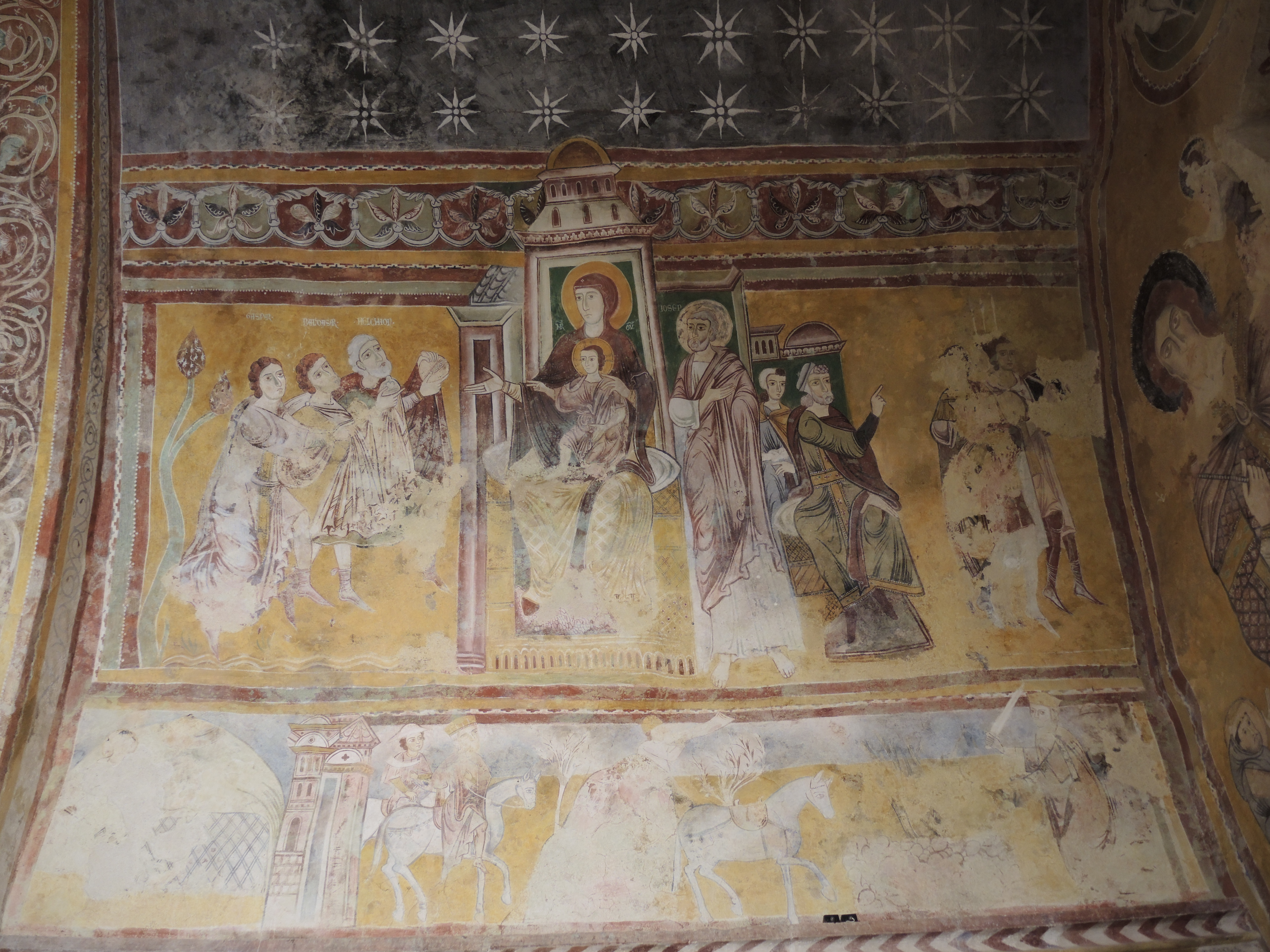
La Madonna col Bambino a San Pellegrino di Bominaco.

Il passaggio dal romanico al gotico nell'Abruzzo, nel campo pittorico, è stato molto discusso, e vari sono stati gli accostamenti ai cicli di altre chiese abbazie, come Sant'Angelo in Formis, Santa Maria in Foroclaudio e San Clemente in Laterano a Roma. Si può anche arrivare a parlare, per il periodo e per i luoghi dove il cambiamento avvenne, di "scuola benedettina", di cui in Abruzzo esistevano molti monasteri, prima dell'arrivo dei monaci cluniacensi e cistercensi. I monaci Benedettini dunque elaborarono il modello bizantino romanico, e mediante gli artisti a cui commissionavano dei nuovi cicli, videro il modello evolversi, spesso sfociando in un vero e proprio eclettismo. E l'Abruzzo naturalmente accolse questo eclettismo, come dimostrano soprattutto i casi di San Pellegrino e Santa Maria ad Cryptas, dove gli sfondi dei paesaggi, alcuni tratti delle vesti dei santi, mostrano delle tracce della cultura locale popolare, e dove è principe il concetto tipico regionale dell'abbondanza. La spontaneità abruzzese, nel descrivere i modelli benedettini dei cicli di storie tratte da Antico e Nuovo Testamento, con particolare riferimento ad alcune scene molto care rispetto ad altre, affonda le radici nel IX secolo circa, quando vennero realizzati gli affreschi dell'abbazia di San Vincenzo al Volturno, da cui nel XII secolo prese avvio lo stile romanico, e poi il gotico, importato dalla Francia.

## I cicli pittorici della metà del XIII secolo
Dunque al moralismo dei Benedettini e al loro concetto di educazione spirituale e intellettuale, dalla metà del Duecento, con l'arrivo di Carlo I d'Angiò, venne posto il nuovo stile gotico dello sperimentalismo e della ricercatezza del particolare e di nuove forme di rendere la bellezza e la plasticità delle figure, come avverrà specialmente in San Pellegrino di Bominaco. Oltre ai casi più noti, lo stile gotico si diffuse in tutta la regione, anche se a causa dei rifacimenti rinascimentali e poi barocchi, molto si è perso. A cavallo tra romanico e gotico si possono considerare i lacerti di affreschi del monastero dei Benedettini a San Benedetto in Perillis, della Basilica di San Pelino di Corfinio, della chiesa di San Salvatore a Canzano e della chiesa di San Clemente al Vomano a Guardia Vomano, successivamente della chiesa di San Domenico a Teramo, di alcuni cicli della Basilica di Santa Maria Assunta di Atri (poiché il repertorio fu rifatto completamente da Andrea De Litio nella metà del Quattrocento), della chiesa di Santa Maria del Lago a Moscufo e dell'abbazia di San Giovanni in Venere a Fossacesia. Questi ultimi due esemplari sono di particolare interesse, perché nel primo si riscontrano ancora le tracce del tardo romanico bizantino, nel catino absidale, dove le figure dei santi, più piccoli rispetto al monumentale Cristo in maestà (di cui restano solo i piedi visibili), mentre nell'abbazia di Fossacesia, presso le absidi della cripta, la Madonna col Bambino e il Cristo in maestà rappresentano il prodotto di due artisti diversi: l'uno ancora imbevuto del romanico bizantino, e l'altro di tratti giotteschi, per quanto concerne l'aspetto di alcuni particolari del volto.

### Ciclo di San Pellegrino a Bominaco
L'oratorio di San Pellegrino di Bominaco, edificato nel 1263 per volontà dell'abate Teodino, che reggeva il complesso monumentale benedettino di Santa Maria Assunta, di cui oggi resta la vicina chiesa dell'Assunta, sorse su un sito dove si trovava un'edicoletta, che la tradizione vuole fosse stata eretta al tempo di Carlo Magno, come riporta un'iscrizione sulla parete. Il piccolo ambiente interno a navata unica con volta a botte ogivale, ha le pareti interamente coperte di affreschi murali, ritenuti coevi alla sua edificazione. Il ciclo è unitamente considerato, insieme con i dipinti della vicina chiesa di Santa Maria ad Cryptas di Fossa, la testimonianza più cospicua della pittura medievale gotica abruzzese. Gli episodi sono disposti su tre registri al di sopra di un basamento dipinto a cortina, occupano lo spazio della piccola aula, lasciando al centro di essa una fascia ornamentale dipinta a motivi geometrici e stilizzati. L'insieme è composto da più cicli istoriati intrecciati tra loro, in modo complesso e a tratti disordinato: certe scene di un tema di interrompono su una parete per continuare in quella opposta; si riconoscono infatti il ciclo delle Storie dell'Infanzia di Gesù, le scene del Giudizio universale, le storie di vita di San pellegrino e altri santi, infine la famosa scena del "calendario bominacese", con i mesi dell'anno liturgico del calendario cristiano, realizzato alla maniera di quello della diocesi di Sulmona-Valva, in cui l'abbazia di Santa Maria era inclusa, con rappresentati i mesi dell'anno e i lavori della campagna e dei monaci, rappresentati con motivi allegorici, e originalmente abruzzesi.
Gli storici hanno evidenziato la mano di tre artisti per via delle differenze tra i cicli: le 6 storie di San Pellegrino sono segnate a una mancanza di caratterizzazione nelle soluzioni, da un linguaggio essenziale, dall'uso di modelli di repertorio convenzionali, ma non sostenuti da una precisa tradizione iconografica di riferimento. Il ciclo dell'Infanzia comprende gli episodi dell'Annunciazione, Visitazione, Natività, Strage degli innocenti, e sembra risentire di varie influenza culturali: la tradizione iconografica bizantina delle scene, desunta soprattutto dai modelli offerti dalla miniatura orientale, sembra rappresentare un riferimento importante sul quale non mancano di innestarsi elementi tipici della cultura occidentale, specialmente locale abruzzese. Ad esempio l'abito indossato da Maria Vergine nella scena della Visitazione, composto dal "maphorion" sotto il quale si vede spuntare la veste a rombi, desunta dal vestiario locale, e in molte scene si nota il superamento dell'immobilismo bizantino-romanico.

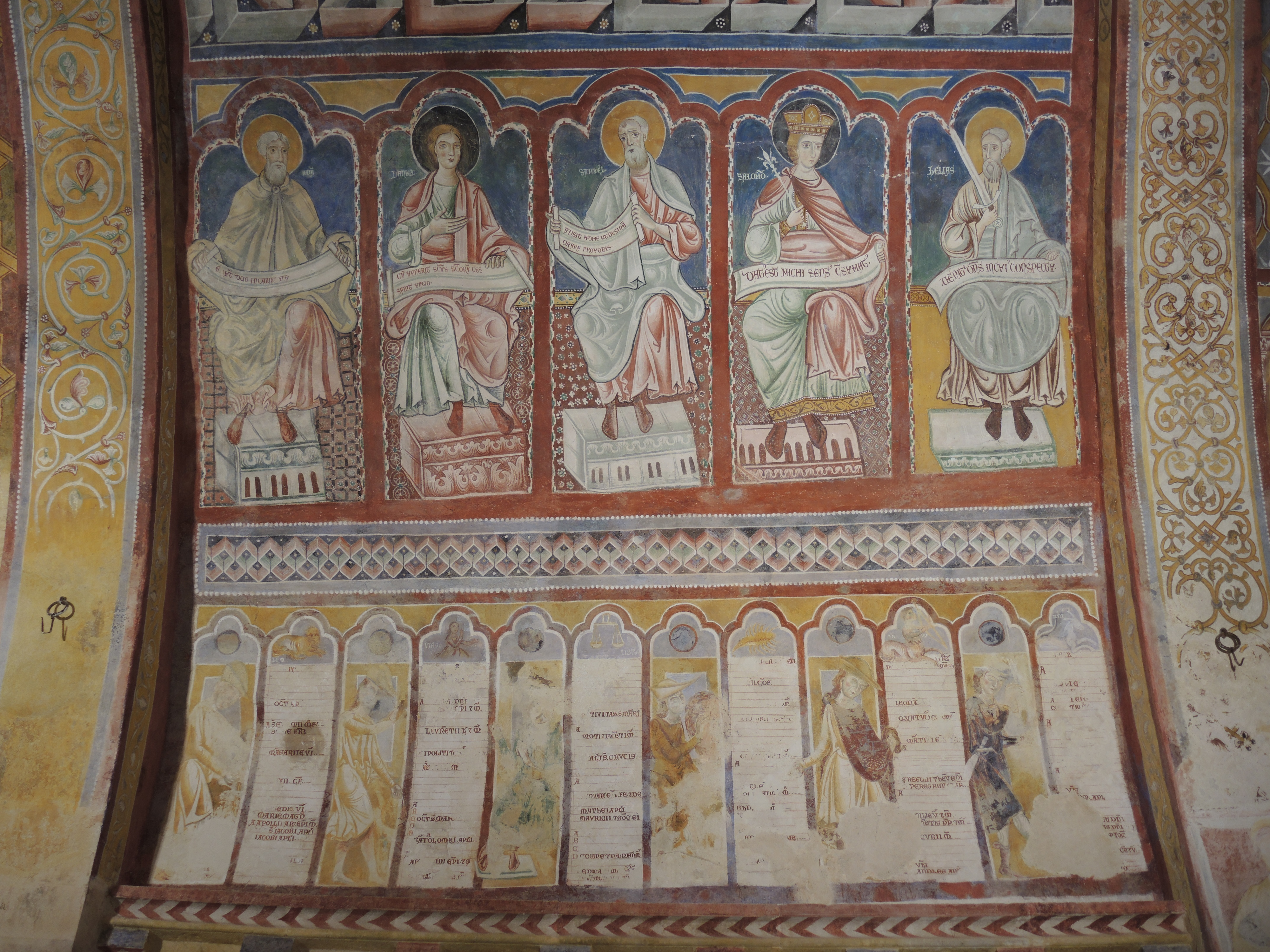
Il cosiddetto "Calendario Bominacese".

### Contenuto del ciclo bominacese
In alcuni brani fanno capolino elementi iconografici d'ispirazione francese, come l'Adorazione dei Magi nella Natività. Maggiore distanza di modelli bizantini prende l'artista delle Storie della Passione, che comprendono le scene dell'Ultima cena, Tradimento di Giuda, Arresto di Gesù, Processo di Gesù, Deposizione dalla Croce, Seppellimento e Apparizione a Emmaus.
I riquadri volgono alla ricerca del particolare con spunti di vita quotidiana, e gesti dei personaggi fortemente espressivi. Manca nel ciclo la Crocifissione, sostituita dalla Deposizione, episodio non troppo frequente nella tradizione occidentale. Il particolarismo è presente soprattutto nella scena di Emmaus, con la corta veste e il bastone, descrittivismo autentico degli affreschi di Bominaco. L'uso disinvolto del colore e il disinteresse per gli effetti plastici e spaziali pirano il maestro della Passione verso la ricerca di una resa popolaresca bidimensionale della realtà.
Il Giudizio universale non è stato dipinto in controfacciata, ed è diviso in singole scene (la Pesatura delle anime di San Michele, Pietro che apre le porte del Paradiso, i Patriarchi con le anime dei beati, i dannati torturati). Tra le raffigurazioni iconiche dei santi, sotto la grande figura di San Pellegrino, ci sono San Cristoforo, Sant'Onofrio, San Martino e San Francesco d'Assisi. Del "calendario Bominacese" si leggono interamente solo i primi 6 mesi, raffigurati simbolicamente attraverso i segni zodiacali, le attività dell'uomo e le festività della diocesi di Valva (Corfinio). Il mese di Gennaio è rappresentato da un uomo che beve vino, Febbraio da un uomo che pota un albero, Marzo da un uomo dormiente, Aprile da un uomo che tiene due fiori, Maggio da un uomo a cavallo con un fiore, Giugno da un uomo che coglie il frutto. Di recente alcuni studiosi hanno visto delle somiglianze tra il ciclo di Bominaco e il ciclo della chiesa dei Santi Quattro Coronati a Roma

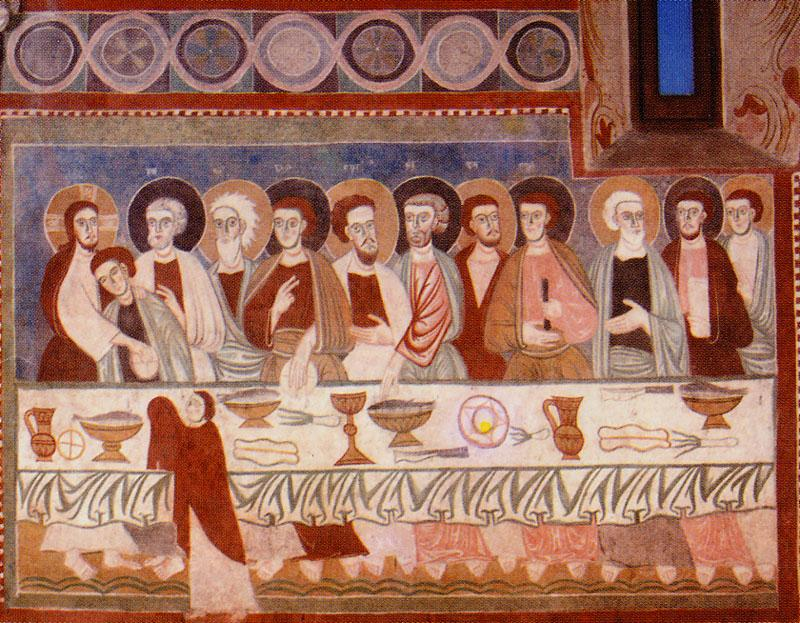
Affreschi della chiesa di Santa Maria ad Cryptas di Fossa, opera di Mastro Gentile da Rocca.

### Ciclo di Santa Maria ad Cryptas di Fossa
Il grande ciclo di affreschi della chiesa di Santa Maria ad Cryptas di Fossa appartiene al filone di cicli pittorici duecenteschi d'Abruzzo, che comprende anche quelli della chiesa abbazia di San Tommaso Becket a Caramanico Terme e della chiesa di Santa Maria di Ronzano a Castel Castagna. Il ciclo è datato agli ultimi anni del XIII secolo, tra il 1264 e il 1283, anno di realizzazione della pala d'altare della Madonna del Latte, conservata nel Museo Nazionale all'Aquila, opera di Gentile da Rocca, a cui sono attribuiti questi affreschi.
Anche questo ciclo ricopre gran parte della navata unica della chiesetta, dall'arco trionfale, al presbiterio, alle pareti laterali e alla controfacciata.

### Primo ciclo: scene dal Vecchio e Nuovo Testamento
Il ciclo è molto più variegato di quello di Bominaco, e si basa sull'accostamento delle scene del Vecchio e Nuovo Testamento: il ciclo della Genesi, quello primario, situato nella parete dell'arco trionfale, per proseguire sulla parete destra. La prima raffigurazione è quella di Dio rappresentato come un uomo giovane e imberbe che separa il sole dalla luna, nello stesso riquadro il Creatore è in posizione centrale tra le onde da un lato e le spighe di grano dall'altro. La seconda fase della narrazione si svolge nella prima campata della parete destra: le scene sono la divisione del Bene dal male e la Creazione degli animali, poi nel secondo registro la Creazione di Adamo ed Eva, a sinistra poi il monito dell'Eterno contro l'albero della Vita. La presenza di Dio soltanto nella prima scena dimostra lo spirito creativo e originale dell'autore, così come il riquadro del Monito di Dio contro Adamo ed Eva; nel terzo registro della Genesi si trovano il Peccato originale, la Cacciata dal Paradiso Terrestre con la porta dell'Eden custodita da un cherubino (tipico elemento di aggiunta originale abruzzese).

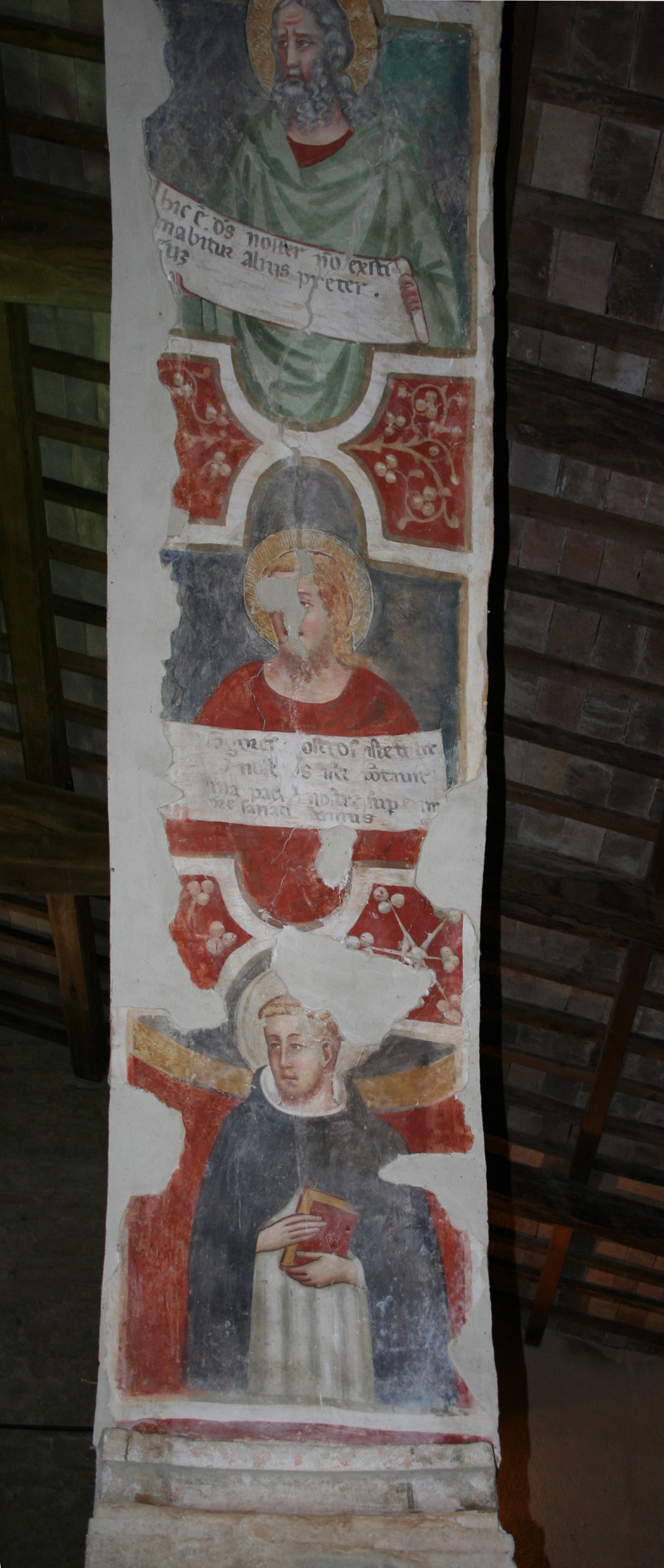
Santi ritratti nella chiesa di San Salvatore a Canzano (TE).

### Secondo ciclo: i Santi e l'Ultima Cena
Il secondo ciclo rappresenta dei personaggi collocati in nicchie, recanti nella destra un cartiglio con messaggi. In base alla posta e ai nomi, alcuni di essi sono i Profeti, altri i santi. La terza campata, articolata in tre registri, presenta in alto due santi cavalieri, a sinistra San Giorgio che uccide il drago, e a destra San Martino che si toglie il mantello. Il committente infatti era esponente dell'ordine cavalleresco, gli affreschi del secondo registro mostrano l'Allegoria dei Sei mesi finali dell'anno, rappresentati attraverso le attività lavorative. Nel terzo registro si trovano i Tre Patriarchi Abramo, Isacco e Giacobbe che portano in braccio piccole figure che rappresentano gli eletti del Paradiso. Il ciclo della Passione di Cristo si sovolge nel presbiterio, sulle pareti absidali. Sulla parete sinistra nel lunettone ci sono cinque figure con un libro, in basso incomincia la narrazione della Passione con le scene dell'Ultima cena, il Bacio di Giuda. A differenza di Bominaco c'è maggior particolarismo nella resa dei volti, e Giuda è ritratto separato dagli Apostoli. Presso il lunettone, separate dalle scene della Passione, si trovano il Cristo adulto Pantocratore, a sinistra San Giovanni Battista e San Paolo, a destra San Pietro e San Giovanni Evangelista; il secondo registro della Passione mostrano i riquadri della Flagellazione con scena particolare della decisione di Ponzio Pilato, e poi la figura del Cristo martoriato, poi la scena della Crocifissione con la Madonna e San Giovanni apostolo, poi la Deposizione. Sotto di questa c'è l'affresco ritraente il committente con lo scudo crociato, e accanto a lui personaggi vestiti secondo l'uso del tempo, ossia la famiglia del cavaliere, chiamato Guglielmo Amore, come riporta l'iscrizione.

### Terzo ciclo fossolano: il Giudizio Universale
Il terzo ciclo del Giudizio universale è uno dei più antichi d'Abruzzo, occupante la controfacciata, e suddiviso in cinque registri. Nel primo in alto c'è il Cristo in maestà affiancato da angeli con tromba, nel secondo dieci personaggi, e altri più recenti, aggiunti nel XVI secolo. Nel terzo ci sono le anime elette e quelle dannate. A separare i due gruppi ci sono angeli che portano dei cartigli recanti la sentenza divina.

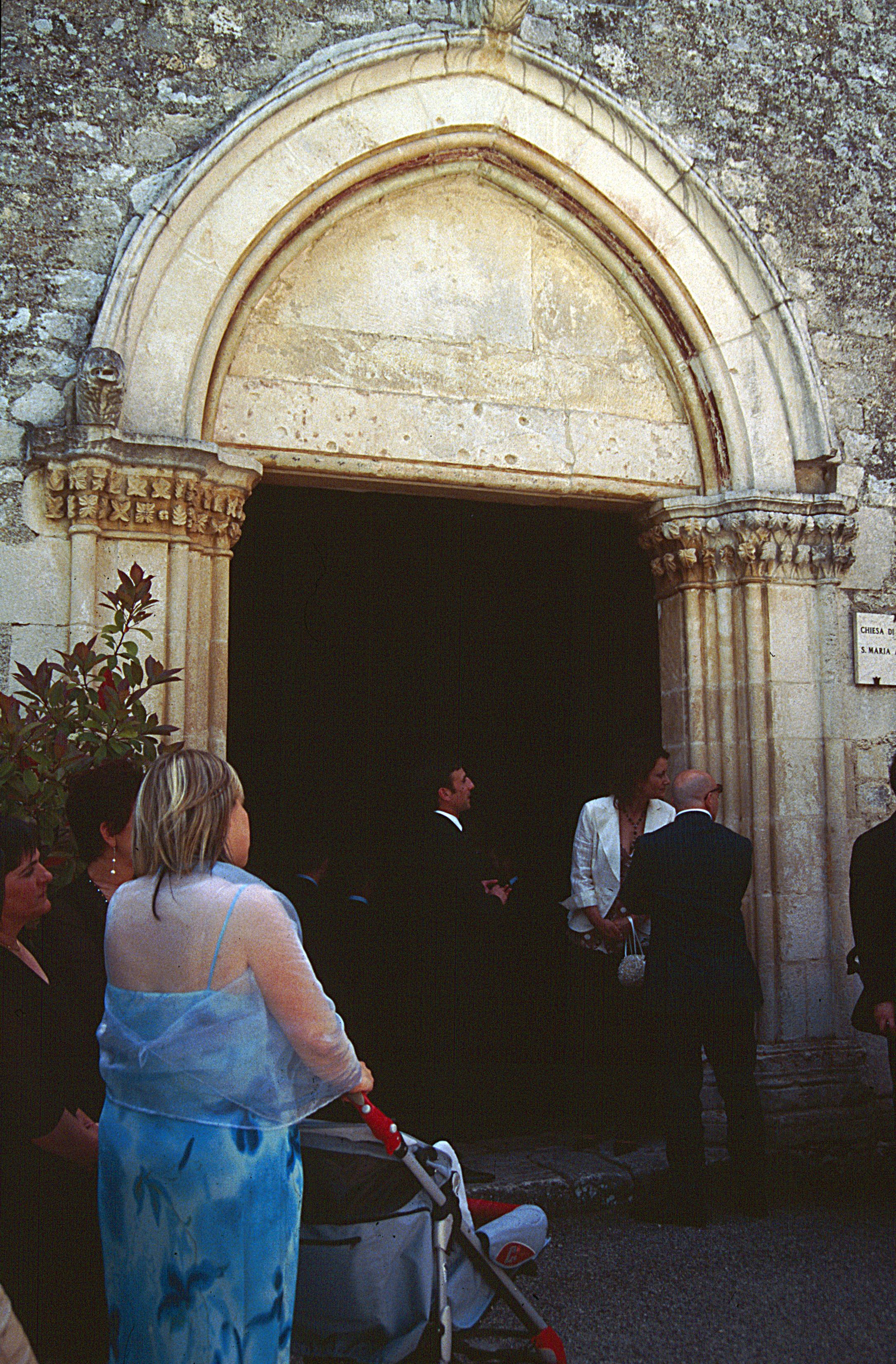
Portale maggiore di Santa Maria ad Cryptas.

Interessante è la resa dei personaggi e l'inserimento dei monaci in funzione di rappresentanti della Giustizia Divina. Il quarto registro raffigura la Resurrezione dei morti mediante una fila di sepolcri da cui riemergono figure, infine l'ultimo registro, diviso dal portale d'entrata, mostra San Michele arcangelo che pesa le anime sulla bilancia con la Vergine accanto, e a destra la raffigurazione dell'Inferno con descrizione delle pene
Questi cicli di Santa Maria ad Cryptas rappresentano il grande momento pittorico abruzzese che si colloca tra alla fine del Duecento, coinvolgendo gli artisti di Montecassino. Secondo Matthiae, la direzione dei cantieri era affidata a un solo uomo, che operava secondo schemi bizantini, come dimostrano i dipinti del lunettone di Cristo e gli Apostoli; successivamente altri artisti prendevano posto nel cantiere, ritraendo le scene dell'Antico e Nuovo Testamento. L'introduzione di manierismi, contorni incisivi delle vesti e dei volti, fa parte dell'influenza francese di Carlo d'Angiò che conquistò l'Abruzzo svevo, così come le pieghe ben pronunciate delle vesti, il contorno degli occhi, affinché questi dipinti trasmettessero all'osservatore spiritualità e sentimento, piuttosto che leziosità e dottrina alla maniera benedettina romanica.

### Ciclo di Santa Lucia a Rocca di Cambio

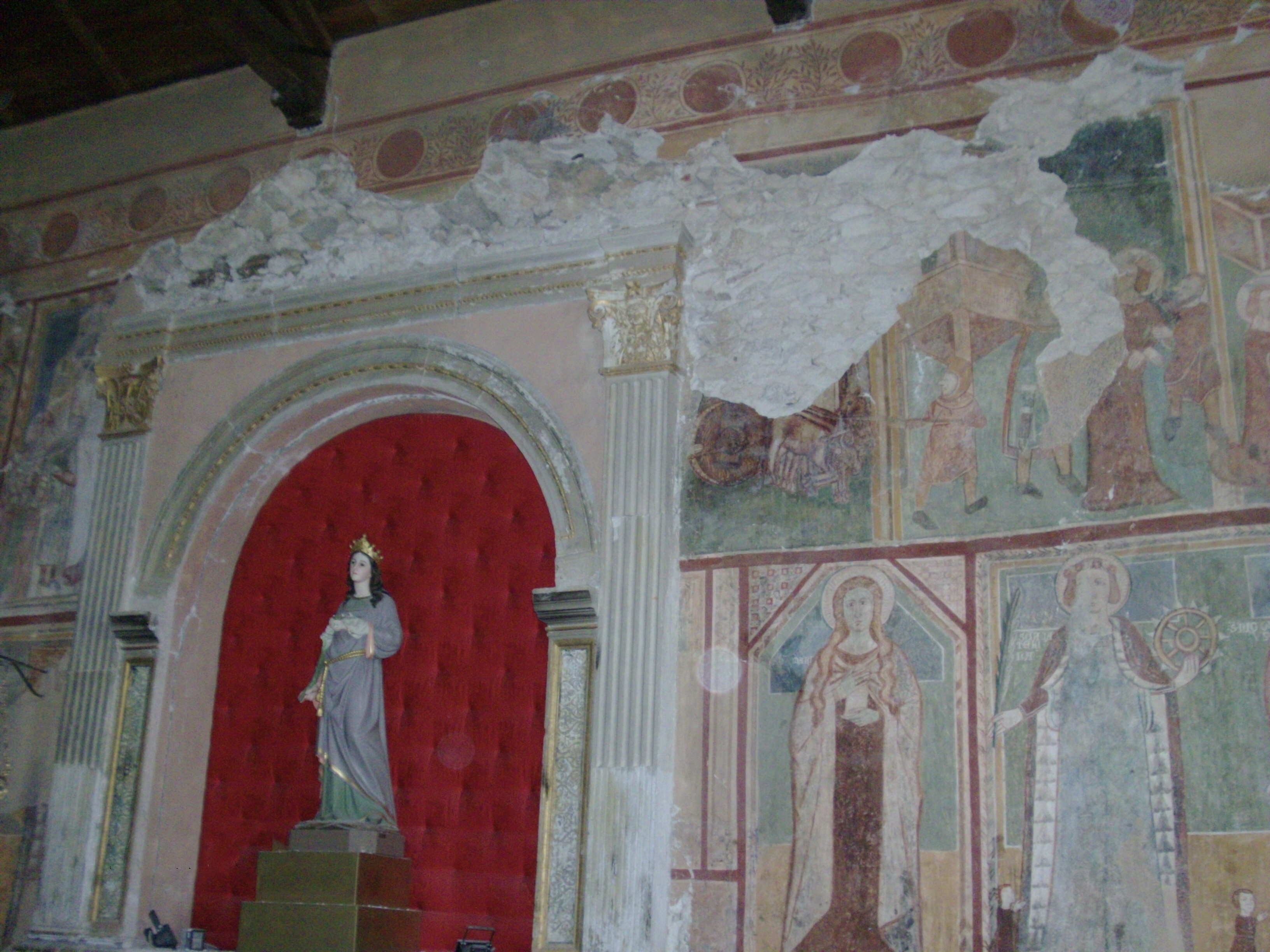
Affreschi dell'abbazia di Santa Lucia a Rocca di Cambio.

Il terzo ciclo principale appartiene all' abbazia di Santa Lucia presso Rocca di Cambio. La costruzione della chiesa risalirebbe all'XI secolo, menzionata nel 1113. L'aspetto dunque è romanico, mentre il ciclo di affreschi venne realizzato nel XIV secolo, che riproducono scene di vita di Santa Lucia e i cicli di storie del Nuovo Testamento. Come nelle altre due chiese di San pellegrino e Santa Maria ad Cryptas, il ciclo si sviluppa a fasce orizzontali. I cicli sono stati realizzati in epoche diverse, come dimostrano i differenti stili usati. Ad esempio il gruppo appartenente alla fase tardo-gotica e proto rinascimentale è quello sotto il riquadro dell'Ultima cena, della Passione, e del Giudizio universale, con il Cristo dentro la mandorla. Sulla parete della navata sinistra, si trovano gli affreschi più antichi: la gigantesca raffigurazione dell'Ultima Cena.
Il modello sembra provenire da Santa Maria ad Cryptas, ma qui sono aggiunte varie nature morte e manca Giuda Iscariota.
Sulla destra c'è la Madonna col Bambino con Santa Lucia e Celestino V in abiti di pontefice. Sulla navata destra invece sono ritratte scene di vita di Gesù con episodi significativi come il "bacio di Giuda" e la "Resurrezione". In Santa Lucia la ricerca del particolarismo a cavallo tra romanico è gotico è più forte che negli altri due cenobi, soprattutto nelle raffigurazioni dei santi (Sant'Eligio, San Nicola di Tolentino, San Paolo e San Pietro), e nel ciclo delle storie della vita di Santa Lucia, in particolar modo la scena del martirio. Innovative sono anche alcune tecniche del Nuovo Testamento, nel riquadro dell'Annunciazione dove sono scritte le frasi tratte dal Vangelo, come se il ciclo fosse un fumetto narrato allo spettatore.

### Il ciclo di San Nicola di Lanciano

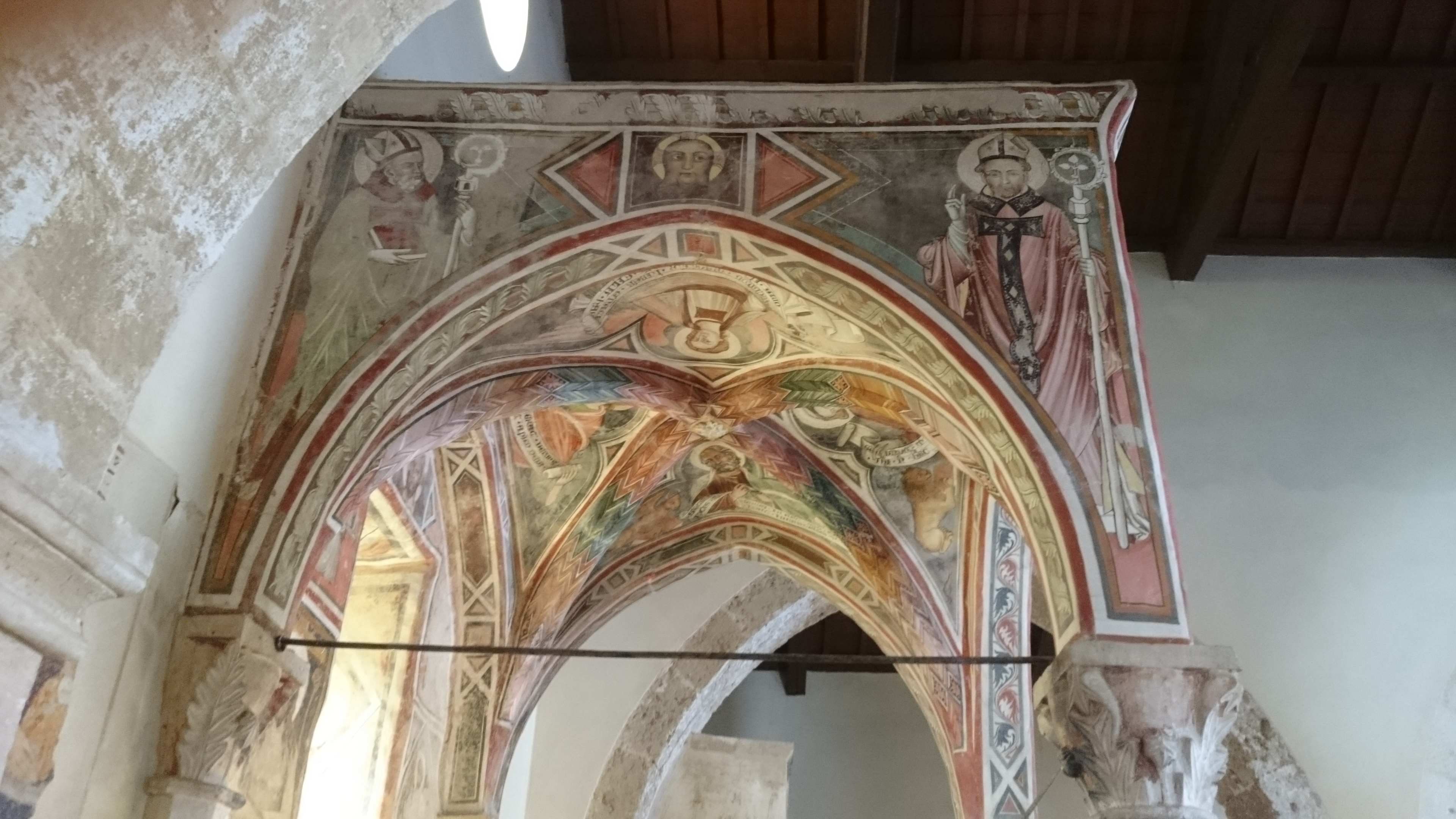
Ciborio affrescato della chiesa di San Michele in Vittorito.

L'ultimo grande ciclo di affreschi dell'epoca gotica (XIII secolo) è quello delle Storie della Vera Croce tratte dal libro di Jacopo da Varagine, presente nella chiesa di San Nicola a Lanciano. Benché l'interno di questa chiesa sia stato restaurato in stile neoclassico, una piccola nicchia otto il campanile conserva, sempre nel contesto all'abruzzese di riempimento incondizionato, e senza ordine geometrico, della superficie di disegno, questo ciclo.
Infatti oltre agli affreschi gotici, gli unici conservatisi nella provincia di Chieti insieme con dei lacerti dell'ex convento di San Domenico vecchio a Chieti stessa (oggi nel Museo "C. Barbella"), nella nicchi ci sono anche affreschi rinascimentali, e si può dire che in virtù delle nuove innovazioni del carattere gotico, gli affreschi suddivisi in riquadri, mostrano spiccata ricercatezza del particolare, ma assenza di prospettiva.

## Lista di altri cicli abruzzesi medievali e rinascimentali

### Affreschi medievali

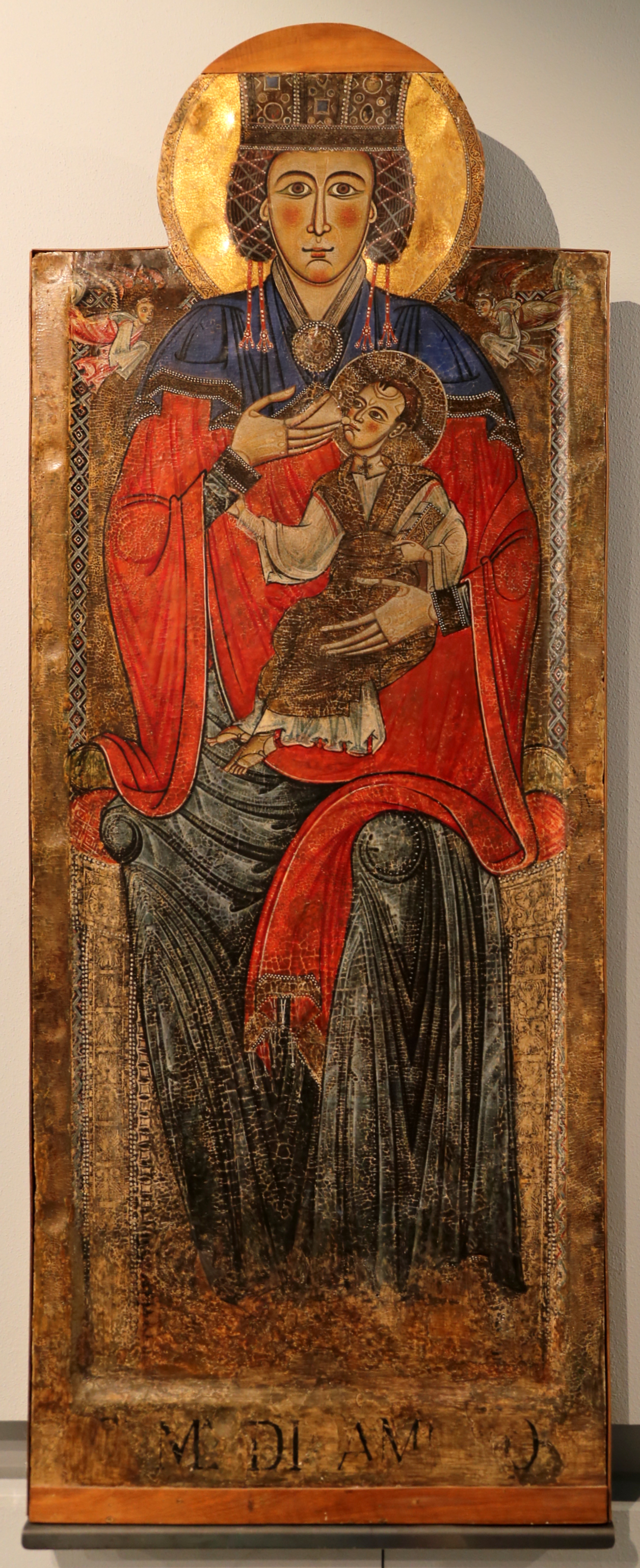
Madonna "de Ambro" dalla chiesa di Santa Maria a Graiano di Fontecchio, ora nel MUNDA, L'Aquila
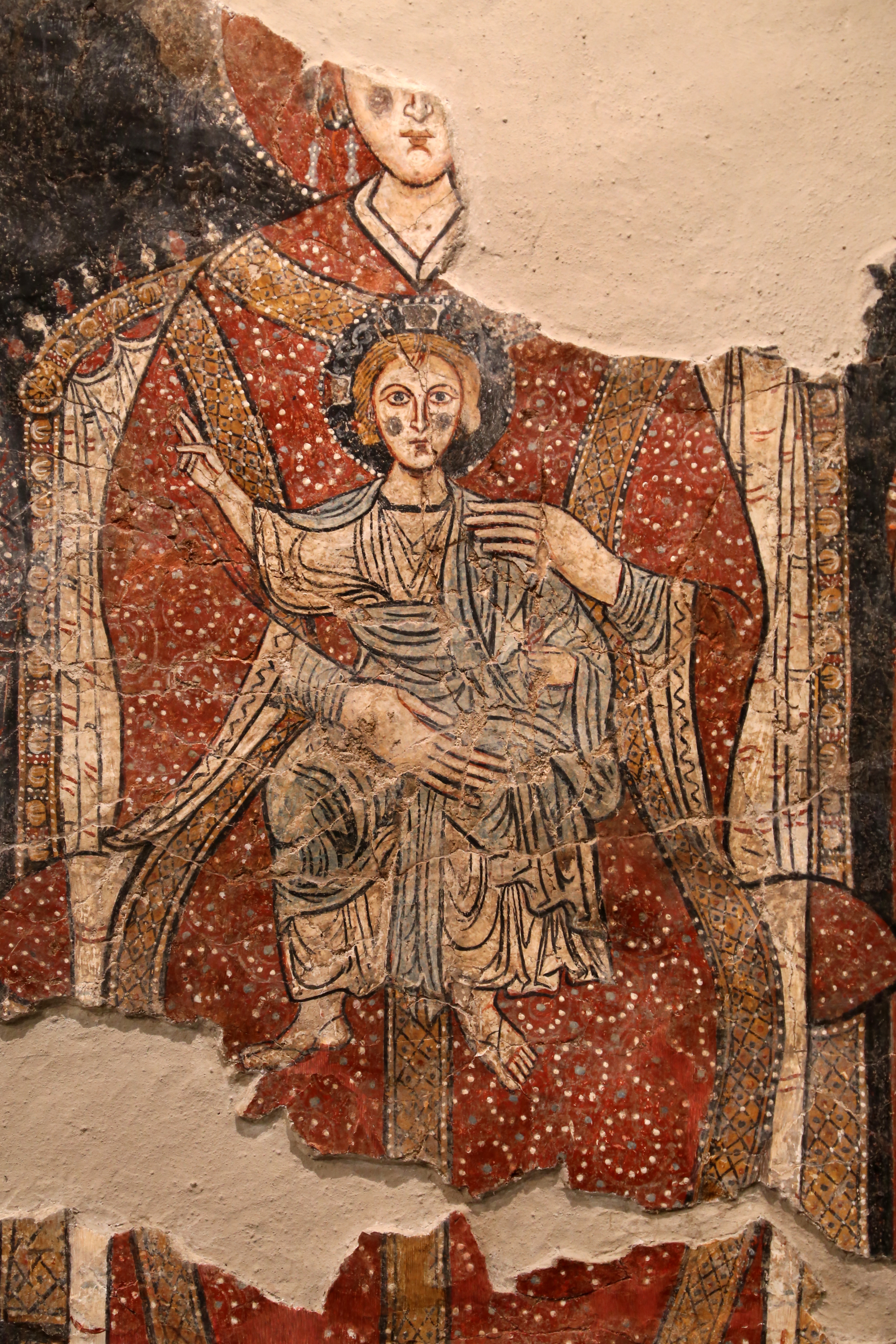
Affresco del XII secolo della Madonna del castello di Ocre, ora nel MUNDA
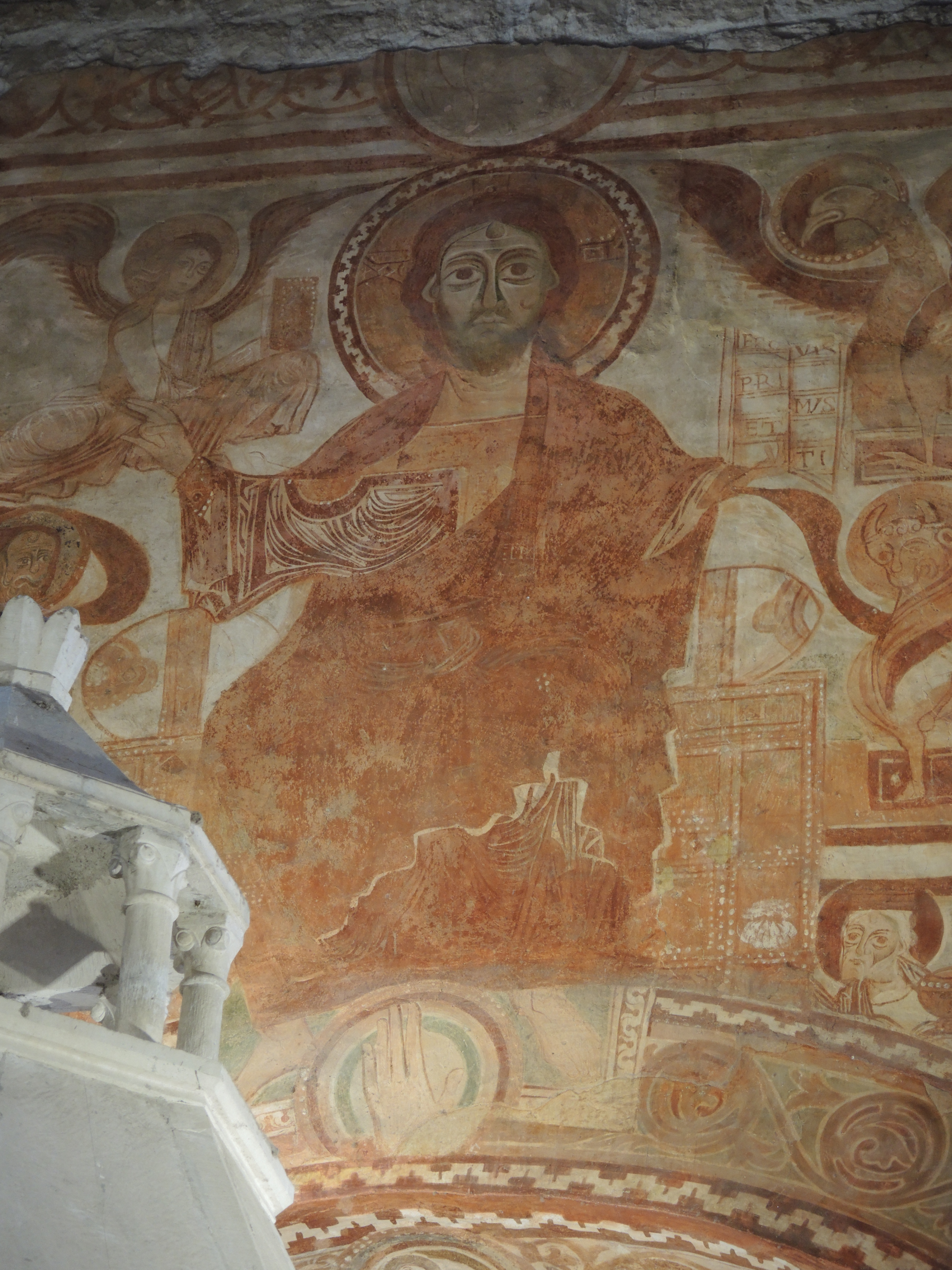
Particolare dell'affresco del Cristo Pantocratore tra Santi (XII secolo), ex abbazia di San Pietro ad Oratorium, Capestrano
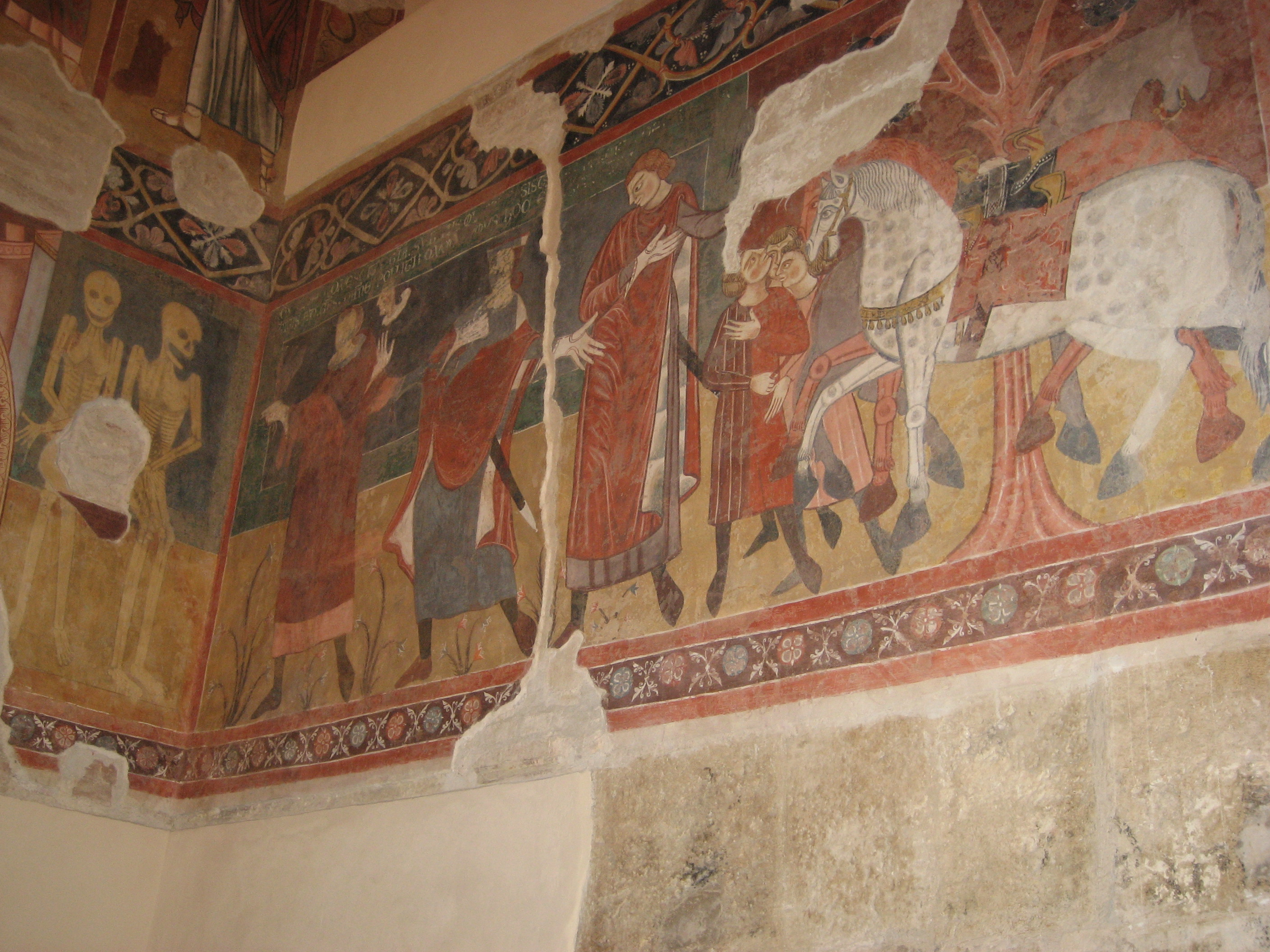
Incontro dei Tre Vivi e dei Tre Morti, affresco della Cattedrale di Santa Maria in Atri
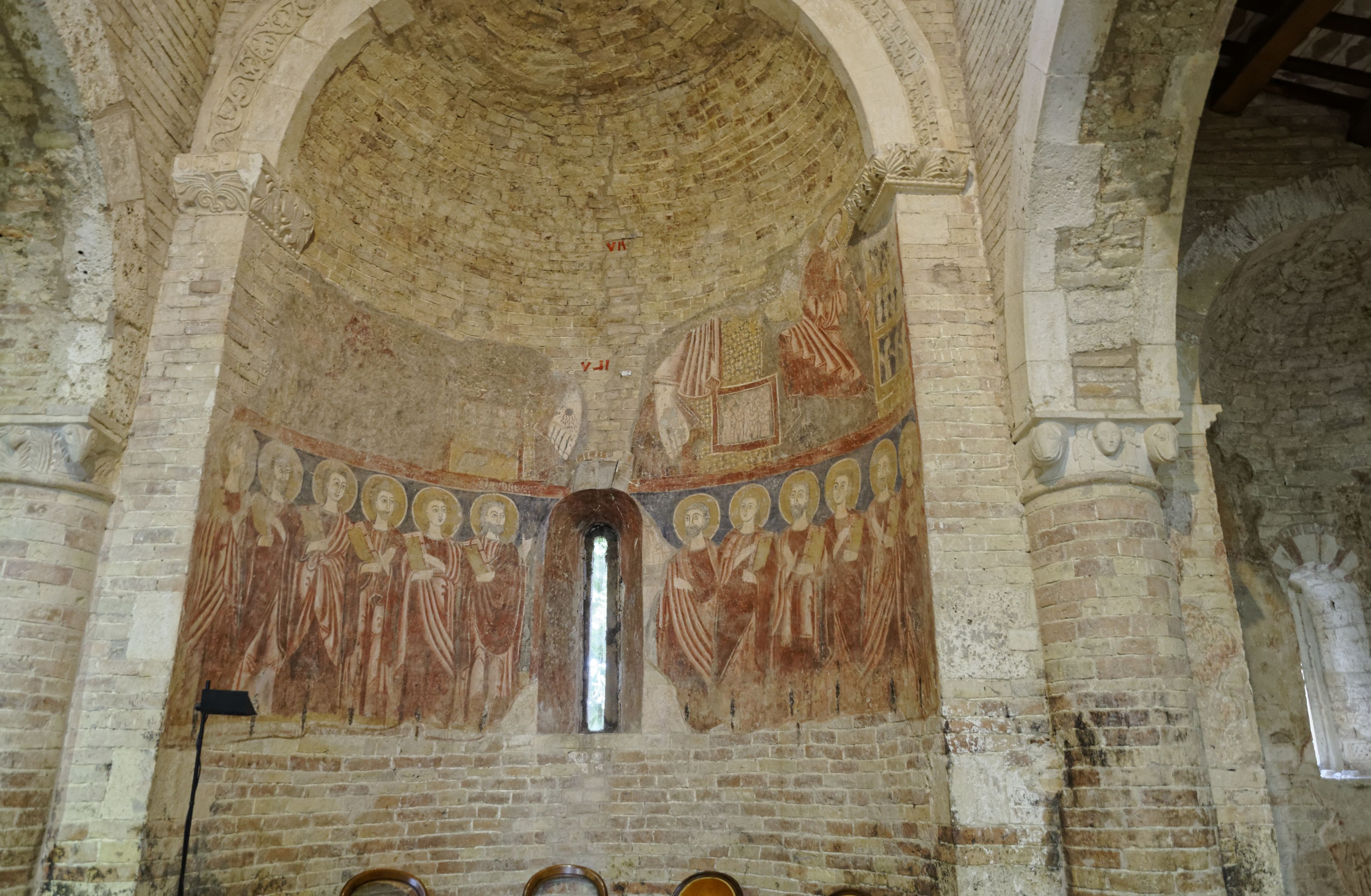
Affresco del catino absidale della chiesa di Santa Maria del Lago in Moscufo, Cristo in maestà con Apostoli e Santi, oggi il Cristo è scomparso per caduta dell'intonaco
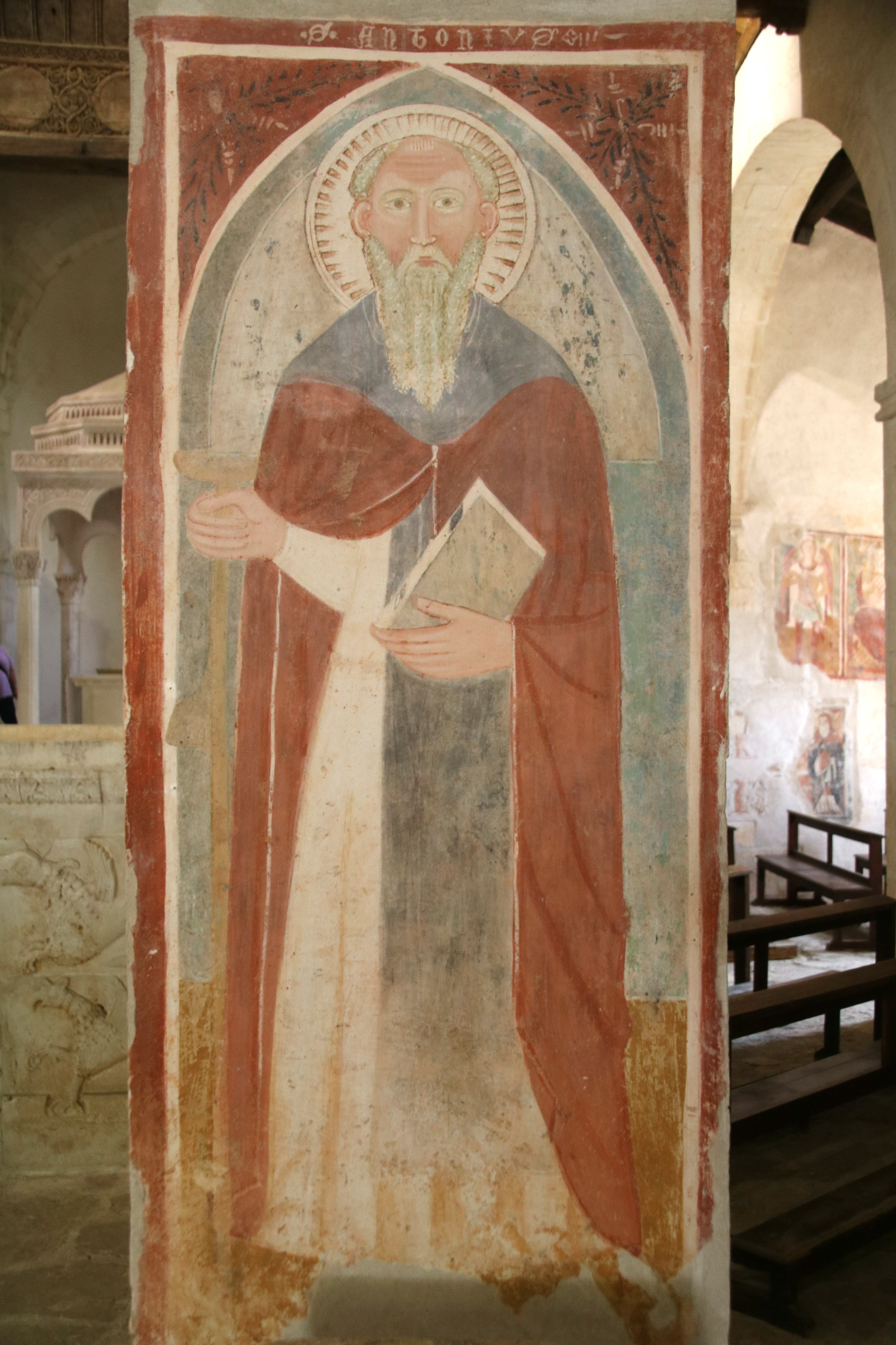
Particolare degli affreschi della chiesa di Santa Maria in Valle Porclaneta a Rosciolo: Sant'Antonio abate

- Affresco della Deesis di Bussi (1237) opera di Armanino da Modena, dalla chiesa di Santa Maria di Cartignano (Catino absidale) a Bussi sul Tirino, caratterizzato ancora da motivi romanici bizantineggianti; staccato intorno al 1950 per sicurezza, si trova nel Museo Nazionale d'Abruzzo, L'Aquila
- Affresco della Madonna "de Ambro" (XII secolo) è il più antico affresco conservato nel Museo Nazionale all'Aquila, proviene dall'ex cappella di San Salvatore nel castello di Ocre. Evidente lo stile prettamente bizantino.
- Affresco di Cristo in maestà tra gli Apostoli (XIII secolo), forse "maestro di Bominaco" (?) catino absidale dell'abbazia di San Pietro ad Oratorium (Capestrano)
- Deposizione di Cristo nel sepolcro (XIII secolo) dalla chiesa di San Pietro in Valle di Caporciano (Maestro del Ciclo di Fossa?), caratterizzato da linee patetiche ancora molto bizantineggianti, in particolare il volto affranco della Madonna che bacia Cristo morto
- Madonna con Bambino, una santa e Sant'Amico (XIII secolo) affresco parietale dalla cappella baronale del castello di Ocre, Museo Nazionale d'Abruzzo
- San Michele e Madonna col Bambino, affresco staccato dalla parete della chiesa abbaziale dei Santi Crisante e Daria (Camarda, località Filetto), XII secolo stile ancora bizantineggiante, Museo Nazionale d'Abruzzo
- Affresco dei Santi Crisante e Daria, idem
- Affresco monumentale degli Apostoli, con i Santi Pietro e Paolo ai lati estremi, XIII secolo, ciclo ancora bizantineggiante, dall'abbazia dei Santi Crisante e Daria (Filetto di Camarda), Museo Nazionale d'Abruzzo
- Storie della vita di Santa Giusta martire - chiesa di Santa Giusta fuori le mura (Bazzano), XIV secolo
- Cristo in maestà tra i Santi Giovanni Battista ed Evangelista (affresco di controfacciata della lunetta) della chiesa di Santa Giusta in Bazzano (XIII secolo, ancora bizantineggiante)
- Ciclo di affreschi della cripta dell'abbazia di San Giovanni in Venere (Fossacesia), XIII-XIV secolo: Cristo in maestà tra Santi Filippo e Giovanni, e scena della Maeiastatis Domini tra San Benedetto e San Giovanni Battista; affresco della Madonna col Bambino tra San Michele e San Nicola, catino absidale sinistro (XIII secolo), alcuni lo attribuiscono a un maestro di scuola giottesca
- Madonna con Bambino con San Nicola, San Michele, Maria Maddalena, tavola dipinta (XIII secolo) dalla chiesa di Santa Maria Nuova di Collelongo - Museo d'Arte Sacra Marsicana (Celano) - aspetto ancora bizantineggiante romanicheggiante
- Affreschi dell'abbazia di San Liberatore a Majella (1275): San Benedetto abate in trono tra gli abati di San Liberatore, cioè Teobaldo, Desiderio di Montecassino, Tertullo, Placico da Roio e Carlo Magno che concesse la fondazione, con cartiglio a caratteri gotici
- Ciclo dell'affresco dell'Incontro dei Tre Vivi con i Tre Morti (XIII secolo) - Cattedrale di Atri
- Ciclo di affreschi di Lanciano: Storie della Vera Croce - chiesa di San Nicola di Bari (nicchia del campanile)
- Madonna con Bambino - catino absidale della chiesa di San Paolo di Peltuinum - Prata d'Ansidonia (XVI secolo)
- Madonna con Bambino e Madonna della Misericordia - ciclo di affreschi della chiesa di Santa Maria Capodiserra (Barisciano) XIV secolo / Scene della storia di Maria, si conserva la Dormitio Virginis, la Madonna in Trono con Bambino tra i Santi e la Deposizione di Cristo
- Affreschi della chiesa di Santa Maria in Blesiano (controfacciata) presso Pescosansonesco Nuovo (XIII secolo) scena del Giudizio Universale
- Ciclo di affreschi della cripta della Cattedrale di Penne (XIV secolo), Storie della vita di Cristo, inclusa la Madonna col Bambino tra Santi: Bartolomeo e Benedetto, Antonio abate
- Affresco della Madonna dell'Umiltà (XIV secolo, pittura popolare), cripta del Duomo di Penne, decorazioni fitomorfe delle nervature dei costoloni delle campate
- Affreschi del refettorio della cripta del Duomo di Penne (XIV secolo), San Pietro, Madonna della Misericordia, processione degli Incappucciati, prima testimonianza della confraternita che organizza il Venerdì santo a Penne
- Frammenti delle storie della vita di Cristo nella controfacciata della Cattedrale di Sulmona (XV secolo) Gesù crocifisso tra la Maddalena e San Giovanni apostolo
- Madonna con Bambino tra San Michele e San Giovanni (XV secolo), cripta del Duomo di Sulmona
- Affresco del Giudizio Universale con Cristo in maestà (oggi si vedono i piedi) e gli Apostoli e i santi ai piedi (XIII secolo) chiesa di Santa Maria del Lago, Moscufo
- Ciclo di affreschi della chiesa di Santa Maria in Valle Porclaneta a Rosciolo dei Marsi (XIII secolo) Storie della vita di Gesù e Maria tra Santi e apostoli
- Affresco di Cristo in maestà dentro la mandorla, tra santi (XIV secolo) - arco trionfale della chiesa di Santo Stefano a Castelnuovo di San Pio delle Camere (distrutto dal terremoto del 2009), facente parte del ciclo della storie della vita di Gesù, si conservavano in particolare l'Ultima Cena, la Crocifissione, la Deposizione

### Lista dei cicli di affreschi rinascimentali

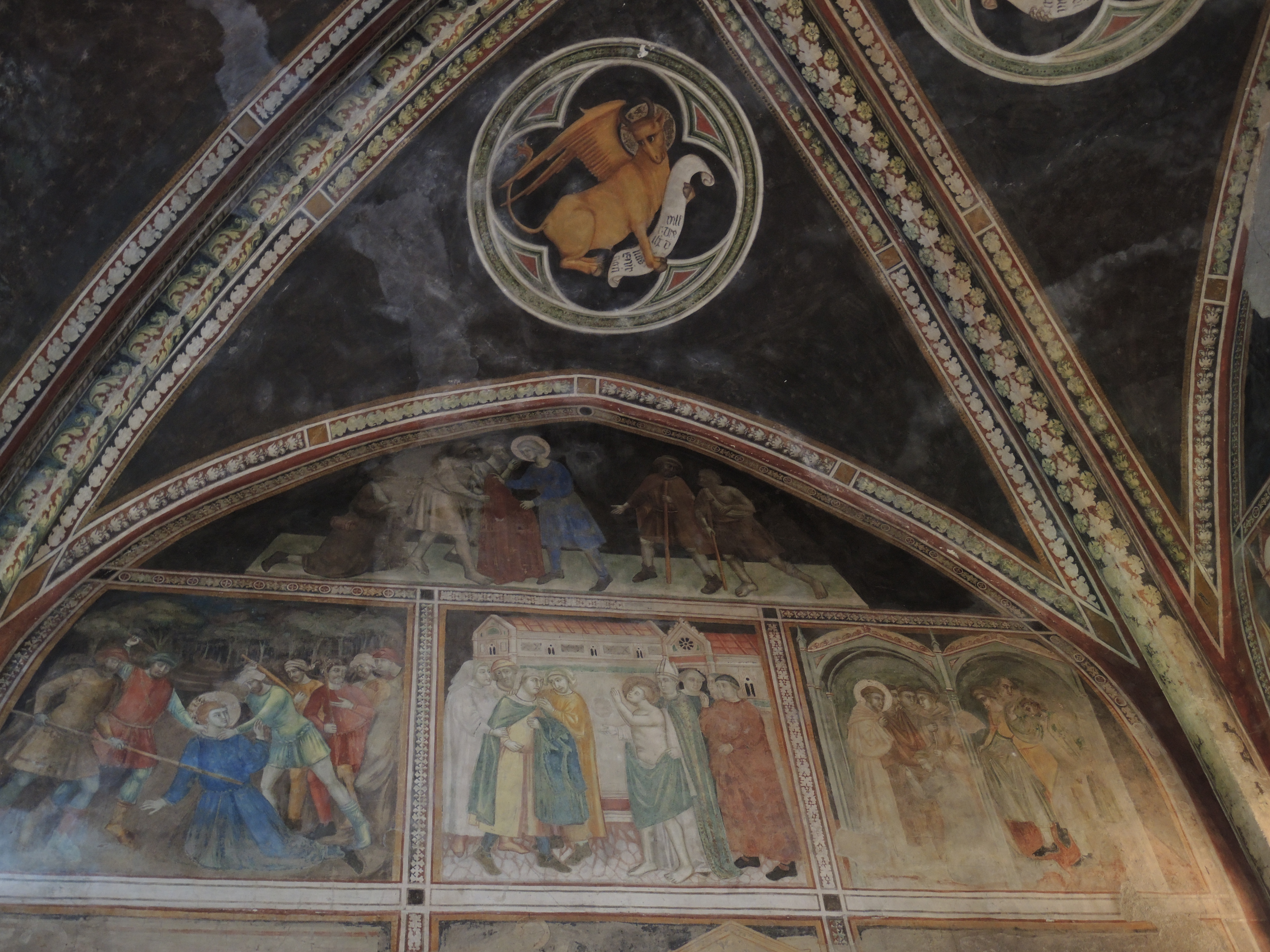
Monastero di San Francesco a Castelvecchio Subequo: particolare degli affreschi gotici del cappellone del Santo (XIII secolo)
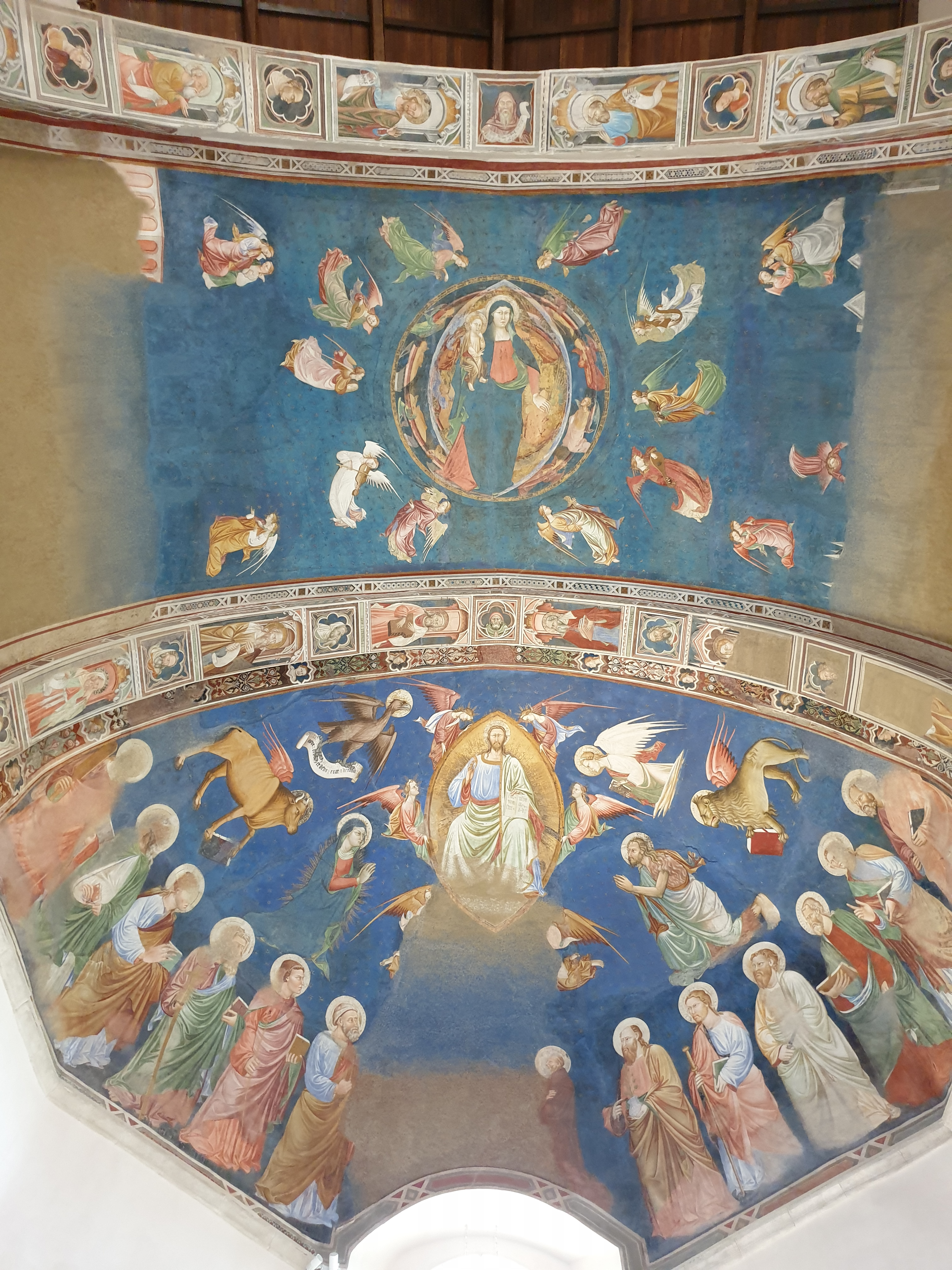
Affreschi del catino absidale della collegiata di San Silvestro, L'Aquila
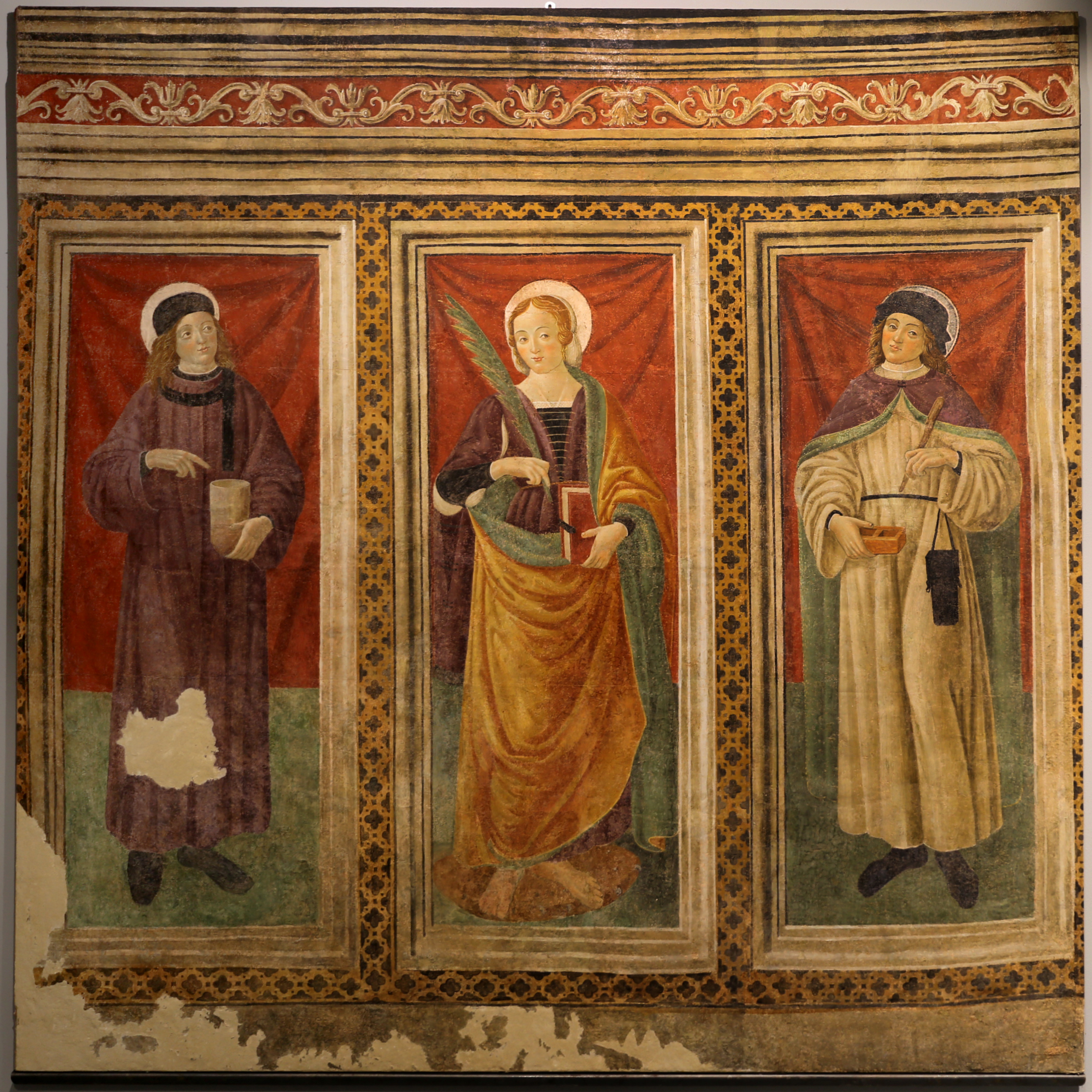
Maestro abruzzese, Santi Gervaso, Caterina martire, e Protasio, 1490 ca., dall'ex chiesa di Santa Maria di Cascina, MUNDA, L'Aquila
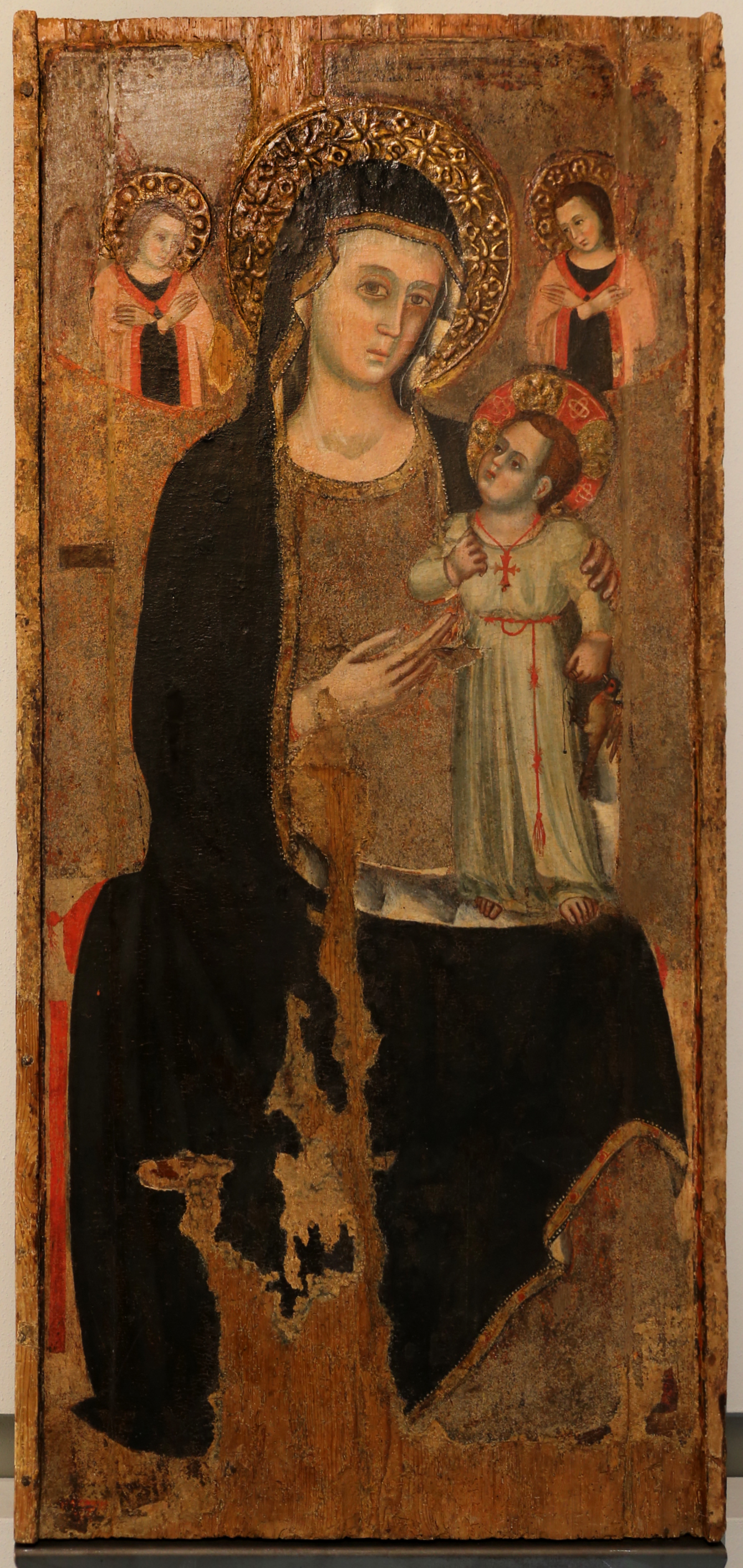
Maestro di Offida, Madonna Nera, proveniente dalla chiesa dell'Annunziata, L'Aquila (MUNDA)
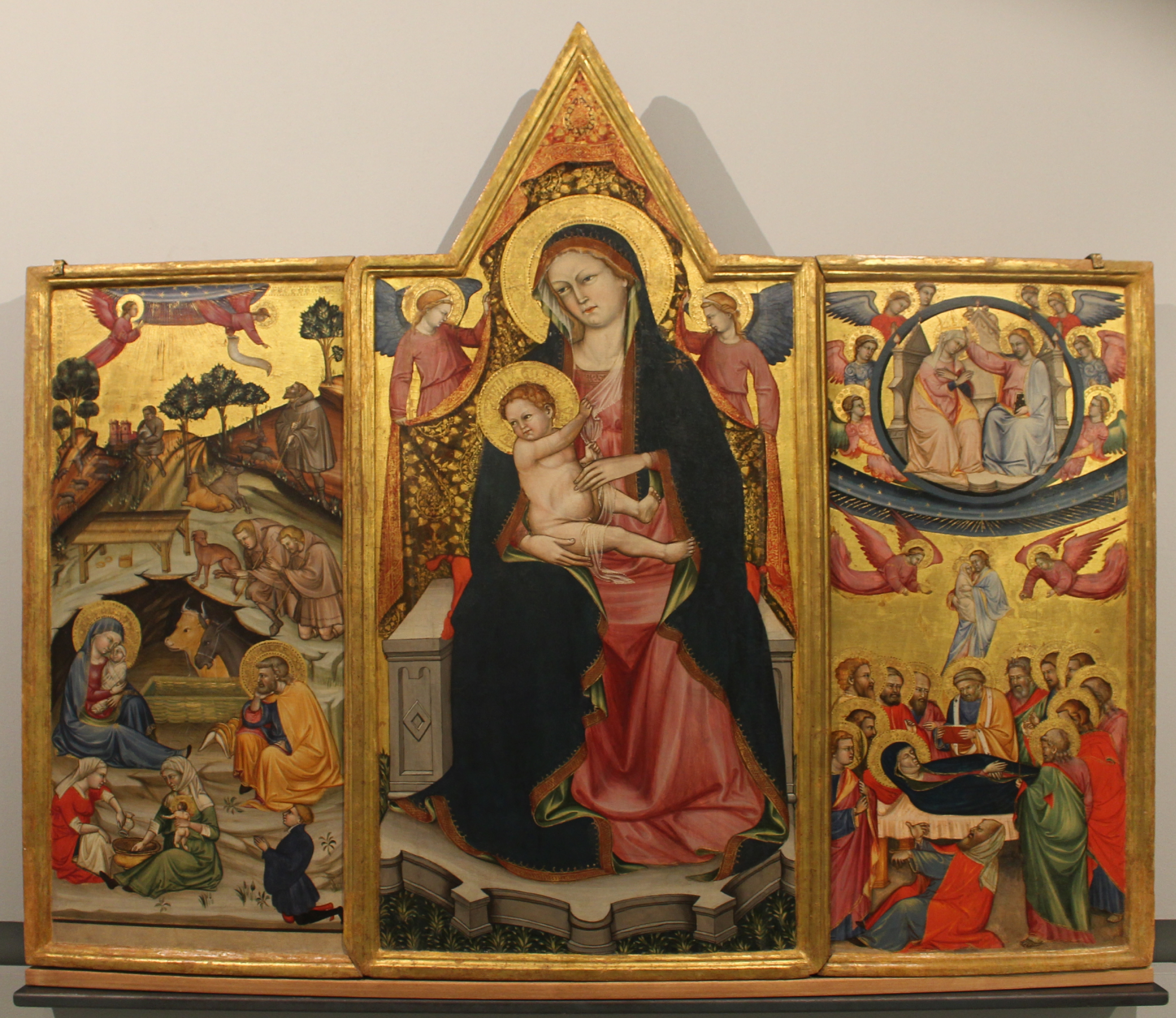
Trittico di Beffi, MUNDA (L'Aquila), opera di Leonardo da Teramo
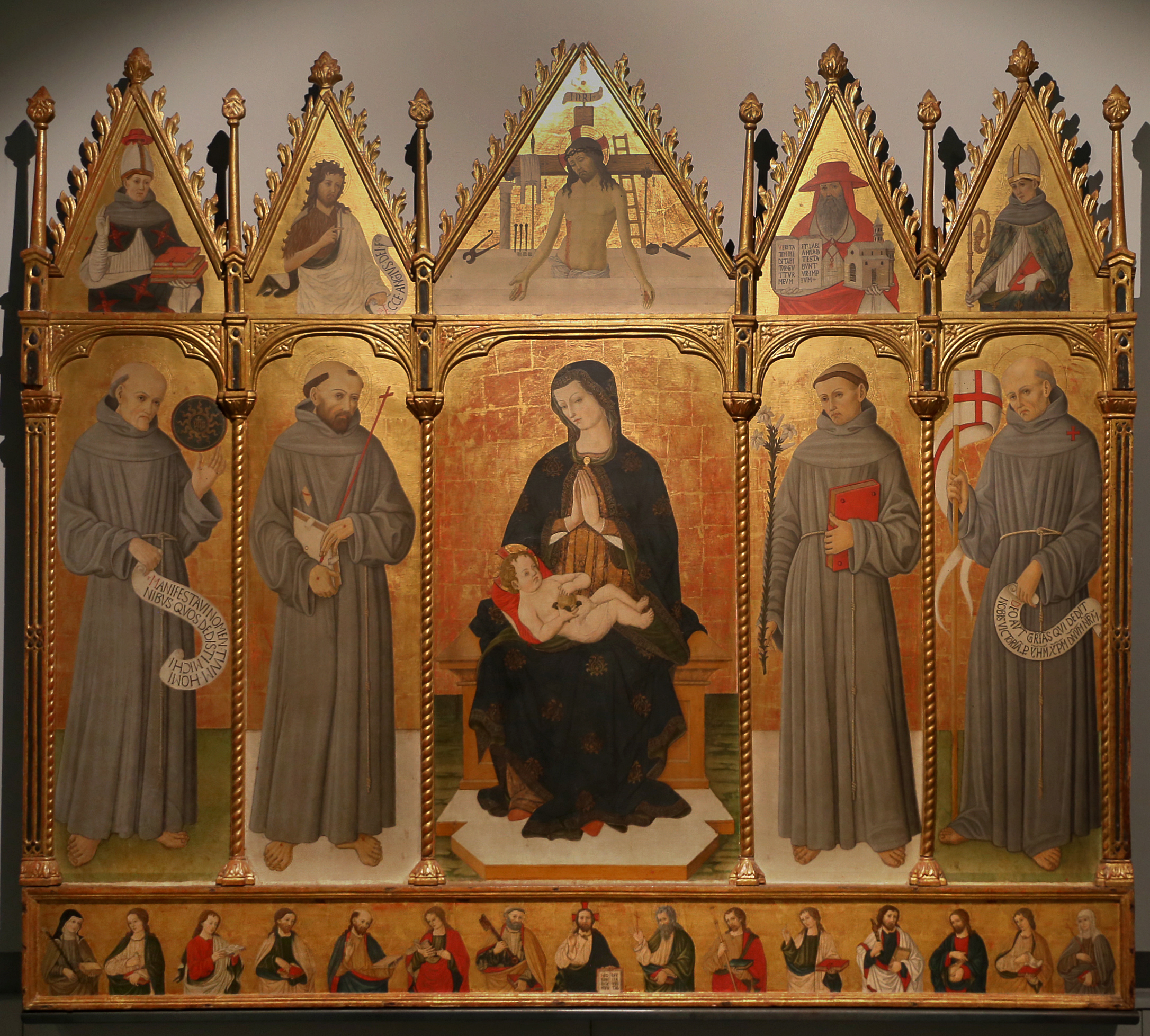
Giacomo da Campli (?), Polittico di San Giovanni da Capestrano, dal convento di San Francesco a Capestrano, ora nel MUNDA

- Santa Caterina d'Alessandria, chiesa di Santa Maria in Piano, Loreto Aprutino (XV secolo), Maestro del Giudizio Particolare di Loreto (?), cappella di sinistra della chiesa
- Sant'Orsola e Sant'Elena Flavia, chiesa di Santa Maria in Piano, Loreto Aprutino (XV secolo), Maestro del Giudizio Particolare di Loreto (?)
- Giudizio Particolare[28], chiesa di Santa Maria in Piano, Loreto Aprutino (XV secolo, secondo alcuni 1429), Maestro del Giudizio Particolare di Loreto: rappresentazione presso la controfacciata del Cristo in maestà dentro una mandorla, con in basso al centro la Croce e i simboli del martirio della Passione, a sinistra la schiera delle sante e delle martiri con la Madonna, a destra gli Apostoli e i santi in adorazione, presso il Paradiso, sulla sinistra gli Arcangeli che annunciano con le trombe il giudizio, la mandorla sacra è retta da angeli, in fondo sulla sinistra la scena dell'Eterna Dannazione, con le anime che sono radunate e pesate da San Michele, e quelle che devono attraversare il ponte del fiume dell'Inferno.
- Altro affreschi di Santa Maria in Piano (1234-28), cappelle laterali, Maestro del Giudizio (?): Storie di San Tommaso d'Aquino e visione di fra' Paolo dell'Aquila - Adorazione dei Magi - San Tommaso d'Aquino e discepoli - Funerali di San Tommaso - Profezia di Sant'Alberto Magno - Incoronazione della Vergine Regina dei Cieli e Resurrezione di Cristo - Traslazione della Salma di San Tommaso
- Ciclo di affreschi del convento di San Francesco a Castelvecchio Subequo (XIII secolo), Storie della vita del Santo, in particolare San Francesco riceve le stimmate, la morte del conte di Celano, Predica agli uccelli, Estasi del Santo, Presepe di Greccio, Innocenzo III che ascolta la Regola, Trapasso del Santo; volta a crociera decorata con kantharoi greci, i simboli del Tetramorfo degli Evangelisti.
- Affresco della Madonna col Bambino tra Santi, convento di San Francesco, Castelvecchio Subequo (XV Secolo), stile rinascimentale fiorentino
- Madonna del Latte, portico settentrionale della Cattedrale di Guardiagrele (XV secolo), secondo Lorenzi (2005) sarebbe opera di Nicola da Guardiagrele
- Storie della vita di San Ludovico da Tolosa (XIV secolo), controfacciata della chiesa di San Francesco della Scarpa, Sulmona
- Madonna col Bambino tra Sant'Antonio abate, Ludovico da Tolosa, Sant'Amico - Maestro di Offida (XIV secolo) presso la cattedrale di Santa Maria Assunta (Atri)
- Storie della vita di Sant'Agnese (XIV secolo), presso l'ex chiesa di San Francesco a San Pio di Fontecchio
- Madonna col Bambino tra angeli (prima metà del XV secolo), presso l'edicoletta votiva di piazza del Popolo (Fontecchio)
- Croce reliquiario di San Francesco (XIV secolo) dalla chiesa di San Francesco di Guardiagrele, Museo del Duomo di Guardiagrele
- Ciclo di affreschi di San Liberatore alla Majella (1527) i possedimenti abbaziali mediante i cartigli degli abati Toebaldo e Tertulliano con Carlo Magno garante - affreschi danneggiati dall'abbandono del monastero dal XIX al XX secolo
- Ciclo di affreschi della chiesa di San Nicola a Rosciano, 1497-1522

## Il periodo a cavallo tra gotico e rinascimento

### Cicli abruzzesi tardo gotici
Nella fase del tardo Trecento e Quattrocento inoltrato, il gotico abruzzese incominciò a evolversi, prendendo influssi dai modelli di Roma e della Toscana, avviandosi verso il rinascimento, con maggior ricercatezza del particolare, miglioramento espressivo dei volti, staccandosi completamente dai modelli romanico-bizantini, e interpretando sapientemente l'uso della prospettiva. Prima delle scuole rinascimentali dell'Aquila e di Atri, nel pieno rinascimento, in Abruzzo di questa epoca di transizione restano mirabili esempi, come gli affreschi della chiesa di San Giovanni Battista a Celano, del santuario della Madonna dei Bisognosi a Pereto, della chiesa monasteriale di San Francesco a Castelvecchio Subequo e della chiesa di San Michele a Vittorito.

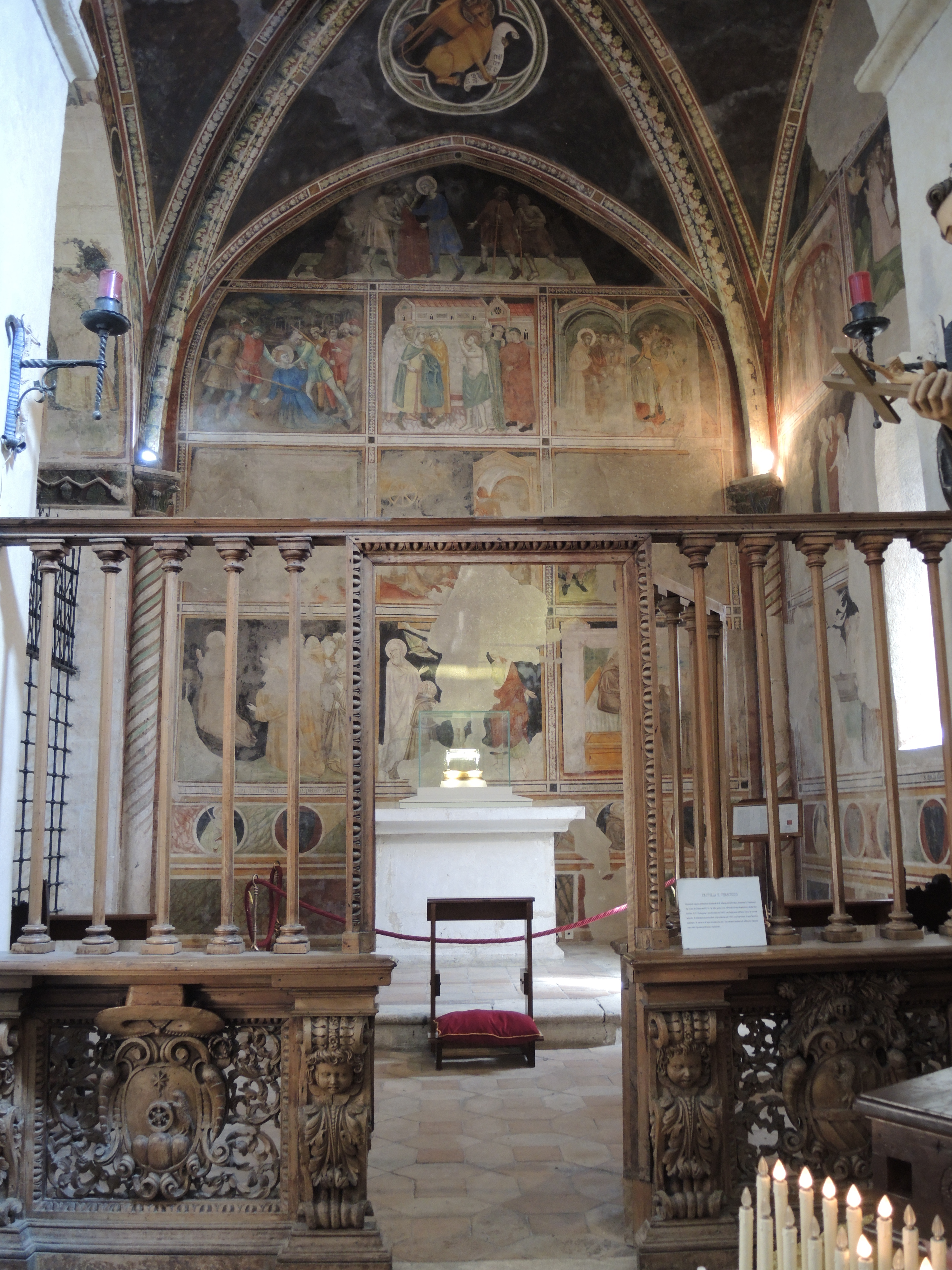
Cappella affrescata del convento di San Francesco a Castelvecchio Subequo.

I più interessanti sono il santuario della Madonna dei Bisognosi di Pereto, la chiesa di San Giovanni Battista a Celano di scuola aquilana, e quella di San Michele in contrada San Vittorino (L'Aquila). Nel santuario della Madonna dei Bisognosi si trova una cappella del 1488, affrescata da Jacopo di Arsoli, ma secondo altri decorata da più artisti: essi sono d'importanza per l'enigmatico taglio degli occhi, la bocca stretta e carnosa dei visi, e lo stile semplice e popolare. Sulla parete sinistra si intravedono il Cristo flagellato, la Madonna col Bambino con Santa Caterina, e gli Evangelisti. La porzione più antica è del maestro Jacopo, come dimostra l'iscrizione a caratteri gotici, commissionatagli da Desiderio di Subiaco per ritrarre le Storie della vita di Maria, dove si mostrano le figure di Sant'Anna, la Madonna col Bambino, attribuite a un certo Petrus, poi un artista noto come Maestro di Farfa ritrasse San Rocco e San Sebastiano sui pilastri interni dell'arco, e poi gli episodi della leggenda di Fausto Sivigliano, di cui si conservano la cavalcata di Maria e Gesù e Fausto, che ritrova Procopio di Cesarea. Nella sala principale campeggia il Giudizio universale con la raffigurazione dell'Inferno molto particolareggiata, soprattutto per il ritratto di Lucifero nella forma medievale, con tre teste, e tre bocche aperte sulle ginocchia, che divorano i dannati.

### Ciclo di San Giovanni in Celano di Andrea De Litio
Per la chiesa di San Giovanni a Celano, gli affreschi sono attribuiti ad Andrea De Litio, pittore marsicano del XV secolo, anche se alcuni studiosi fanno i nomi anche del Maestro di Offida e di Saturnino Gatti, pittori rinascimentali dell'aquilano. Partendo dalla navata a destra, si hanno diversi cicli pittorici che procedendo a sinistra, replicano soggetti identici, ma con stile differente. Il ciclo principale è dedicato ai santi martiri locali, come Simplicio, Costanzo e Vittoriano, insieme con ritratti di santi e il classico "Giudizio universale". Originalmente tutta la chiesa era affrescata, ma oggi, dopo il restauro del 1995, solamente il ciclo della navata destra è il più completo:
- Primo piano: stemmi nobiliari, dei quali il più leggibile è dei Berardi. In basso ci sono San Giuliano e Santa Elisabetta.
- Semipilastro in alto: stemma dei Berardi con sotto San Giovanni Battista, nella prima campata i dipinti mostrano i Quattro Evangelisti alati, mostrati nei loro simboli iconici, di interesse soprattutto l'angelo e il leone. Nei sottarchi figure di santi e profeti.
- Parete di fondo: Crocifissione con angeli, presso le vele della seconda campata un altro tetramorfo degli Evangelisti, con sotto angeli e profeti. Nella parete di sotto un vescovo in cattedra tra gli angeli, poi al centro una nuova Crocifissione con la Maddalena e San Giovanni, seguita dal pannello del martirio di Simplicio, Costanzo e Vittoriano. Nella parte alta a destra il Giudizio Universale con Cristo in centro tra serafini e angeli con strumenti.
- Seconda colonna, rappresentazione della Vergine in trono, nella terza campata sulle vele, la Madonna col Bambino in una mandorla di cornice, Santa Caterina d'Alessandria che regge la ruota del martirio, Santa Anatolia, con la palma e il rocchetto, Santa Vittoria con la palma e un libro. Nei sottarchi sempre figure minori di santi, stavolta unite a vescovi, e sulla colonna un dottore della Chiesa.
- Ultima campata di destra: San Paolo con un profeta accanto, attribuito al Maestro della Cappella Caldora di Sulmona[31]; nella quarta campata la Madonna col Bambino di Andrea De Litio, una santa incerta, con cartiglio in mano, una seconda santa con libro e fascio di spighe, e infine Gesù benedicente. Nei sottarchi santi martiri, come San Lorenzo e nuovamente i martiri di Celano.
- Navata a sinistra: sulla colonna una figura mutila di vescovo, e resti di figure sulla parete di San Pietro.

## Il Maestro di Offida

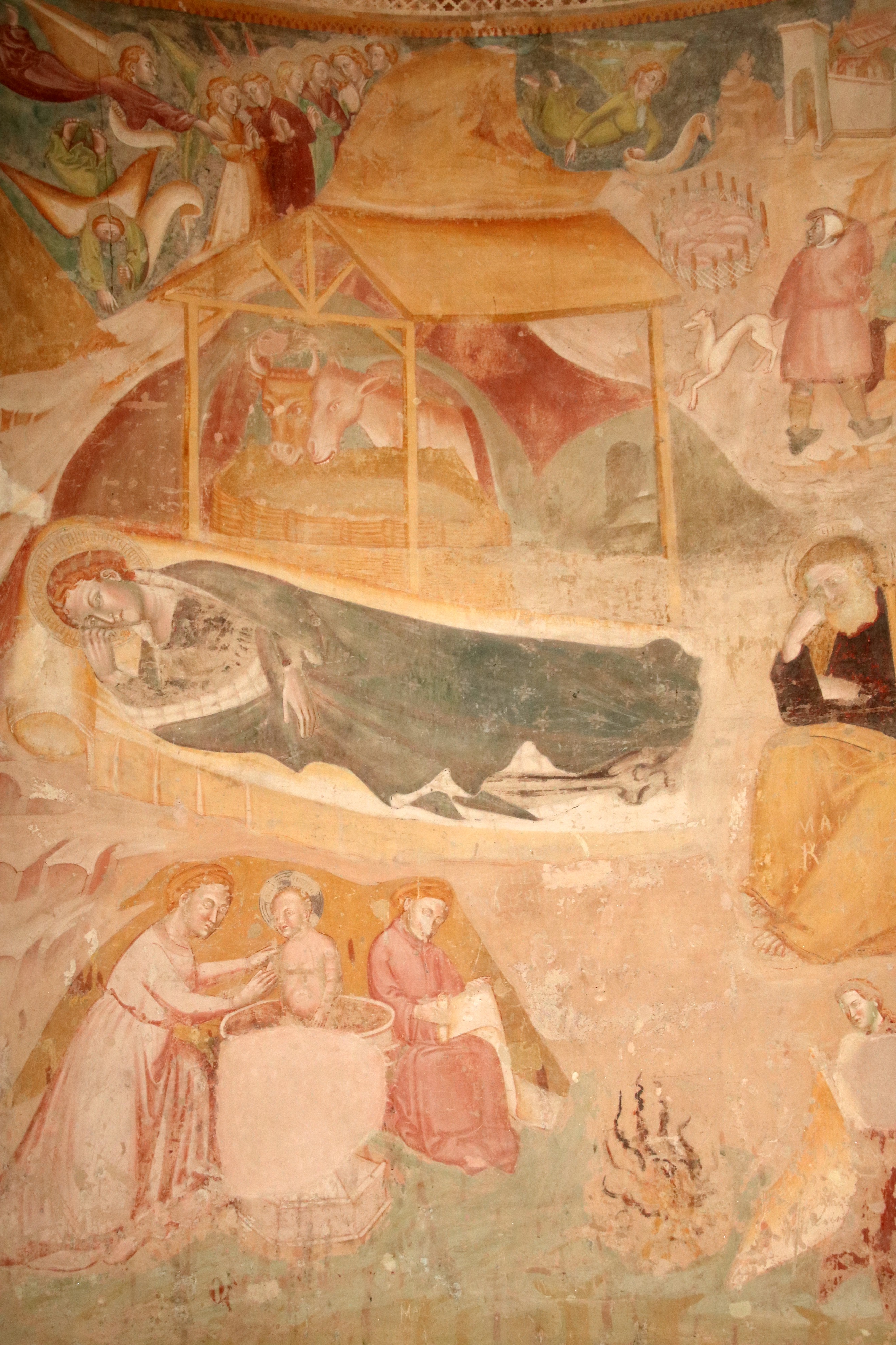
La Natività, Basilica della Santissima Annunziata (Montecosaro)

Il Maestro di Offida avrebbe affiancato, da giovane il Maestro del polittico di Ascoli in un affresco con Crocifissione recentemente scoperto nell'atrio della cattedrale di Ascoli Piceno. Dalle Marche meridionali, in seguito si sarebbe spostato in Abruzzo fino in Basilicata.
Un elemento distintivo che permette di riconosce le opere di questo pittore è costituito dal modo di rappresentare i raggi delle aureole dei santi.
Si sarebbe trattato forse di un monaco, che avrebbe dipinto in uno stile derivato da una trasposizione dell'eredità giottesca.

## Il Maestro di Beffi ovvero Leonardo da Teramo

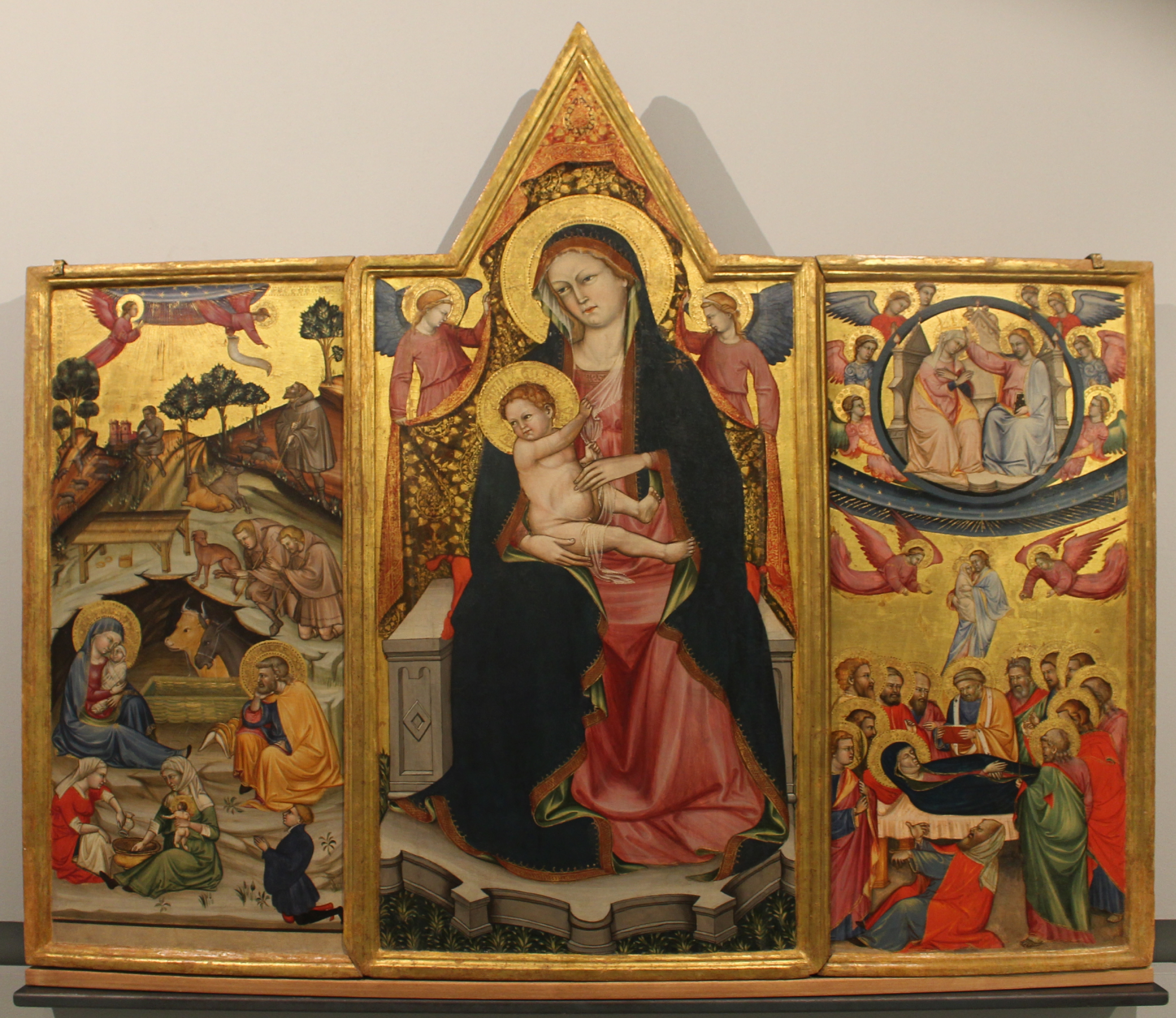
Trittico di Beffi (1410-1416).

Le notizie biografiche sul Maestro di Beffi sono scarne e oggetto di studio. Secondo la storiografia classica, l'artista non fu originario dell'Abruzzo, dove tuttavia operò principalmente, sintetizzando così, in una terra di frontiera, la pittura napoletana e l'arte senese di fine Trecento. Cesare Brandi ne ipotizza un'origine senese e lo definisce «pittore rusticano», influenzato dall'attività di altri due artisti considerati a lui collegati come Taddeo di Bartolo e Martino di Bartolomeo. Ferdinando Bologna ne evidenzia il gusto insieme fiorentino e valenzano, simile a quello di Gherardo Starnina.
Più recentemente, grazie agli studi di Cristiana Pasqualetti, è stata ipotizzata una formazione emiliano-adriatica ed una sovrapposizione con la figura misteriosa del «magister Leonardus de Teramo pictor» (Leonardo da Teramo), pittore d'origine sabina, formatosi nel teramano e poi stabilitosi a Sulmona dal 1385 (ne divenne civis dal 1394); l'ipotesi dimostrerebbe un passaggio dell'artista a Guardiagrele — testimoniata dalle affinità formali tra l'attività di miniatore del Maestro di BeffiTale attività costituisce, secondo la Pasqualetti, un'ulteriore conferma della coincidenza tra il Maestro di Beffi e Leonardo da Teramo, vantando proprio la città aprutina una prestigiosa tradizione nel campo della miniatura e quella di orafo di Nicola da Guardiagrele, che viene indicato come suo allievo a Sulmona — ed infine un trasferimento all'Aquila dove sono le sue opere maggiori e dove, stante gli scritti di Anton Ludovico Antinori, è documentata l'iscrizione «Leonardus de Teramo habitator Sulmone» su un altare dipinto per la chiesa aquilana di Sant'Antonio fuori le mura.

## Giovanni da Sulmona

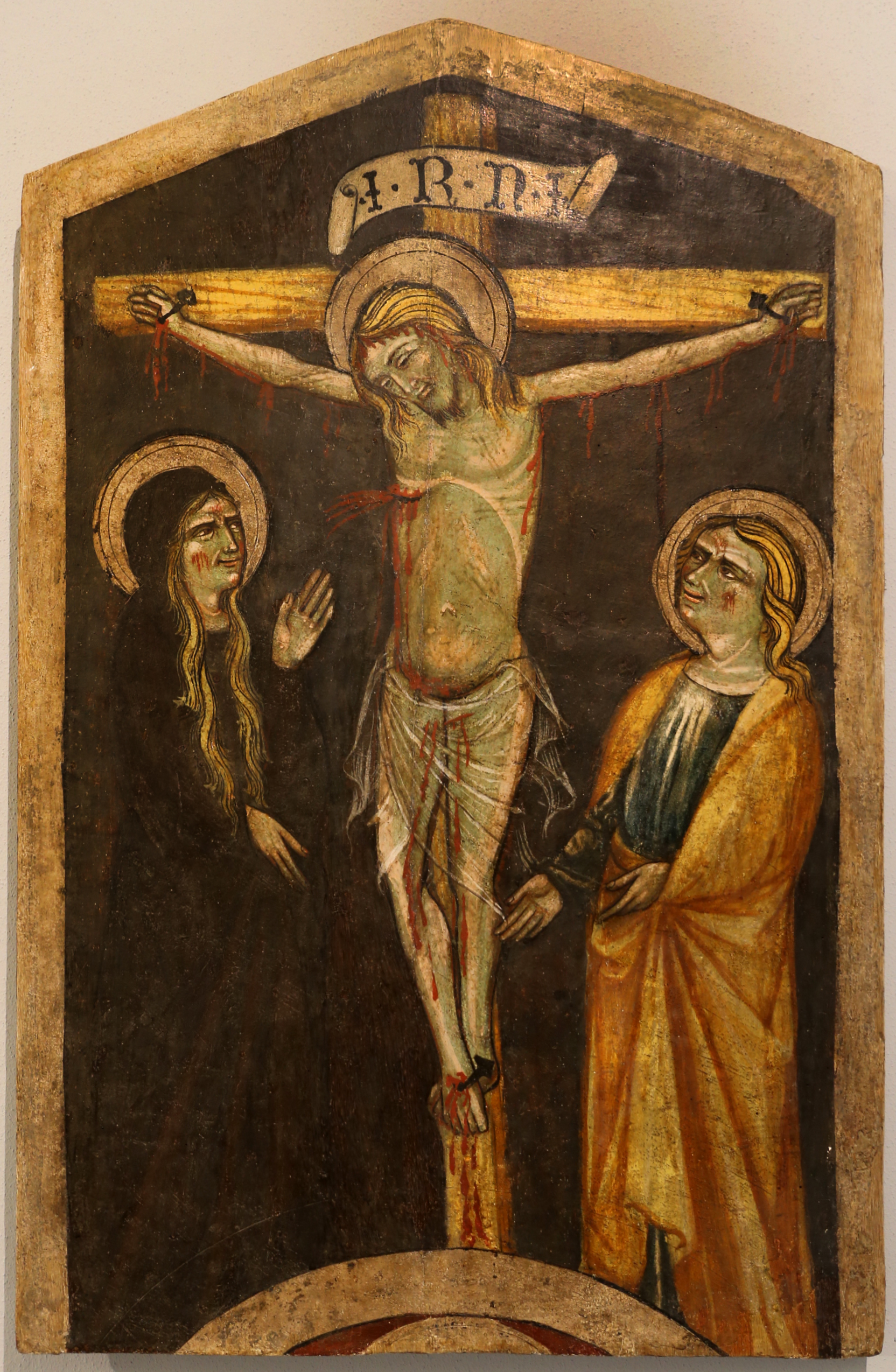
Ambito di Giovanni da Sulmona, " Crocifissione" (1410), dal palazzo Margherita (L'Aquila), ora nel MUNDA

Giovanni da Sulmona si formò nell'ambiente culturale prevalentemente senese-pisano - che si richiamava alle opere di Martino di Bartolomeo e di Giovanni di Pietro da Napoli - che si era diffuso in Abruzzo fin dai primi anni del XV secolo, per opera del Maestro di San Silvestro, noto anche come Maestro di Beffi. Giovanni verso il 1412 ne fu uno dei principali collaboratori, per la realizzazione degli affreschi della chiesa di San Silvestro all'Aquila.
Nelle sue prove autonome, come ad esempio i due capicroce, già a San Cesidio di Trasacco e ora nel Museo nazionale d'Abruzzo all'Aquila, fino al noto tabernacolo, proveniente da Sant'Orante ad Ortucchio e ora nel museo civico di Sulmona e che è firmato Ioh(an)es pictor de Sul(mo)na e datato 1435, Giovanni mostra di non riuscire a superare, anche in date avanzate, le formule espressive e i moduli di quella stessa cultura che aveva caratterizzato i suoi esordi.

## Il ciclo della cappella Caldora nella Badia Morronese
Sulla parete di fondo della cappella, dove si trova il mausoleo gotico della famiglia Cantelmo-Caldora realizzato da Gualtiero d'Alemagna, ci sono da segnalare gli affreschi quattrocenteschi di Giovanni da Sulmona su commissione di Rita Cantelmo (Battesimo di Gesù, Ingresso a Gerusalemme, Gesù caricato della croce e Crocifissione). Tuttavia sulla esatta identità dell'autore di questi affreschi c'è un dibattito tra i critica, e c'è chi lo inquadra come un anonimo, definito "Maestro della Cappella Caldora", il quale avrebbe operato al cantiere degli affreschi di San Silvestro all'Aquila.

## La scuola rinascimentale

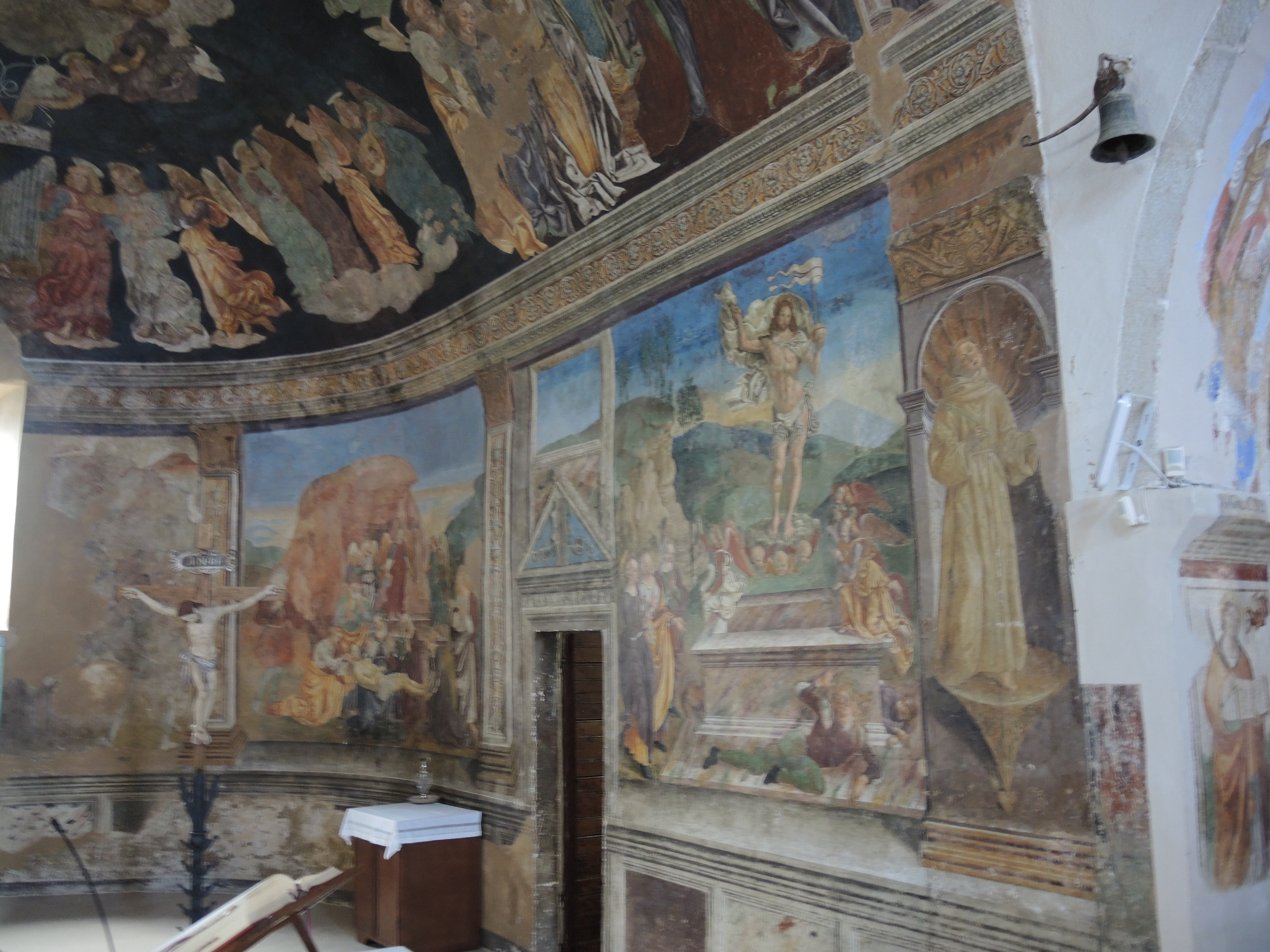
Porzione di affreschi della vita di Cristo, di Saturnino Gatti, nella chiesa di San Panfilo a Tornimparte (L'Aquila).

Il rinascimento pittorico abruzzese video molti artisti protagonisti, che si divisero in due scuole, quella aquilana, e quella atriano-marsicana. Nella prima, nella resa prospettica, dei particolare dei volti, avendo ben assimilato le lezioni toscane, i protagonisti furono Francesco da Montereale, Saturnino Gatti, il cosiddetto Maestro di Beffi, benché i pittori furono molti, come dimostrano le sontuose pale d'altare conservate nel Museo Nazionale all'Aquila.
Come dimostrano alcuni pezzi d'arte come il Polittico di Jacobello del Fiore nel Duomo di Teramo, nel Quattrocento si andò sempre maggiormente sviluppando la tecnica della decorazione del legno, superando il solo obiettivo di dipingere statue sacre, ma realizzando dei veri e propri quadri su tavole lignee, sempre a carattere sacro, da esporre negli altari o nelle cappelle, che raccontassero le storie dell'Antico e Nuovo Testamento, o il particolare delle vite dei Santi, o della Madonna o di Cristo.

### La sala di San Clemente Magno nel palazzo Farinosi Branconi
All'Aquila, oltre ad alcuni lacerti di affreschi nelle nicchie della basilica di Santa Maria di Collemaggio egregiamente realizzati da Saturnino Gatti, a causa dei terremoti e dei rifacimenti, soprattutto dopo il 1703, con la ricostruzione in stile barocco delle chiese, poco è rimasto delle antiche decorazioni pittoriche sia medievali sia rinascimentali. Gli esempi più felici sono il ciclo della chiesa collegiata di San Silvestro, gli interni del Palazzo Farinosi Branconi, e alcune lunette di portali, dove per la maggior parte gli affreschi sono di Francesco da Montereale o Antonio di Atri. Il Palazzo Branconi conserva affreschi che, alla maniera delle famiglie toscane come i De Medici, ritraggono storie della vita della famiglia, e di particolare interesse è la sala di Papa Clemente I, il pontefice le cui reliquie furono temporaneamente conservate nell'abbazia di San Clemente a Casauria, una delle prime fondate in Abruzzo. Il ciclo è a fasce orizzontali, i cui riquadri si alternano a finte colonne di marmo verde con capitelli compositi, dimostrano un esempio di particolare originalità nella decorazione dei palazzi nobili abruzzesi.

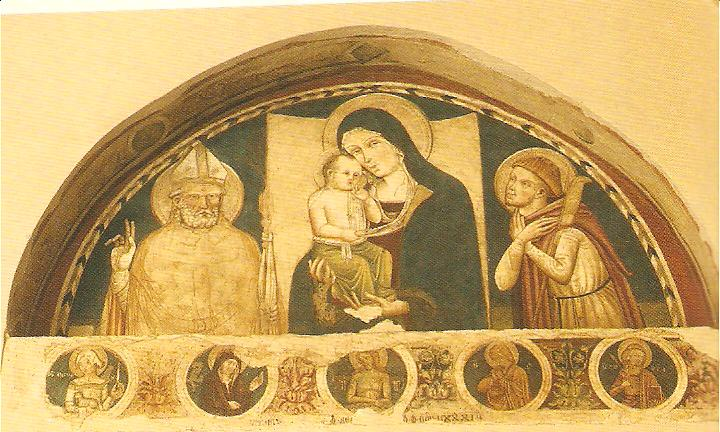
Lunetta del monastero di Sant'Amico all'Aquila, opera di Antonio di Atri, con la Vergine e il Bambino tra Sant'Agostino e Sant'Amico.

## Ciclo aquilano di San Silvestro all'Aquila

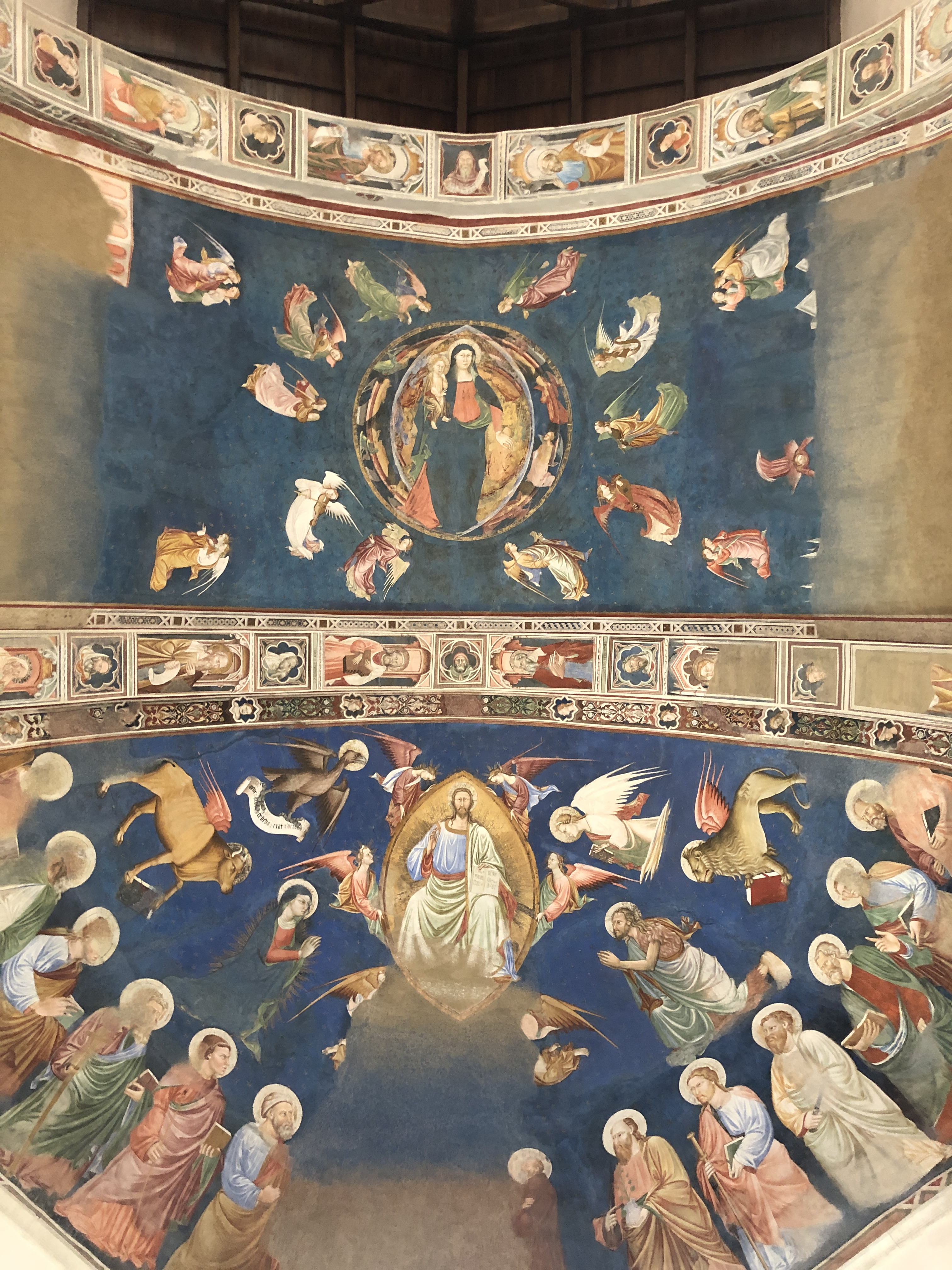
Ciclo di San Silvestro all'Aquila

Nella chiesa di San Silvestro, il ciclo, che in origine doveva essere molto più ampio, oggi ricopre solo il catino absidale, scoperto nel 1946 durante i restauri, poiché dopo il sisma del 1703 nella ricostruzione si era tutto coperto con intonaci barocchi. Non si sa con certezza se fu un solo maestro a realizzare il ciclo, o più  artisti, Ferdinando Bologna attribuisce il ciclo al famoso Maestro di Beffi. Al centro nella decorazione a cielo blu stellato c'è il Cristo in maestà dentro una mandorla sorretta da ali vibranti (che risentono della lezione di Pietro Cavallini), intorno i simboli degli Evangelisti e la Madonna con San Giovanni in preghiera. Nella volta del presbiterio campeggia la Madonna col Bambino, anch'essa dentro una mandorla, contornata da putti, e incorniciata da un triplice giro di colori. Elementi del tutto inediti, almeno nei modelli medievali, sono la mano della Vergine nell'atto di benedire, molto umano e caritatevole, mentre Gesù si atteggia in gesti da infante tipicamente umano, come il portarsi l'indice alla bocca. Al di sotto ci sono scene a carattere narrativo, nell'arco trionfale c'è la scena dell'Adorazione dei magi, dove la scena principale è relegata in secondo piano, poiché il tutto si concentra sul festoso corteo, senza però aderenza prospettica, che si snoda in un paesaggio campestre e di montagne, secondo alcuni ispirato alla conca aquilana e a Campo Imperatore.
Realizzati nel XV secolo, sono evidenti le mani di più artisti in questi affreschi, dimostrando però il grande centro vitale che fu L'Aquila nel passaggio dal Medioevo al Rinascimento.

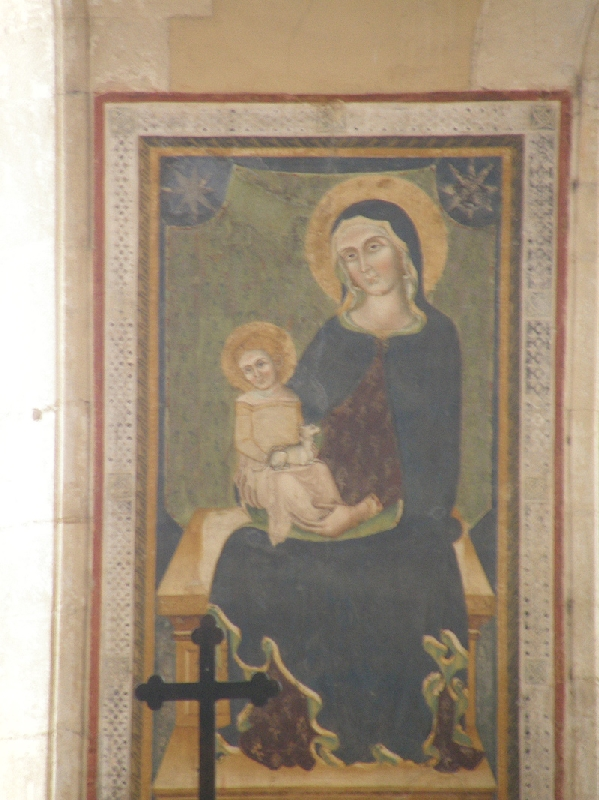
Affresco della Madonna col Bambino a Santa Maria in Arabona, opera di Antonio di Atri.

## Gli affreschi di Saturnino Gatti
Un altro pittore aquilano di grande importanza, ritenuto il rappresentante per eccellenza del rinascimento, fu Saturnino Gatti. Egli realizzò alcune opere all'Aquila, come pale d'altare, e gli affreschi di Collemaggio, ma la sua opera più importante è il ciclo di affreschi della chiesa di San Panfilo a Tornimparte. Il Gatti fu allievo di Leonardo da Vinci, Sandro Botticelli e del Perugino: realizzò la Pala del Rosario conservata nel Museo Nazionale dell'Aquila. Nel 1495 realizzò il ciclo di Tornimparte, dipingendo anche gli esterni della chiesa di San Panfilo. Nel catino absidale della chiesa, interamente dipinto, ci sono le figure dell'Eterni Padre, in centro circondato da angeli, del Paradiso, mentre l'arco sovrastante l'altare maggiore è adorno dei Profeti che hanno predetto la venuta di Cristo, mentre lateralmente si vede l'arcangelo San Gabriele nell'atto di annunciare alla Vergine la nascita del figlio. Sempre presso l'abside ci sono cinque riquadri dove sono riprodotti i momenti della Redenzione: la cattura di Cristo nell'orto, la flagellazione, la crocifissione (posizione centrale) e la Resurrezione dal sepolcro.

## La scuola di Antonio da Atri
Ultimo principale rappresentante del rinascimento abruzzese, e meno considerato, forse per la mancanza di un vero e proprio ciclo pittorico, è Antonio da Atri. Egli realizzò dipinti per le lunette di diverse chiese abruzzesi, tra le quali spicca quella del monastero di Sant'Amico all'Aquila; e forse la sua opera più famosa è la cappella dell'abbazia di Santa Maria Arabona di Manoppello. In essa sono raffigurate la Vergine col Bambino e due sante, tra le quali Santa Caterina martire. La Madonna è l'opera più interessante, poiché si evincono ancora caratteri medievaleggianti, come il volto semi-ieratico della Madonna, benché gli effetti plastici e dinamici e la flessione dei busti sia ormai passata alla sponda rinascimentale, e gli elementi minori, come la presenza di cagnolino tra le braccia di Gesù bambino, dimostrano tale tesi.
Un problema di attribuzione invece proviene dal ciclo di affreschi della chiesa di Santa Maria in Piano a Loreto Aprutino. La datazione è certa, metà del Quattrocento, e probabilmente per lo stile dei volti, le maestranze possono essere legate alla scuola di Antonio di Atri. Ciò che colpisce di più è l'affresco del Giudizio universale del 1429, diviso in due fasce: la prima con il Cristo in maestà nella consueta mandorla sorretta da angeli, e nella inferiore i santi, come San Francesco d'Assisi e Sant'Agostino con gli strumenti della Passione, e San Michele arcangelo che raduna le anime.

## L'attività di Andrea De Litio

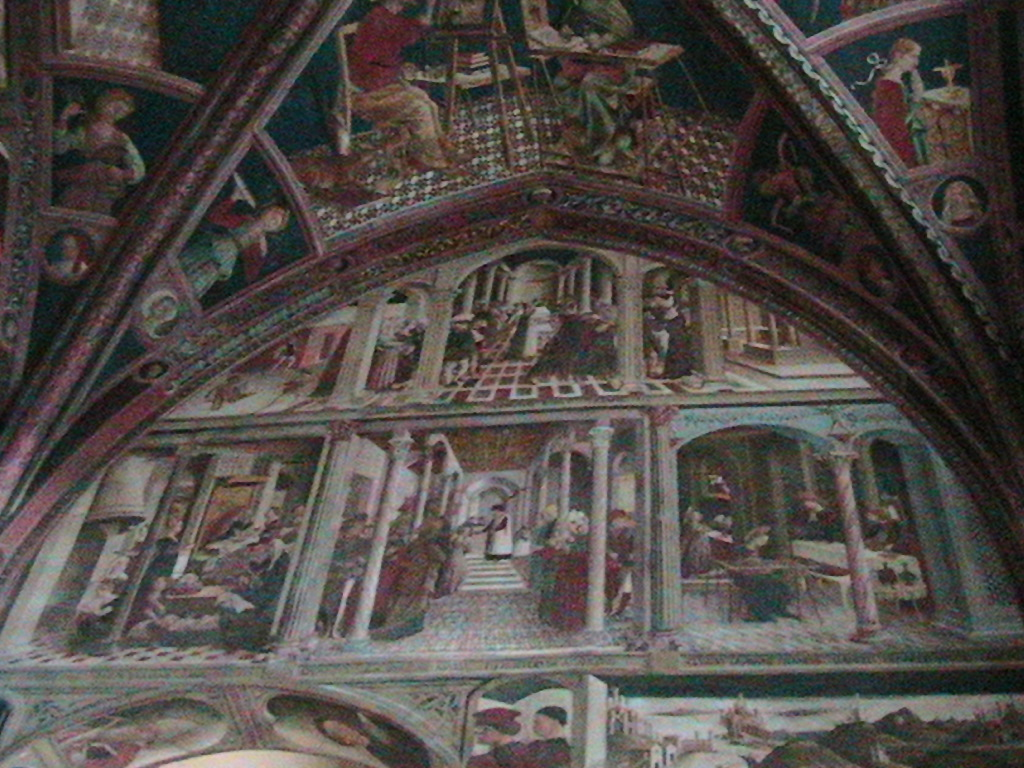
Affreschi della grande parete d'altare di Santa Maria Assunta.

Andrea De Litio fu il secondo principale pittore abruzzese del rinascimento, della scuola atriana. Oggi è riconosciuto come uno dei più influenti rappresentanti di questa corrente pittorica in tutto il Paese, almeno nel centro Italia, e nell'Abruzzo realizzò diversi cicli pittorici, e decorò pareti di chiese e lunette. Ma la summa del suo stile è riassumibile nei diversi cicli presenti nella Cattedrale di Santa Maria Assunta di Atri. La basilica, ricostruita nel 1305 in stile gotico, fu già affrescata in quest'epoca, come testimonia il dipinto dell'Incontro dei Tre Vivi coi Tre Mori, della metà del Duecento, a simboleggiare l'ammonimento divino sulla vanità delle cose terrene. La controfacciata ha porzioni di affreschi del XV secolo, di elevato livello qualitativo, attribuiti a diversi artisti, ma non al De Litio: il tema è quello della vita di Gesù e dei santi, e le immagini di rilievo sono Cristo nell'orto, Cristo in mandorla e una Sant'Orsola, attribuite al Maestro di Offida (1340).

### Primo ciclo della cattedrale di Atri
Della metà del Trecento sono un San Giacomo e una Santa Caterina di Luca da Atri, artista locale intriso della cultura napoletana di Simone Martini. Gli affreschi del cantiere di Andrea De Litio e Antonio di Atri occupano un vasto spazio che occupa 30 anni del '400, visto che l'artista vi attese più volte. Riferibili alla mano di Antonio sono le pitture di pilastri delle tre navate, ovvero la rappresentazione "trilobata" sulle arcate gotiche della cattedrale, con figure di Santi e Profeti. Poi la rappresentazione della Santissima Trinità con tre volti, un San Giovanni e un San Nicola accanto a Santa Caterina nella colonna. Nel 1437 Ugolino di Milano, artista seguace di Andrea da Bologna, dipinse sulla parete destra San Biagio, Santa Caterina d'Alessandria e il Cristo benedicente. Il pittore abruzzese Giovanni di Cristoforo realizzò in maniera più rozza un San Bernardino da Siena (1415). Infine il Coro dei Canonici, dipinto tra il 1470 e il 1480, nel secondo periodo atriano, fu dipinto dal De Litio.

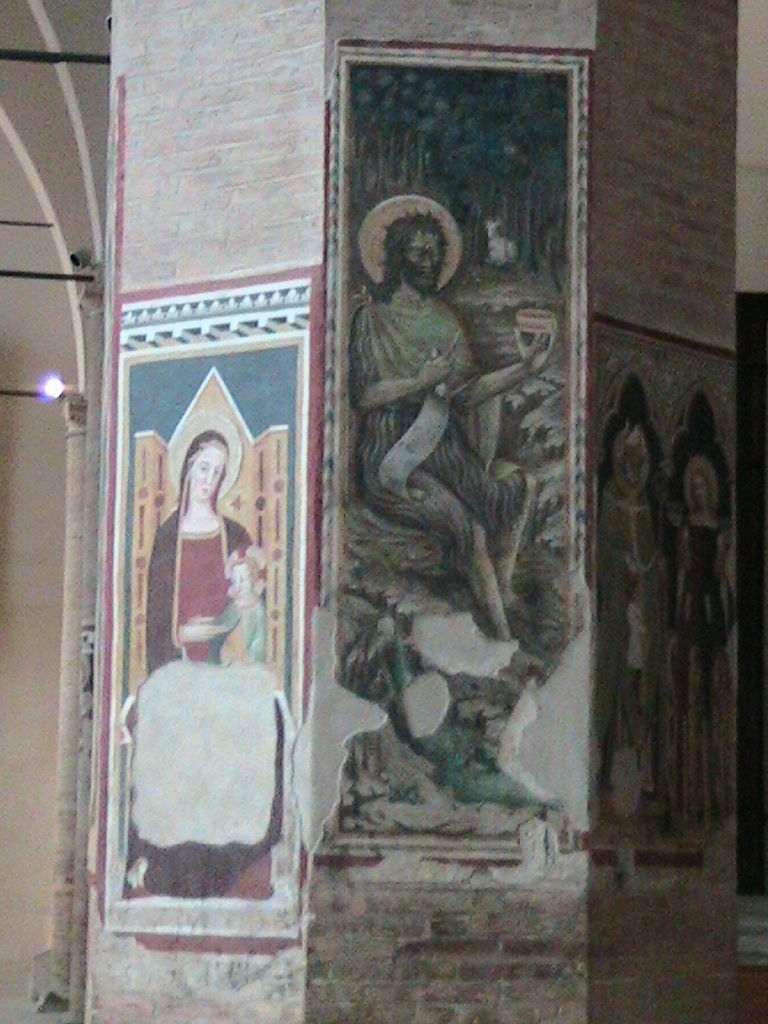
Affreschi di De Litio a Santa Maria Assunta, particolare delle colonne, con l'immagine del Battista.

### Secondo ciclo atriano: il coro dei Canonici della cattedrale
Nella pittura di questo artista si trovano la ricezione completa delle innovazioni espresse dal primo rinascimento fiorentino, con particolare riferimento alle novità della prospettiva ardita da Piero Della Francesca e Paolo Uccello. Le storie di Gioacchino e Maria, nel coro della cattedrale, rappresentano un capolavoro del rinascimento abruzzese: il ciclo è composto di 101 pannelli, 26 dei quali illustrano episodi delle Sacre Scritture. Copre il coro una volta a crociera quadripartita da nervature con gli Evangelisti e Dottori della Chiesa, in cui è ripreso il modello della basilica di San Francesco ad Assisi per il tema a sfondo blu lapislazzuli del cielo stellato. La novità sta nella realizzazione dei personaggi e degli sfondi, spesso domestici adattati al linguaggio dell'epoca, per le storie di Anna, Maria e Gioacchino, dove le prospettive inquadrano portici, palazzi principeschi, che avvicinano la pittura di De Litio agli artisti Masolino da Panicale, Gentile da Fabriano, Domenico Veneziano. Il dipinto dell'Incoronazione della Vergine, chiaramente ispirata all'iconografia ascendente di tradizione gotica francese, è legata all'opera di Simone Martini, ma ormai assimilata a rivisitata nel contesto abruzzese.

## Giacomo da Campli
attivo soprattutto a Campli (da cui proviene l'appellativo) ma anche a Teramo, a Offida e in altre cittadine del chietino.
La sua fama fu offuscata da Andrea De Litio, attivo nel teramano soprattutto ad Atri sede del ducato, al quale venivano commissionate le opere più importanti.
Nel 1461 gli fu commissionata dalla municipalità di Ripatransone la decorazione della cappella di San Vincenzo nella chiesa di San Domenico. Nel 1479 Giaco riceveva 12 lire in aggiunta a 15 fiorini pattuiti per un'opera nella cappella di Ripatransone in "Platea"; per Ripatransone realizzò anche un affresco della Madonna del Latte, presso il portico del palazzo comunale (1461). Per la chiesa di San Francesco realizzò nel 1466 gli affreschi delle "Storie della Passione di Cristo", ora esposte nella pinacoteca comunale, poi il ciclo delle "Storie della Vergine Maria e di Cristo con Santi" per l'abbazia di Santa Vittoria in Matenano, presso il cappellone (1471).
Di autore incerto, ma attribuite a Giacomo di Campli, sono le lunette con la Vergine con la Madonna e i Santi presso il santuario della Madonna delle Grazie di Teramo, e sempre per la stessa città una Madonna presso la chiesa della Madonna della Misericordia, nonché affreschi della cappella di Santa Croce della chiesa madre di Patrignone di Montalto: la Dormitio Verginis e scene della vita di Cristo: Natività, Adorazione (1459).

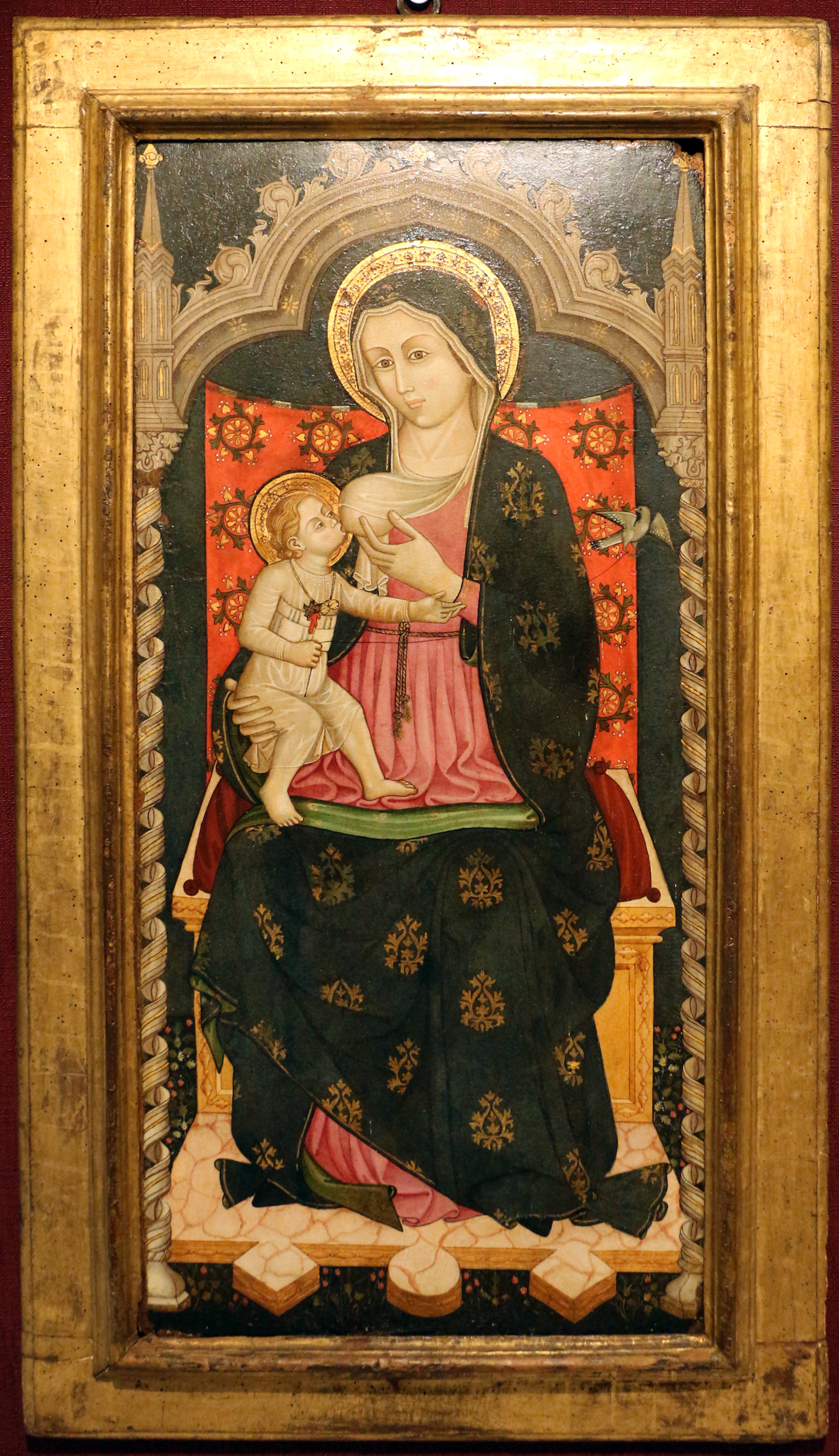
Giacomo da Campli: Madonna del Latte, chiesa collegiata di Santa Maria in Platea, Campli

La critica ha cercato di individuare altre committenze abruzzesi a Giacomo da Campli, le cui opere sono confondibili con il conterraneo Matteo di Campli; dopo il periodo marchigiano, Giacomo aveva assimilato il rinascimento umbro di Bartolomeo do Tommaso e Paolo da Visso, caratteristica di riconoscimento è una U fra le sopracciglia, una sorta di marchio d'autore usato da Giacomo per distinguersi da autori a lui contemporanei che dipingevano alla stessa maniera. Giacomo tuttavia usò uno stile rinascimentale che tende all'arcaizzante, con effetti lievemente grotteschi per la profondità chiaroscurale dello spazio in cui inserisce i personaggi come nell'affresco della Madonna del Latte in Sant'Anna, presso Teramo.

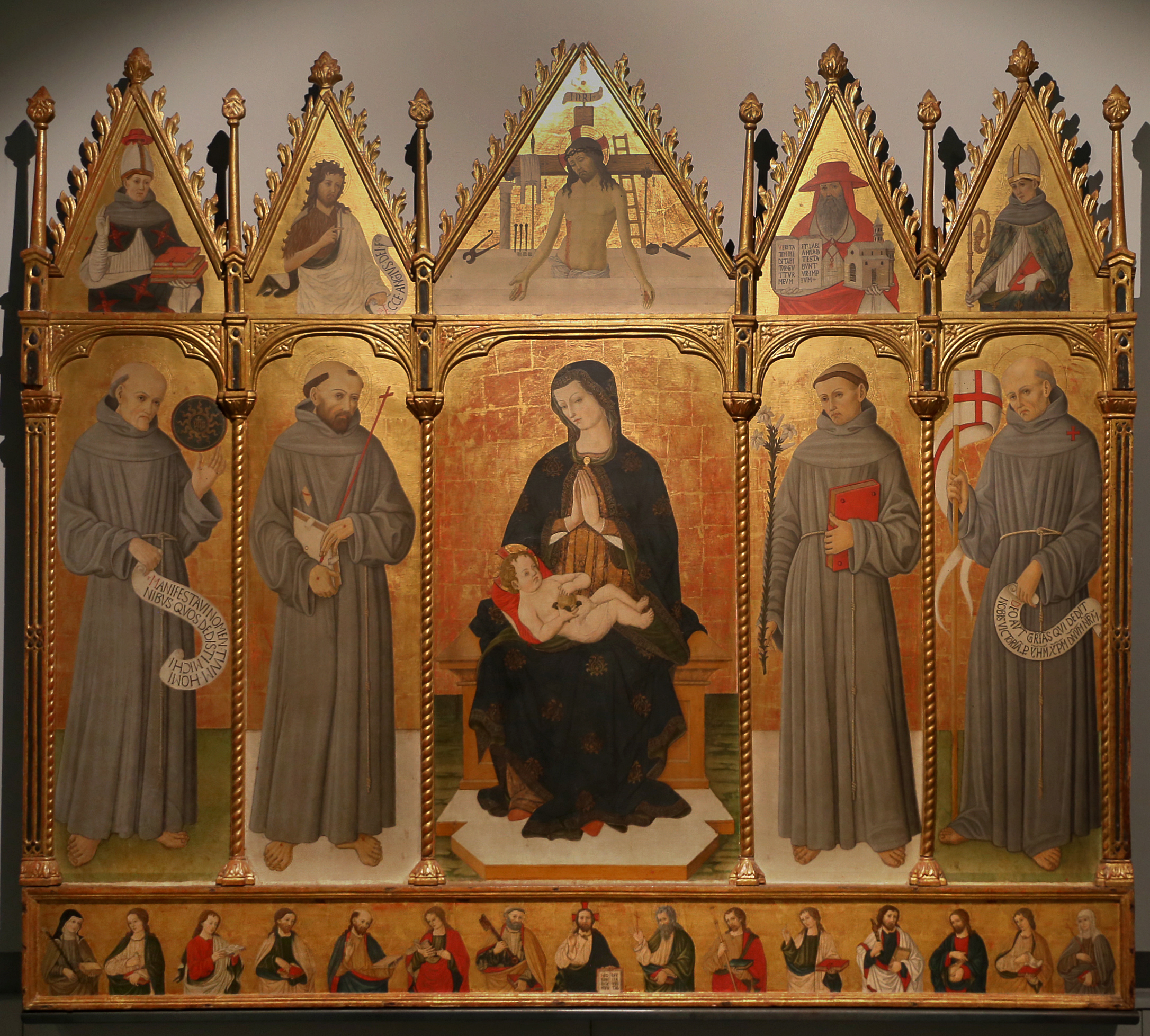
Polittico del convento di Capestrano (1482) conservato nel Museo Nazionale d'Abruzzo, L'Aquila; per alcuni appartiene uno sconosciuto "maestro dei Polittici Crivelleschi"

Per Visso Giacomo realizzò l'affresco dell'Eterno Padre tra angeli con Sant'Agostino e San Nicola da Tolentino,  e in basso la rappresentazione del Compianto sul Cristo morto della Vergine; l'affresco si trova nel museo diocesano del paese. Per la sua patria Campli, Giacomo realizzò la Madonna in Trono che allatta il Bambino, una pala d'altare molto ben elaborata, conservata nella chiesa collegiata di Santa Maria in Platea. Sempre per Campli realizzò il ciclo di affreschi della chiesa di San Giovanni a Porta Oriente, presso borgo Castelnuovo.
Per Ortona, nel chietino, realizzò il Puer Doloris, affresco conservato nel Museo Capitolare della cattedrale. Alcuni vogliono che anche a Guardiagrele, l'affresco della Madonna del Latte sul portico settentrionale della cattedrale sia di Giacomo di Campli, mentre altri lo attribuiscono ad Andrea De Litio, che realizzò per il portico meridionale l'affresco gigante del San Cristoforo pellegrino.

## La famiglia di Francesco da Montereale

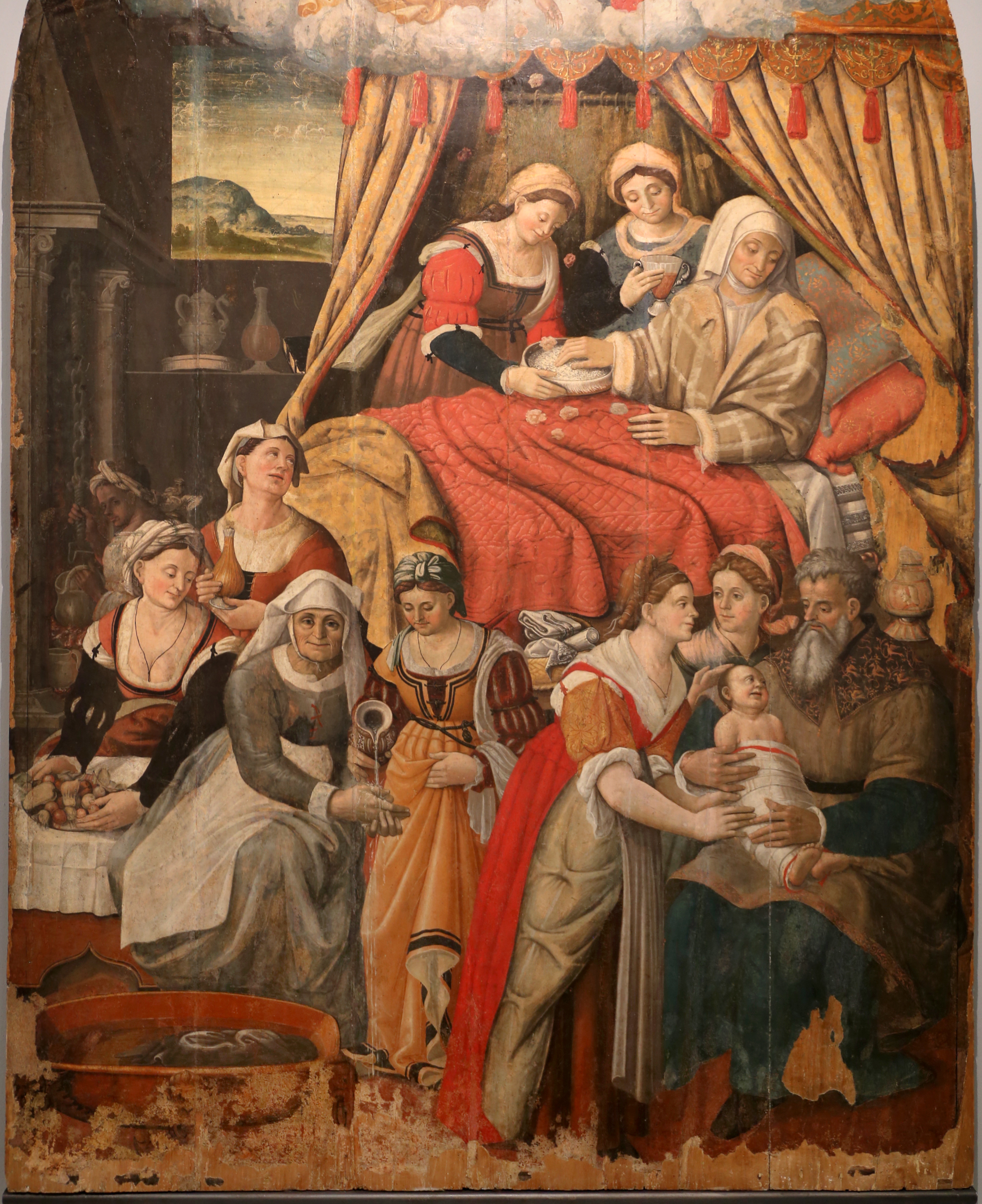
La Natività di Franecsco da Montereale (dalla chiesa di San Domenico dell'Aquila), post 1531, MUNDA, L'Aquila

Angelo Leosini e Vincenzo Bindi individuarono una dinastia di pittori e scultori provenienti da Montereale vicino all'Aquila: Filippo, Paolo, Jacopo, Francesco di Paolo (noto ome Francesco da Montereale), Paolo II e Pierfrancesco da Montereale, figlio di Francesco. Bindi indicò Giacomo da Montereale come capostipite, seguito da Paolo nato nel 1476, padre di Francesco di Paolo. Benché Paolo si fece chiamare dalla metà del '500 con il toponimico "Aquilano", gli altri come volle Balzano, preferirono firmarsi con "da Montereale". Tra le opere di Giacomo si ricordano il Presepe nell'ex chiesa di San Francesco, in terracotta policroma, divenendo uno dei primi artefici della realizzazione moderna del presepe abruzzese nell'arte, ricopiando la foigura anche per delle pitture
Francesco è l'artista più famoso della famiglia, che rappresentò nella pittura d'affresco e nella pala d'altare il Rinascimento aquilano insieme a Saturnino Gatti; tra le opere meglio riuscite la Madonna col Bambino e i Santi , la Crocifissione presso il monastero della Beata Antonia, la Pala di Sant'Eusanio con scene di vita dalla basilica di Sant'Eusanio in Sant'Eusanio Forconese (1516), la Natività di Maria dalla chiesa di Santa Maria del Soccorso dell'Aquila (1531).
Il figlio Piefrancesco risentì maggiormente, dopo l'influsso raffalliano in artisti aquilani come Cesura, Cardone, Donati, del manierismo, e lo dimostrano le sue opere più interessanti dell'Annunciazione presso la basilica di Sant'Eusanio a Sant'Eusanio Forconese, e nello scoordinato ma suggesitvo ciclo di affreschi delle Scene di vita di Maria e Cristo (Annunciazione, Natività o Madonna con Bambino, Cristo con gli Apostoli nell'Ultima Cena), pitture frammiste ad altri affreschi più rozzi all'interno del santuario della Madonna di Appari a Paganica (AQ).

## Pittura manierista e barocca

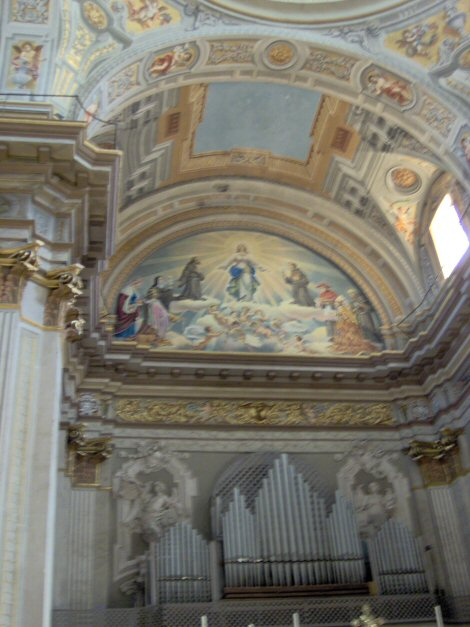
Stucchi di Giovan Battista Gianni nella chiesa di San Francesco al Corso di Chieti.

### Il ciclo della Misericordia di Tortoreto

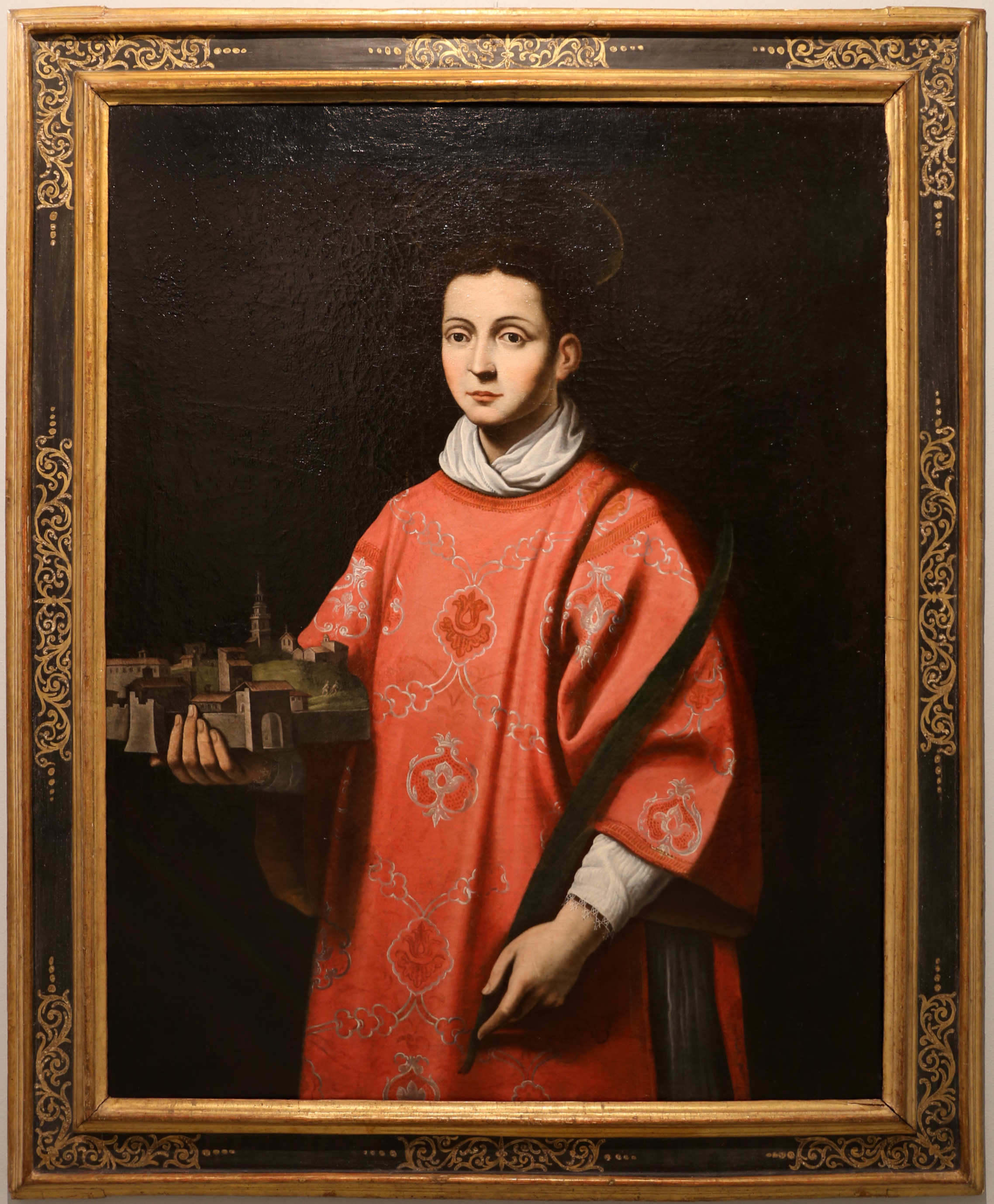
Giulio Cesare Bedeschini, San Massimo d'Aveia nelle vesti di arcivescovo, 1613 ca., Museo Nazionale d'Abruzzo all'Aquila

Dalla scuola di Atri, nel corso del Cinquecento, e poi del Seicento-Settecento, la pittura abruzzese subì un lento declino, almeno per quanto riguarda la rete di corrispondenze con gli altri territori europei e italiani, e si andò sempre più "normalizzandosi", per quanto concerne il carattere sacro, ai modelli di Napoli. Della fase manierista resta il mirabile esempio della cappella della Divina Misericordia a Tortoreto alta. Il ciclo è di Giacomo Bonfini (1470-1557), e mostra scene del Nuovo Testamento: la nascita di Gesù, la Passione, poi altri riquadri di Cristo nell'orto, la Cattura, Gesù davanti a Caifa, la Flagellazione, Gesù tra i soldati schernito, l’Ascesa al Monte Calvario con Cristo seguito da Maria. Presso l'abside si trova il ciclo della Passione, con Cristo inchiodato, Gesù innalzato in croce, Gesù deposto con sullo sfondo l'abitato di Tortoreto.
I rimandi al rinascimento di scuola atriana sono molti, ma già prevaricano gusti del tutto diversi, e più cupi, e schemi compositivi che tendono, come nel periodo gotico, più alla rappresentazione del pathos emotivo, che la ricercatezza di nuovo prospettive e modelli di rappresentazione.
Contemporanea alla formazione del manierismo, è la scuola pittorica che si concretizzò durante la grande produzione delle maioliche a Castelli e Anversa degli Abruzzi, dove si realizzò una specifica tecnica tutta abruzzese, di cui la famiglia Grue fu la massima rappresentante, nella combinazione delle cromature per la realizzazione dei paesaggi e dei soggetti delle opere.

### La scuola napoletana in Abruzzo
Nell'epoca barocca si hanno, nei principali cantieri delle città, più maestranze lombarde e napoletane che abruzzesi, vista la richiesta dei vescovi e delle confraternite di grandi pittori al di fuori dei confini regionali, come Ludovico Majo, Giovan Battista Gianni (area Teatina e Pennese), Tanzio da Varallo, che seguì la tela della Madonna dell'incendio sedato nella Collegiata di Pescocostanzo, Giacinto Diano nell'area lancianese, ma anche chietina; a Lanciano partecipò al grande cantiere della nuova Cattedrale della Madonna del Ponte, realizzando quasi tutti gli affreschi e le tele degli altari laterali, dipinse anche la cupola monumentale nel 1791-94.
Il teatino Giovan Battista Spinelli (1613-58) fu uno dei pittori abruzzesi più celebrati, in ambito sacro, il quale lavorò anche a Milano e Roma. In Abruzzo, dello Spinelli, si ricordano le tele realizzate per le chiese della Santissima Trinità e di Santa Caterina d'Alessandria a Ortona, in gran parte oggi conservate Nel Museo civico Capitolare.
Quanto alla presenza delle maestranze lombarde a Penne e Chieti, l'artista più famoso fu Giovan Battista Gianni, che fu architetto e scultore, il cui tocco inconfondibile di grazie e sobrietà, misto a sapienza geometrica e scenografica, dette gran valore alle principali chiese di Penne, Città Sant'Angelo e Chieti . Di lui a Penne si ricordano gli interni completamente ristuccati e arricchiti da pennacchi delle chiese di Santa Chiara, di San Giovanni Evangelista, e del monastero di San Giovanni dei Cavalieri di Malta, così come a Città Sant'Angelo gli interni di San Bernardo e Santa Chiara, realizzata a pianta triangolare.

## La scuola di Giovan Battista Gianni

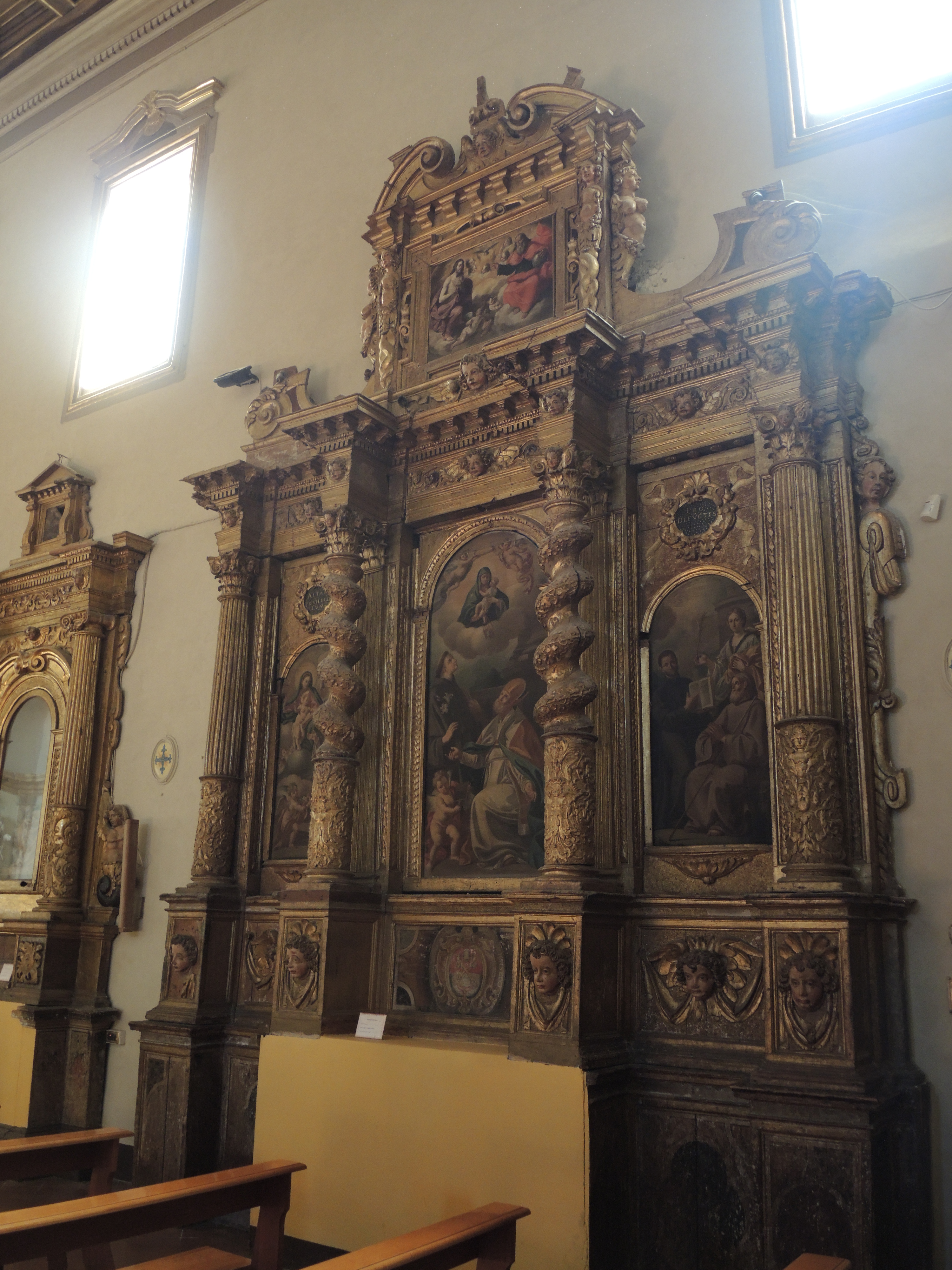
Tabernacolo monumentale della collegiata di Città Sant'Angelo, maestranze marchigiane: la Madonna col Bambino tra San Carlo Borromeo e Sant'Antonio di Padova

Costui ebbe due seguaci, che operarono soprattutto a Lanciano, ossia Girolamo Rizza e Carlo Piazzola, che realizzarono le partiture a stucco e pennacchi degli interni delle chiese principali, quali Santa Lucia, la chiesa del Purgatorio, e Sant'Agostino. Nella metà del Settecento si ricordano anche gli esempi dello stucco dorati e dipinti delle due chiese dell'oratorio della Madonna delle Grazie di Alanno (PE), e dell'oratorio della Santa Croce in Pietranico (PE). Importanza meritano anche i pittori di Chieti Giovan Battista Spinelli e Donato Teodoro, il primo fu assai attivo a Ortona, realizzando la Gloria di Santa Caterina Martire per la chiesa delle Celestine di Sant'Anna, oggi conservato nel Museo Capitolare della città, il secondo fu attivo sia a Chieti (chiesa di Sant'Agata e chiesa di San Domenico al Corso), che in centri della provincia, ma anche nel nord Abruzzo, a Teramo e dintorni, nonché all'Aquila per le chiese del Suffragio e del Duomo di San Massimo.

## Da Pompeo Cesura a Giovanni Paolo Cardone
Proveniente da una nobile famiglia locale, Pompeo Cesura nacque nella prima metà del XVI secolo (probabilmente intorno al 1510) all'Aquila. Alla sua città natale fu molto legato, facendosi chiamare Pompeo dell'Aquila o Pompeo aquilano.

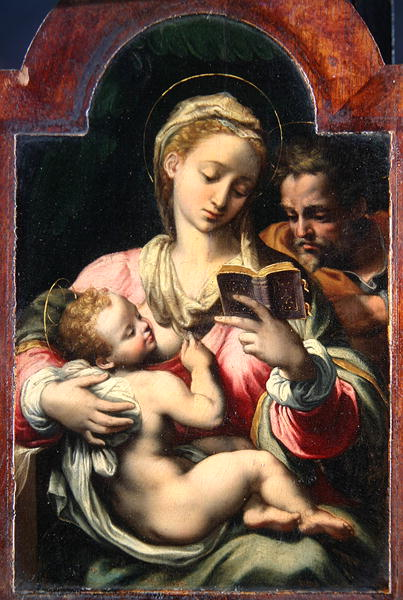
Sacra Famiglia (1570), Wallace Collection, Londra.

Si formò a Roma dove, stando ad alcune fonti, fu presentato a Raffaello Sanzio dall'aquilano Giovanni Battista Branconio; sebbene non vi sia documentazione certa della sua formazione presso il noto artista romano, è certa l'influenza del linguaggio raffaellesco nelle opere del Cesura, forse dovuta anche alla presenza all'Aquila, in quel periodo, della Visitazione per la chiesa di San Silvestro. Nel 1530 fu attivo, insieme Perin del Vaga e a Daniele da Volterra, nella cappella dei Santi Pietro e Paolo in Trinità dei Monti, con un ciclo di affreschi dedicati alle Storie di Cristo. Nello stesso stile, sono altri suoi dipinti del periodo romano: nella chiesa di Santa Caterina della Rota l'Annunciazione e la Sacra Conversazione e, nella cappella Dupré della chiesa di San Luigi dei Francesi, la Presa di Soissons e la Battaglia di Tolbiac.
Tornò quindi all'Aquila dove aprì bottega ed eseguì la maggior parte delle sue opere. Nel 1542 dipinse, su incisione di Orazio De Santis, la Deposizione per la chiesa di Sant'Amico. La collaborazione con il De Santis — da alcuni storici considerato allievo del Cesura — continuò anche negli anni successivi in numerosissimi lavori, tra cui anche il disegno di copertina degli Annali della città dell'Aquila con l'historie del suo tempo di Bernardino Cirillo di cui rimane oggi solo la parte incisa. Oltre alla pittura e all'incisione, Cesura si destreggiò nella scultura, realizzando diverse opere in legno: un San Sebastiano per la scomparsa chiesa di San Benedetto d'Arischia, un'Addolorata per la chiesa dell'Addolorata e, soprattutto, un Sant' Equizio per la chiesa di San Marciano, oggi conservato al museo nazionale d'Abruzzo.
Eseguì poi un gran numero di tele e affreschi per le principali chiese aquilane, tra cui quelle per la basilica di San Bernardino: eseguì dapprima l'Adorazione dei pastori (1566) collocata nella pala d'altare della cappella dei Ciampella nella navata destra — considerata il suo capolavoro —, quindi il Miracolo di Sant'Antonio (1567) per la cappella dei Camponeschi nella navata sinistra. Rimane discussa l'attribuzione dell'Annunciazione per la sacrestia della basilica e oggi al museo nazionale d'Abruzzo, da alcuni riferita al suo allievo Giuseppe Valeriano. Negli stessi anni fu incaricato, con Giovan Paolo Cardone, della realizzazione degli apparati decorativi per la visita in città del principe Marcantonio Colonna (1567) e della regina Margherita d'Austria (1569), ricavandone una certa notorietà.
Nel 1571 fu chiamato dal Cirillo a Roma per decorare la Cappella della Santissima Croce nella chiesa di Santo Spirito in Sassia con alcuni affreschi, tra cui una Deposizione; secondo gli scritti di Anton Ludovico Antinori, Cesura morì proprio in quell'occasione, cadendo da un'impalcatura mentre stava realizzando le pitture sulle volte dell'edificio. Gli fu dedicata un'iscrizione all'interno del Duomo dell'Aquila.

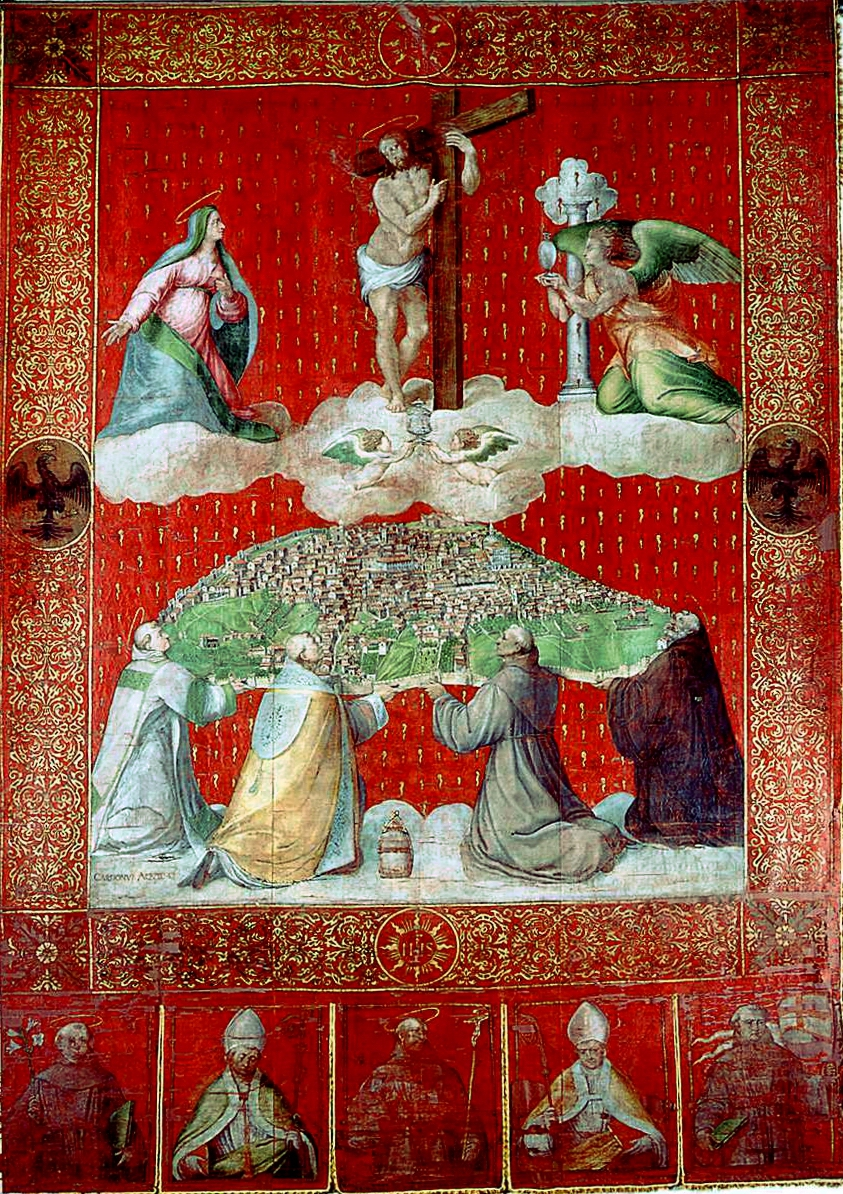
Il Gonfalone della città dell'Aquila (1579), museo nazionale d'Abruzzo, L'Aquila.

Giovanni Paolo Cardone: le notizie sulla sua biografia sono assai scarne e l'unica documentazione certa sul Cardone è datata tra il 1569 ed il 1589, periodo in cui il pittore doveva essere nel pieno della sua attività. Si formò nella bottega di Pompeo Cesura — insieme ad altri allievi rampanti come Giovanni Paolo Donati e Giuseppe Valeriano — e monopolizzò la scena artistica all'Aquila quando il suo maestro si trasferì a Roma.
Tra i suoi primi lavori vi è la collaborazione con il Cesura sul Cristo in trionfo con Madonna e tutti i Santi (1570) per l'oratorio di San Luigi Gonzaga all'Aquila; si tratta di una delle opere più mature del pittore raffaellesco che, dall'eleganza della forme cinquecentesche d'influenza romana, andava ad avvicinarsi ad una pittura più smaccatamente devozionale. Lo stile del Cardone si inserisce proprio in questa evoluzione, risentendo sia della pittura decorativa del suo maestro sia della severità della pittura religiosa napoletana, avvicinandosi così all'arte della Controriforma e anticipando i modelli che si radicheranno definitivamente in città con la pittura fiamminga e con le opere di Aert Mytens in particolare.
Negli stessi anni, sempre con il Cesura, realizzò gli apparati decorativi per la visita in città del principe Marcantonio Colonna e della regina Margherita d'Austria. Nel 1573 si occupò, questa volta da solo, dell'accoglienza del fratello di Margherita, don Giovanni d'Austria. Dipinse inoltre l'Annunciazione in tre versioni, per le chiese di San Silvestro, San Bernardino e Santa Maria del Soccorso, tutte influenzate dall'omonimo dipinto del maestro per la chiesa di Santa Caterina della Rota a Roma.
Nel 1579 realizzò la sua opera più imponente e nota, il Gonfalone della città dell'Aquila. Il lavoro gli fu commissionato dopo che, durante il giubileo del 1575, la città decise di lasciare il suo gonfalone in dono alla basilica di San Pietro e, pertanto, si rese necessario realizzarne uno nuovo.

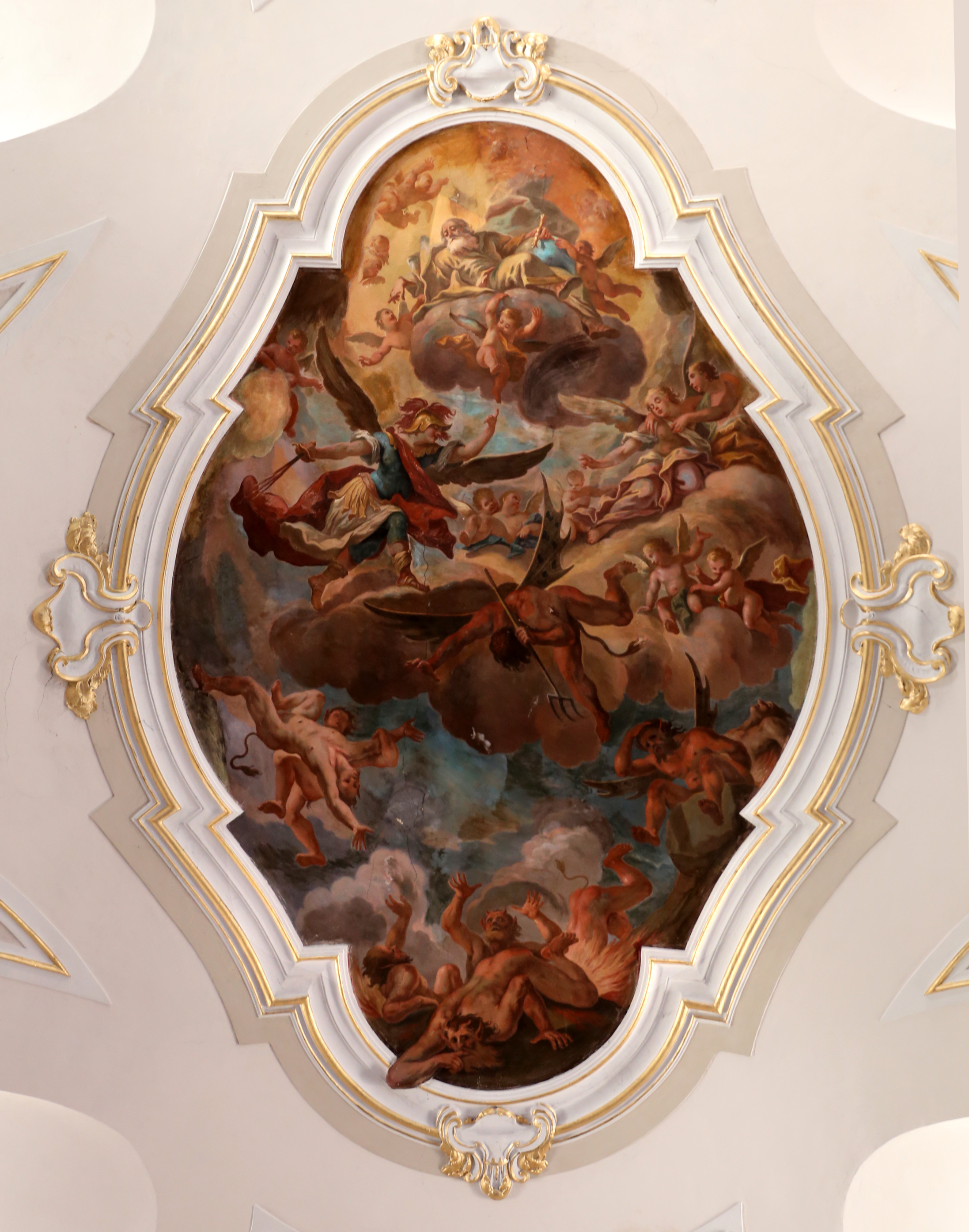
Donato Teodoro, San Michele scaccia gli angeli ribelli, soffitto della chiesa di Santa Chiara in Guardiagrele (CH)

## La dinastia Bedeschini dell'Aquila e pittori minori
Soprattutto L'Aquila, a causa del terremoto del 1703, divenne un cantiere a cielo aperto, che beneficiò molto dello sperimentalismo barocco romano e napoletano, sia in campo architettonico, che in scultoreo e pittorico. Dopo il grave terremoto dell'Aquila del 1703, gran parte del patrimonio edilizio cittadino andò distrutto o fortemente danneggiato. La ricostruzione di tutte le chiese, perlopiù all'interno, avvenne sotto un aspetto barocco. Sebastiano Cipriani nel 1711 si occupò della ricostruzione della Cattedrale, andata completamente distrutta dopo il terremoto, anche se il progetto della facciata fino al XX secolo rimase incompiuto, venendo sbrigativamente terminato nel 1933. L'attività artistica, in città, proprio per la grave distruzione tellurica, poté riprendere avvio con i tipici sperimentalismi napoletani e romani dell'architettura, come può dimostrarsi il caso del rifacimento totale della chiesa di Sant'Agostino nel 1710 ad opera di Giovan Battista Contini, con l'impianto ellittico, o la chiesa del Suffragio in Piazza Duomo.
Nel 1583 si era stabilito in città Giulio Cesare Bedeschini, allievo del Cigoli, capostipite di una famiglia di pittori che col fratello Giambattista e col figlio Francesco tennero aperta una bottega molto viva all'Aquila per tutto il XVII secolo
Di Giulio Cesare famose sono le tele all'interno del Duomo dei Quattro Santi Patroni dell'Aquila, poi si hanno opere di Baccio Ciarpi, seguace di Caravaggio e maestro di Pietro da Cortona, conservate nella chiesa di San Silvestro (Battesimo di Costantino, 1617), nel Duomo e nella chiesa di Santa Giusta. Si ricordano ancora Giacomo Farelli, pittore di ambito napoletano, che nel 1676 affrescò l'interno del santuario della Madonna di Roio, poi Carlo Ruther, imitatore del Rubens, che dipinse le tele della Basilica di Collemaggio. Nel pieno '700 si registra l'attività del pittore teatino Donato Teodoro, attivo anche nel teramano, il quale dipinse altre tele per il Duomo di San Massimo, poi Bernardino Ciferri per Santa Maria del Suffragio, Girolamo Cenatiempo, attivo dal 1705 al 1740 per il soffitto da dipingere nel cantiere di San Bernardino, sopra gli intagli di Ferdinando Mosca pescolano (1732), e il veneziano Vincenzo Damini dal 1737 al 1749.

## Scuola frentana: Bellonio e i Renzetti

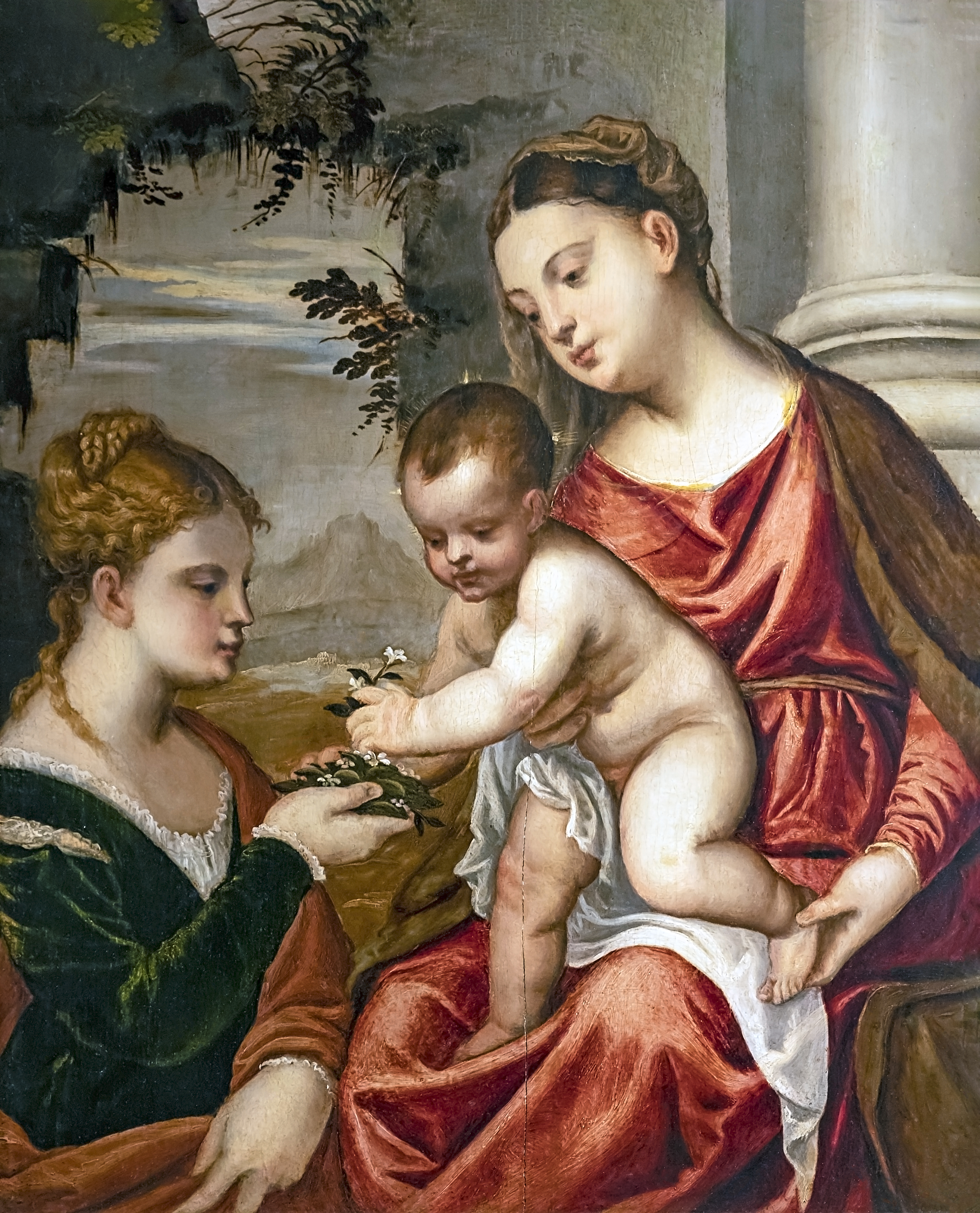
Polidoro da Lanciano, Matrimonio mistico di Santa Caterina col Bambino

I maggiori rappresentanti, ancora prima dell'arrivo del napoletano Giacinto Diano a Lanciano per il nuovo cantiere della Cattedrale, i pittori lancianesi che rappresentarono un intero secolo di scuole dell'arte, furono Pasquale Bellonio (1698-1786), Domenico Renzetti (1679-1750) e suo figlio Francesco Maria (1711-metà Settecento).
Gran parte delle loro opere sono conservate nel museo diocesano di Lanciano e nel Museo capitolare della cattedrale di Ortona, e nella chiesa madre di Casoli (CH). Bellonio, nato a Ortona, certamente si formò presso la scuola di Napoli; non si sa se si fosse ispirato alla scuola di Domenichino, fatto sta che il suo stile è ancora influenzato dalla tecnica della Grande Maniera del '500, con i volti sfumati e ben rifiniti della scuola leonardesca e del Rubens. Infatti tra i pittori abruzzesi brocchi le sue opere sono subito riconoscibili per la presenza di un principale modello, l'uso già accennato della tecnica dello sfumato, il volto rotondeggiante molto pallido, e l'uso di occhi neri, vividi e aperti, quasi statuari dei personaggi ritratti.
Bellonio fu attivo tra Lanciano, Ortona e Casoli, dipingendo per le principali chiese: la Cattedrale della Madonna del Ponte, la chiesa di Sant'Agostino, di San Nicola, di Santa Lucia, l'ex cappella della Madonna degli Angeli (ora chiesa di rito ortodosso di Lanciano); a Ortona dipinse tele per la Cattedrale, e per le chiese di Santa Caterina, San Domenico e San Francesco, a Casoli dipinse per la chiesa madre di Santa Maria Maggiore. Gran parte delle sue opere, come detto, per sicurezza, sono state raccolte nei due musei della diocesi Lanciano-Ortona.
Altri pittori, di scuola diversa, furono i lancianesi Domenico e Francesco Maria Renzetti, documentati tra la fine del Seicento e la prima metà del Settecento. Domenico fu più che altro scultore, realizzando statue processionali per le chiese, come la statua processionale di Sant'Agostino, conservata nel museo diocesano di Lanciano; caratterizzate comunque da un innovativo plasticismo, mentre Francesco Maria, dai dipinti conservati nel museo, elaborò un percorso di formazione graduale. Le prime opere sono caratterizzate da un accento ancora barocco di maniera (quella di Rubens), mentre le opere della maturità, ugualmente come quelle di Bellonio, cui forse si ispirò per la resa espressiva dei volti, sono riconoscibili tra le varie dei pittori abruzzesi per caratteristiche peculiarità.
Infatti, quasi ad essere un precursore dell'arte naif, il Renzetti si concentrò su pennellate molto forti, per la resa espressiva dei soggetti, colori pastori e pesanti, soprattutto calcò il contorno (mirabili le vesti e i panneggi), e a differenza dell'equilibrio pacato e signorile delle opere del Bellonio, il Renzetti intese dare maggiore carica emotiva allo spettatore, per la scelta dei soggetti, di cui si ricordano i dipinti delle Storie della vita di Cristo per la cappella dell'Addolorata della chiesa di Santa Lucia a Lanciano, per i gruppi rappresentanti nelle tele, per i colori molto vividi e accesi, a differenza appunto del marrone e del bianco che ricorre specialmente nelle tele belloniane.

## Il Pittore polacco Sebastiano Majewski
Proveniente dalla Polonia, gli furono affidate delle commissioni di affresco presso alcuni conventi di Teramo e dintorni, e si stabilì definitivamente nella città aprutina, accasandosi, e specializzandosi nell'intaglio del legno. Le sue opere sono molto apprezzate, dato che portò una ventata di innovazione nordica in Abruzzo nel XVII secolo:
- Tabernacolo con tela dei Miracolo di San Berardo vescovo, la Madonna e il Bambino in trono (1699) sacrestia del Duomo di Teramo: l'opera mostra le scene con unitarietà rappresenta dei personaggi miracolati, carichi di vigore e religiosità, c'è fusione di espressività e calore delle tonalità del colore, che accentuano il misticismo delle scene: nella pala centrale San Berardo celebra un pontificale, a sinistra i doni delle Candele, il guarito prega con i fedeli, nella tela in basso San Berardo guarisce una storpia, nella tela in alto il Santo libera un condannato, in quella in basso il Santo appare a un ladrone mentre saccheggia un sepolcro, ravvedendosi, sullo sfondo la donna mostra la guarigione della gamba al popolo.

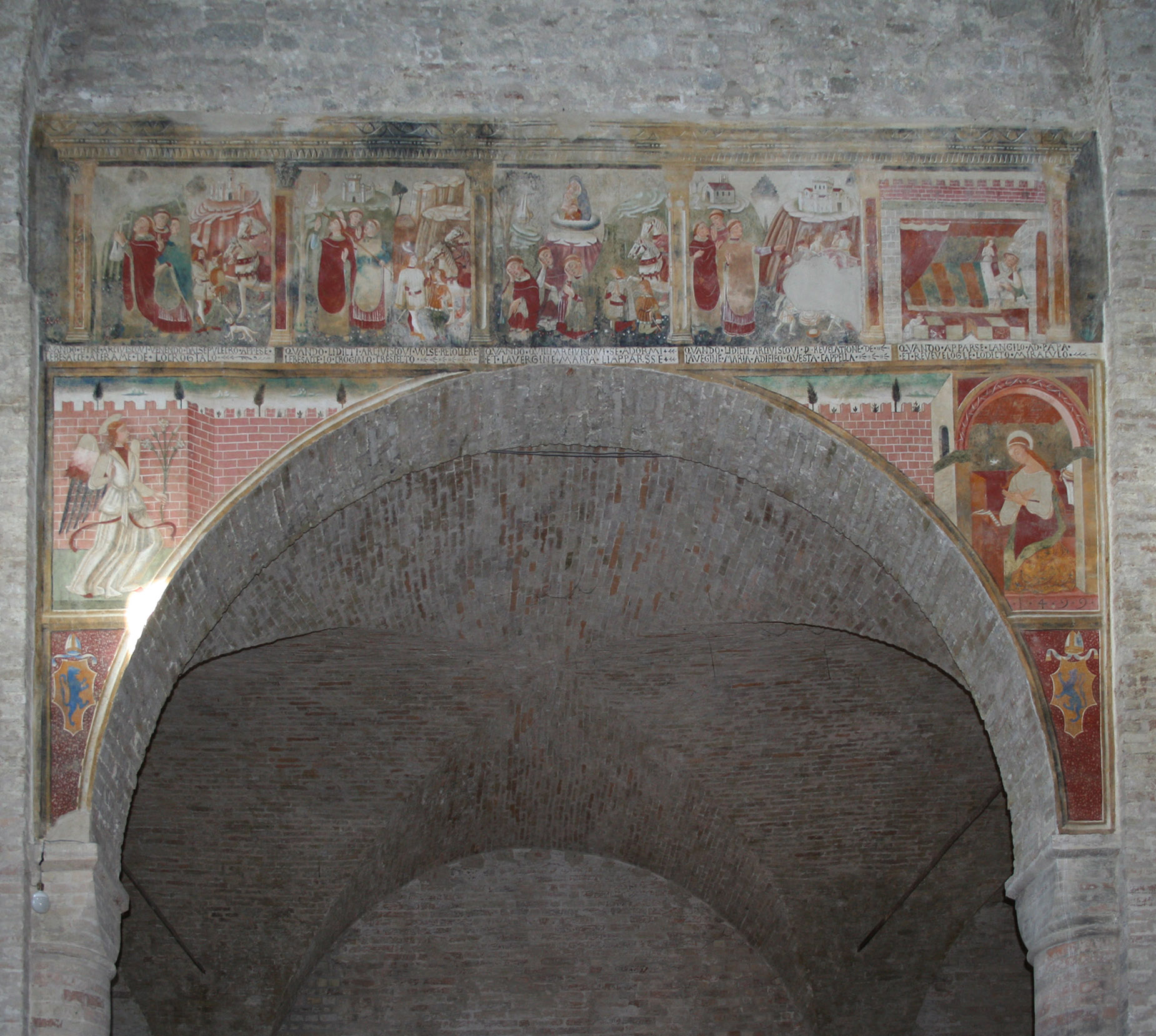
Affreschi di Sebastiano Majewski nella chiesa di Santa Maria di Propezzano

- Madonna in trono con Bambino, i Santi e i committenti (1621-1629: sempre nella sagrestia del Duomo: sono in mostra in Sacra conversazione la Madonna con Gesù al centro, poi San Giuseppe, San Leonardo, e i committenti teramani in abito contemporaneo, cioè cinquecentesco.
- Tabernacolo della chiesa di San Giuseppe di Teramo; necessita di restauro, somigliante al Grande Tabernacolo del Duomo di Teramo, organizzato in tre scomparti per le tele, le pale sono state spostate nella Pinacoteca civica di Teramo
- Lunette del coro della chiesa di San Domenico di Teramo (XVII secolo)
- Affreschi del chiostro dell'ex convento di Sant'Andrea dei Frati Osservanti o Zoccolanti a Chieti (ora ex ospedale militare della caserma Bucciante); tracce di scene della vita di Gesù e degli Apostoli.
- Cappellone di San Berardo nel Duomo di Teramo: affreschi e tabernacolo ligneo.
- Affrescgi perduti del chiostro del convento degli Osservanti della chiesa di Santa Maria delle Grazie di Ortona. Gli affreschi segnalati da Verlengia, sono andati perduti a causa delle distruzioni della seconda guerra mondiale, per cui la chiesa fu ricostruita daccapo; già prima della guerra l'ex convento, ridotto a scuola, bagno pubblico e ospedale civile, erano in pessimo stato di conservazione: si riconoscevano scene della vita di Gesù e Maria, ossia la Flagellazione la presentazione di Gesù al popolo di Gerusalemme. L'iscrizione riportava: A.D. 1622 / DO.M. / BEATAE MARIAE VIRGINIS VITA / DISTINCTA MIRACOLIS PICTA SIMULACRI / DEVOTORUM SUMPTIBUS TEMPORE / GUARDIANATUS PRIS F. BINAVENTURA A FR... / SABASTIANUS MAJEVIUS POLONUS P.[66]
- Lacerti di affreschi del chiostro del convento di Santa Maria di Propezzano a Morro d'Oro
- Affreschi del chiostro del convento di San Bernardino a Campli; da restaurare urgentemente
- Affreschi dell'ex convento di San Francesco di Campli; perduti per imbiancatura delle pareti
- Lacerti di affreschi dei Santi dei Minori Osservanti del convento di Sant'Antonio di Padova a Lanciano; forse ebbe aiuti locali
- Tela di Sant'Antonio di Padova per la chiesa madre di Fara San Martino (datata e firmata 1647)

## Felice Ciccarelli di Atessa
Pittore del XVII secolo, riconosciuto da Verlengia come non spiccato, ma bravo nella realizzazione dei volti e delle forme dei corpi, fu attivo nella sua patria Atessa, e nei centi limitrofi, anche presso la Majella, come a Rapino
- Tela della Madonna del Carmelo nella chiesa di San Rocco (precedentemente del Carmine) in Atessa
- Tela della Madonna in gloria col Bambino tra San Giovanni Battista e San Michele, chiesa madre di San Giovanni in Rapino (firmato e datato 1607)
- San Vitale nella chiesa di Santa Maria dell'Olmo in Archi (attribuito ma non firmato, datato 1601)
- Quadro di Sant'Anna nella chiesa omonima di Bomba.

## Tommaso Alessandrino di Ortona
Ritenuto da Verlengia tra i massimi esponenti della pittura seicentesca nel chietino insieme a Giovanni Battista Spinelli, interpretò comunque in maniera poco efficace le nuove correnti del barocco napoletano, limitandosi a caratterizzare più che altro il patetismo di gusto popolaresco dei soggetti:
- Pietà di Maria o "Madonna abbandonata", nel convento dei Cappuccini di Lanciano, firmata e datata 1627
- Santa Margherita, nel museo diocesano di Ortona, proveniente dalla distrutta chiesa di San Francesco (datata 1599)
- Sara Famiglia, nel museo diocesano di Ortona, dalla scomparsa cappella del Suffragio in corso Vittorio Emanuele (datata 1640)
- Quadro di San Michele nella Collegiata di Città Sant'Angelo (metà XVII secolo)
- Quadro di Santa Elisabetta, chiesa omonima in Crecchio, firmata e datata 1630.

## Giovanni Battista Spinelli di Chieti
Uno dei massimi esponenti della pittura a tela del XVII secolo, insieme a Sebastiano Majewski. Essendosi formato a Napoli, dette una ventata di innovazione nella pittura in Abruzzo. Le sue commissioni regionali sono:
- Pala d'altare della chiesa di Santa Caterina d'Alessandria, Ortona, 1655?
- Polittico dell'Incoronazione della Vergine tra Santi Francesco d'Assisi, Antonio di Padova, Bartolomeo apostolo e Simone apostolo - chiesa della *Santissima Trinità, Ortona, conservata nel Museo diocesano del Duomo di Ortona
- San Giuseppe e San Pietro con San Luigi, chiesa della Madonna del Carmine, Ortona, ora nel Museo diocesano; faceva parte di un trittico distrutto nel 1943, con al centro San Nicola e Santa Caterina martire adoranti al Vergine col Bambino, nello scomparto di destra c'era San Tommaso patrono con San *Francesco di Paola e Sant'Antonio di Padova
- Polittico della Madonna col Bambino tra San Francesco, Sant'Antonio di Padova, San Felice con in cima l'Eterno Padre, convento dei Cappuccini di San Bartolomeo, Lanciano, ora nel museo civico diocesano (1657?)

## Giambattista e Paolo Gamba

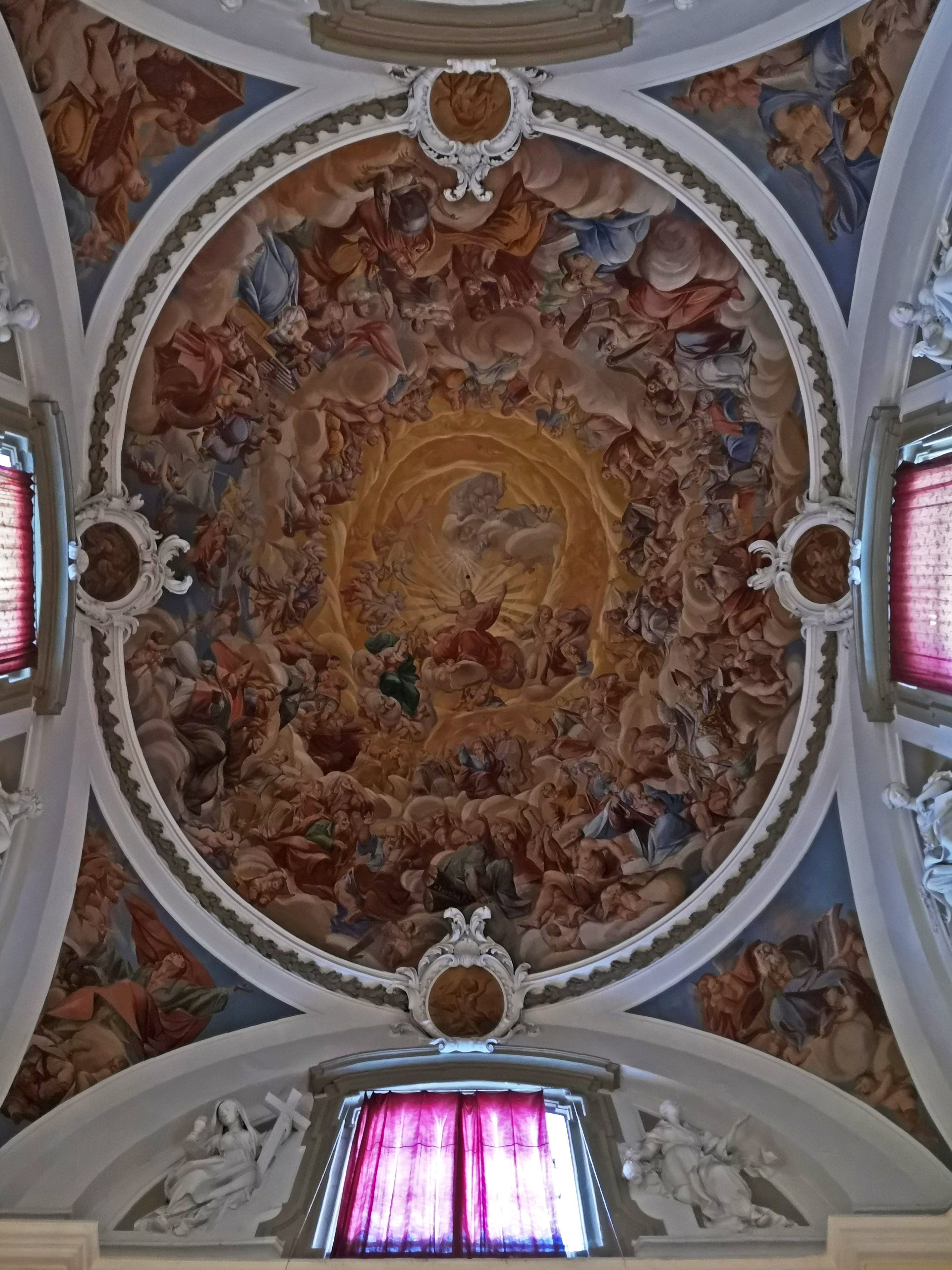
Cappellone del Sacramento, Collegiata di Santa Maria del Colla a Pescocostanzo, opera di Giambattista Gamba

Originario della Lombardia, operò tra Penne, Sulmona e circondario, e infine Chieti. Ebbe un figlio, Paolo Gamba, che fu attivo come pittore nel Molise, dove Giambattista si trasferì.
Il Gamba portò le tonalità pacate e sfumate dell'arte lombarda, nella metà del 700 decorò con i dipinti la chiesa di San Giovanni Battista delle Monache Gerosolimitane di Malta in Penne (Pe), decorò gli altari di San Giovanni, dei Valignani o San Carlo, l'altare privilegiato del Crocifisso, l'altare della Carità e l'altare maggiore del Trionfo della Religione. A Pescocostanzo nel 1721 circa affrescò il cappellone del Sacramento della chiesa collegiata di Santa Maria del Colle; il Trionfo dello Spirito Santo con la schiera di angeli, santi e Dottori della Chiesa. L'affresco è stato accostato a quello della cupola del duomo di Parma dipinto da Correggio.
A Sulmona affrescò la cupola ellittica della chiesa di Santa Caterina, e aggiunse i Dottori della Chiesa. Nella vicina Popoli dipinse la cupola a pennacchi della chiesa della Trinità.
Il figlio Paolo Gamba nacque nel Molise, dove si trasferì Giambattista, e decorò numerose chiese del campobassano. Alcune sue tele realizzate a Larino, sono conservate nel Museo civico diocesano.

## Vincenzo Damini
Attivo nell'aquilano e nel capoluogo abruzzese, dove morì nel 1749, decorò numerose chiese aquilane, ricostruite dopo il terremoto del 1703.

## Giacinto Diano da Napoli
Attivo a Lanciano e Chieti, di lui si ricordano le tele eseguite per la nuova Cattedrale della Madonna del Ponte che alla fine del '700 si ricostruiva daccapo in città sopra la preesistente, per la volta centrale il Diano realizzò: Gli Evangelisti (affreschi, 1788); La Dedicazione del Tempio di Salomone; Il Sacrificio di Elia; Ester e Assuero (affreschi, 1789); Il Martirio di Santo Stefano; La Natività di Maria (tele, 1792-1793). Realizzò anche l'affresco del Trionfo di Maria Assunta come Regina dei Cieli per la cupola, che fu ricostruita negli anni '60, distruggendo gli affreschi, di cui rimangono due tondi conservati nel Museo diocesano di Lanciano.

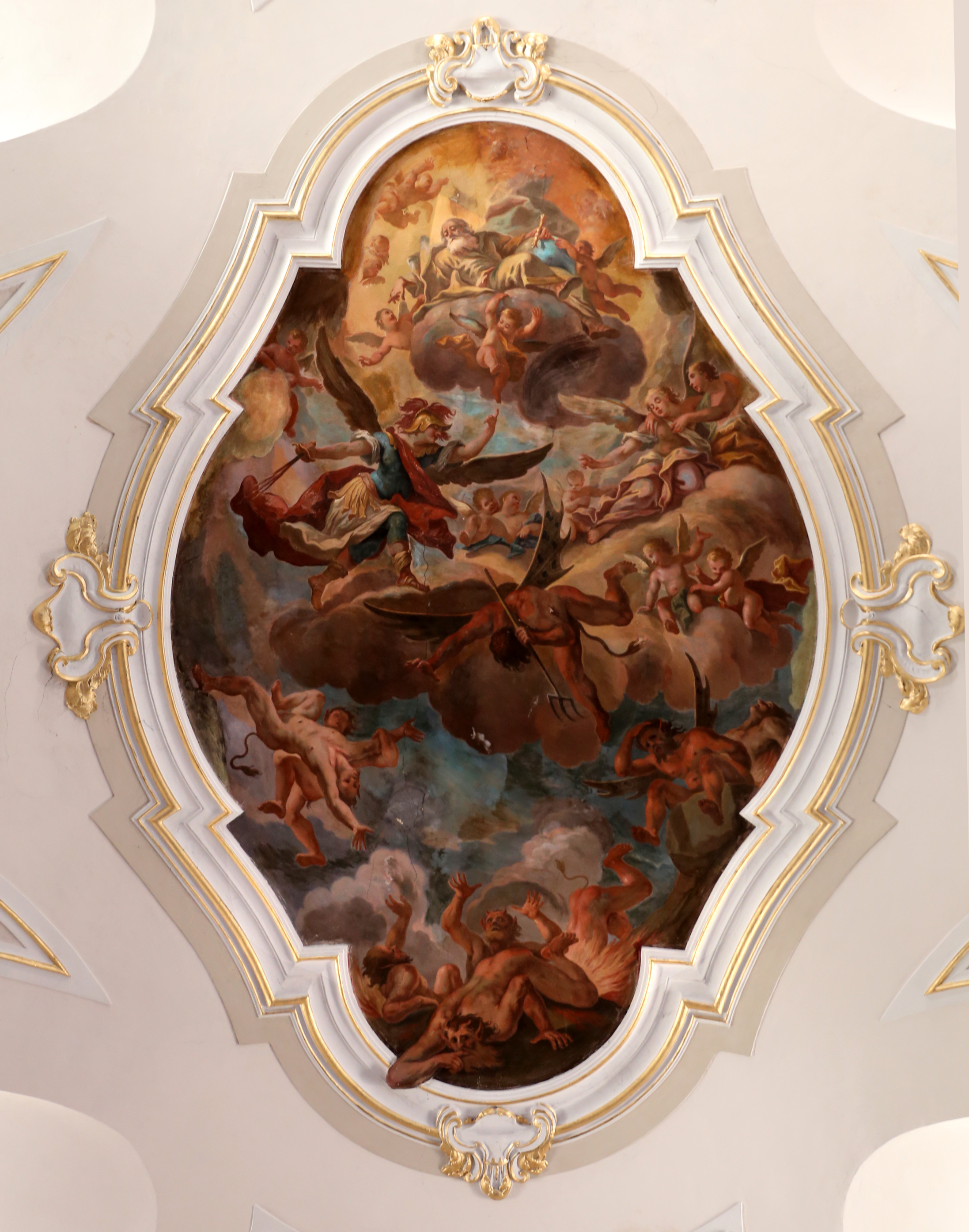
San Michele scaccia gli angeli ribelli e Lucifero, volta della chiesa di Santa Chiara di Guardiagrele, opera di Donato Teodoro

A Chieti realizzò nel 1796 il Trionfo di Bacco e Arianna per la volta del palazzo Martinetti Bianchi. Le sue opere si caratterizzano per la pacatezza e la severità dei soggetti, spesso rappresentati in equilibrata "conversazione" in un'unica scena. Spesso Diano si ripeteva per l'uso di modelli, come accade per il ritratto di Dio Padre, presente in una tela della Cattedrale di Lanciano, e riutilizzato per il volto dell'affresco perduto della cupola.

## Donato Teodoro di Chieti
Poco noto, insieme a Giacinto Diano fu uno dei rappresentanti della pittura sacra settecentesca a Chieti e nelle vicinanze, rispetto a Diano, il Teodoro usò tonalità più accese e cupe, per mettere in risalto la ieraticità e la platealità dei suoi soggetti trattati.
- Affreschi della Cappella del Sacramento nella Cattedrale di Chieti (1736), affreschi perduti con i restauri voluti dal Monsignor Ruffo Scilla
- Tele di Salomone e la Regina di Saba / Ester e Assuero nella sala consiliare di Palazzo d'Achille di Chieti, ora nella Banca d'Italia (metà XVIII secolo)
- Quadro dell'Immacolata Concezione, chiesa di San Francesco al Corso (cappella omonima), San Ludovico da Tolosa (cappella omonima), Chieti
- Martirio di Sant'Agata (1726) nella chiesa di Sant'Agata dei Goti, Chieti
- Pala della Traslazione di Sant'Agostino (metà '700) di Donato o Ludovico (figlio) Teodoro, chiesa di Sant'Agostino, Chieti
- Quadro di Sant'Apollonia e Tela dell'Incoronazione della Vergine Maria Regina dei Cieli con in alto il simbolo della Trinità - chiesa della Santissima Trinità, Chieti
- Volta della chiesa di Santa Maria della Civitella, Chieti (1739): Dio Padre scaccia gli angeli ribelli e Lucifero
- Affreschi della vita di San Francesco di Paola, refettorio della chiesa di San Francesco alle carceri, Chieti
- Tela della volta della chiesa di Santa Chiara di Guardiagrele: San Michele scaccia il Demonio e gli angeli ribelli (metà '700)
- Quadro della Presentazione di Gesù al Tempio (firmato ma non datato) e Fuga della Sacra Famiglia in Egitto, convento Michetti di Francavilla al Mare

## Pasquale Bellonio (1698-1786) da Ortona
Fu un pittore attivo principalmente tra la provincia di Chieti e l'aquilano, nell'area di Sulmona, dipingendo maggiormente per i conventi dei Cappuccini, ma anche per le parrocchie dei comuni minori. L'interesse della sua pittura consiste nello sfumare i contorni e rendere caratteristici i personaggi per il colore vivido degli occhi.
Le opere maggiori sono state raccolte nei Musei diocesani di Lanciano e Ortona.
- Madonna del Monte Carmelo con San Domenico e Sant'Antonio, dalla chiesa del Purgatorio (Museo diocesano di Lanciano)
- Madonna del Suffragio tra Sant'Antonio e San Francesco (1750 ca.) dalla chiesa di Sant'Antonio di Padova (museo diocesano di Lanciano)
- Crocifisso con adoranti San Domenico e San Vincenzo, dalla chiesa di San Domenico di Ortona (museo diocesano ortonese)[71]
- Estasi di Santa Teresa, dalla chiesa del Carmine di Ortona, Museo diocesano ortonese
- Natività della Vergine (1780) dalla chiesa di San Domenico di Ortona, museo diocesano
- Crocifissione (1762) cappella di San Tommaso della cattedrale di Ortona (1762)
- Quadro di San Gilberto, chiesa di Santa Reparata di Casoli (attribuito, è firmato, ma la data reca 1797, quando Bellonio era morto da 11 anni)

## Luca Fornari di Chieti
Quasi sconosciuto e segnalato da Verlengia, di lui si conserva nella Pinacoteca comunale di Chieti dedicata aC. Barbella, la tela del "Trionfo del Terzo ordine francescano", dall'ex convento di Sant'Andrea degli Zoccolanti di Chieti (oggi ex ospedale militare e caserma Bucciante). La tela misura 3,90 x 2, 30 metri, del XVII secolo, mostra varie scene che si rapportano alla figura centrale di Cristo con la croce tra i Santi Pietro e Andrea, in basso San Francesco con la piccola croce, che sostiene un albero; dall'albero escono tre rami simmetrici disposti dall'una e l'altra parte del tronco, con disegnati i nomi dei santi maggiori dell'ordine francescano.
Da un lato gli Apostoli e i Dottori della Chiesa, in alto i cori di angeli e cherubini che attorniano il simbolo della Santissima Trinità. Verlengia annota due date: una del 1490, falsificata, e l'altra del 1590 con nome del pittore. lo storico teatino Cesare De Laurentiis attribuiva a Fornari anche l'affresco delle logge scomparse del porticato del fianco della Cattedrale in piazza San Giustino.
Altra opera attribuitagli è la Cona votiva della Madonna della Catena, presso la chiesa della Madonna delle Piane a Chieti Scalo.

## Lista delle tele e affreschi più importanti dell'epoca barocca-rococò
La lista è parziale:

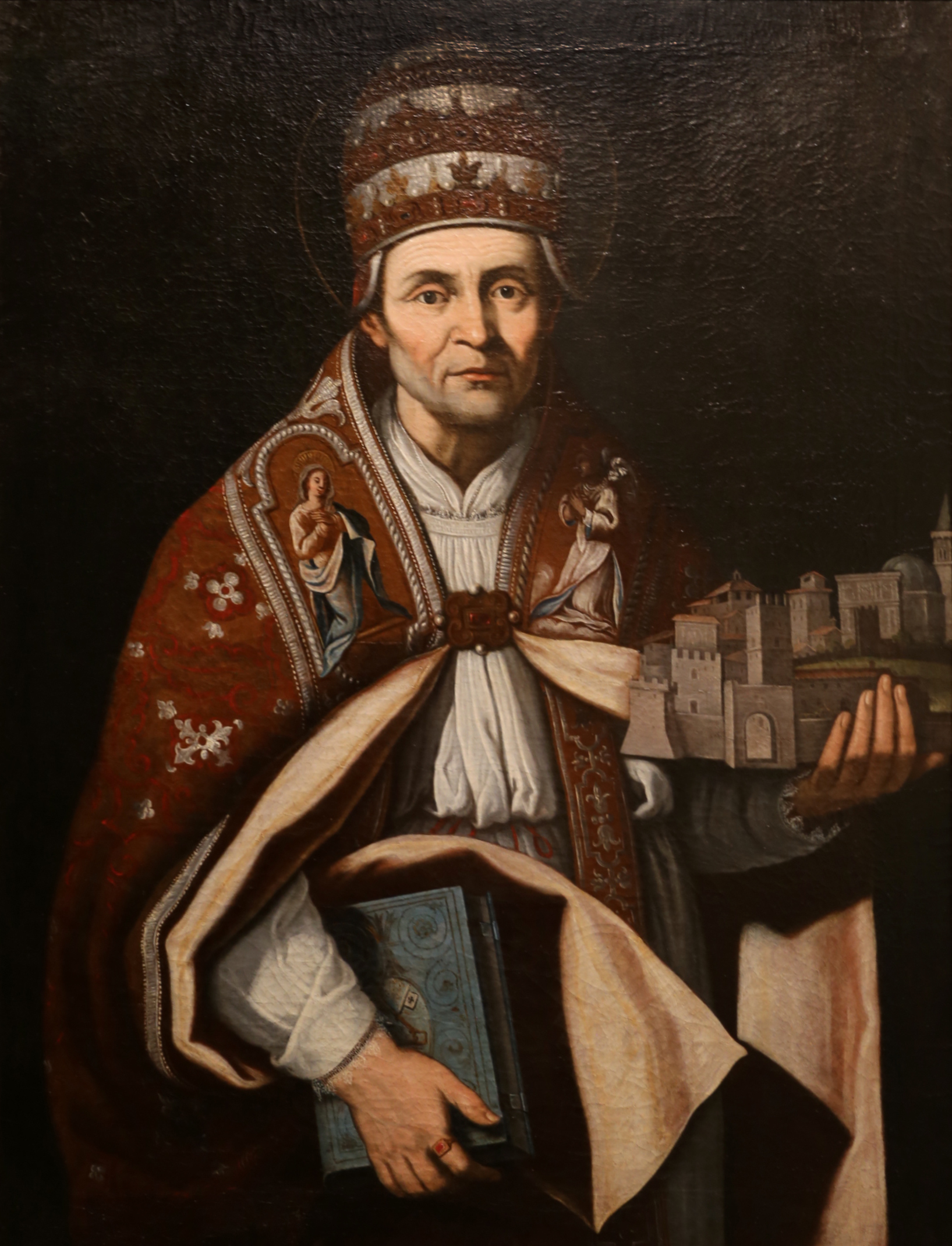
Celestino V regge la città dell'Aquila, opera di Giulio Cesare Bedeschini, Museo Nazionale d'Abruzzo, L'Aquila

- Compianto della Madonna del Cristo morto, dalla Congrega della Carità presso la chiesa dell'Annunziata, L'Aquila (Museo Nazionale d'Abruzzo), XVIII secolo - una copia di artista minore si trova presso la chiesa di San Giovanni a Campana di Fagnano Alto
- Martirio di Sant'Eusanio, copia di Sebastiano Conca, l'originale è nella chiesa di Formia; la copia nella Basilica di Sant'Eusanio martire in Sant'Eusanio Forconese
- Madonna di Loreto con la Santa Casa (o Vergine dell'Alto Mare), chiesa di San Giovanni Battista a San Demetrio ne' Vestini (affresco del XVII secolo)
- Madonna di Loreto con la Santa Casa (affresco del XVI secolo, forse scuola di Saturnino Gatti?), chiesa di San Pietro in Valle d'Ocre (Cavalletto di Ocre)
- Battesimo di Cristo presso il Giordano con in alto Dio Padre (metà XVIII secolo), chiesa di San Giovanni, San Demetrio nei Vestini; un secolo dopo funse da modello per il maestro della tela del Battesimo, nella chiesa di San Giovanni a Campana di Fagnano Alto
- Maria Santissima di Loreto (dipinto su modello dell'icona della Santa Casa), fine XVIII secolo, antica chiesa di Santa Maria Assunta in Bagno (L'Aquila), poi traslata nella nuova parrocchia degli anni '60
- Dipinto del soffitto della parrocchia di Santa Maria Assunta - Fossa, opera di Bernardino Ciferri, metà XVIII secolo: primo scomparto: Madonna in gloria nel Cielo tra angioletti, e in basso 4 santi: Sant'Agostino, San Pietro Celestino, San Bernardino, e Sant'Angelo con l'ancora; secondo scomparto: Assunzione al Cielo della Madonna
- Madonna col Bambino e San Carlo Borromeo, opera di Giulio Cesare Bedeschini, prima metà XVIII secolo, chiesa di Santa Maria della Pace a Fontecchio
- Assunzione di Maria con Santi in sacra conversazione, chiesa di Santa Maria Assunta a Fonteavignone, Rocca di Mezzo
- Assunzione di Maria con sotto gli Apostoli increduli - metà XVII secolo: chiesa di Santa Maria dei Raccomandati, San Demetrio nei Vestini
- Sant'Emidio fra angeli di G. Bernardi (1776), chiesa della Madonna del Rifugio, Beffi di Acciano
- San Felice Martire, opera di Vincenzo Damini, parrocchia di San Felice Martire, Poggio Picenze
- Cassa dipinta di San Giacomo maggiore, al centro, e storie degli Atti degli Apostoli - chiesa di Santa Maria della Pace, Fontecchio

Altre opere:

### L'Aquila e provincia

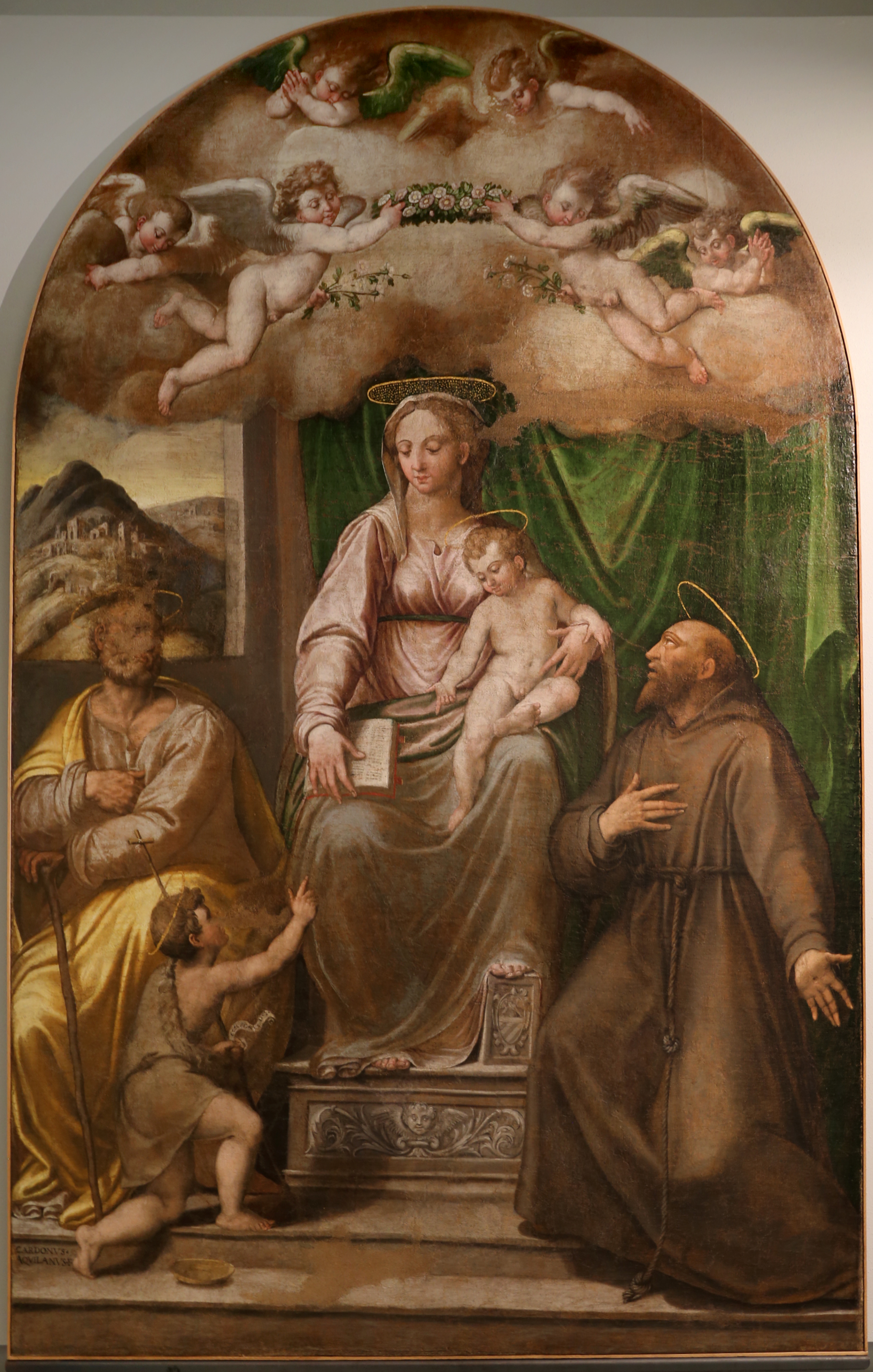
Giovanni Paolo Cardone, Madonna in trono con Santi Giuseppe, Francesco d'Assisi, Giovannino battista, MUNDA, L'Aquila

- Baccio Ciarpi: Battesimo di Costantino del 1614 (Duomo), un San Silvestro ed il Martirio di santa Giusta e il Martirio di san Giacomo entrambi eseguiti nel 1631 per la chiesa di Santa Giusta
- Pompeo Cesura 1544: Deposizione, chiesa di Sant'Amico, L'Aquila; 1542-1560: Compianto sul Cristo morto, chiesa di Sant'Amico, L'Aquila; 1542-1560: Madonna di Loreto con il Bambino ed ai lati San Giovanni Battista e San Massimo, museo nazionale d'Abruzzo, L'Aquila; 1566: Adorazione dei pastori, basilica di San Bernardino, L'Aquila; 1567: Miracolo di Sant'Antonio, basilica di San Bernardino, L'Aquila; 1567 circa: Annunciazione, museo nazionale d'Abruzzo,L'Aquila (incerta); 1570: Cristo in trionfo con Madonna e tutti i Santi, chiesa di San Luigi dei francesi (cappella dietro il Duomo), L'Aquila;
- Giovanni Paolo Cardone: 1570: Cristo in trionfo con Madonna e tutti i Santi, oratorio di San Luigi dei Francesi, L'Aquila (collaborazione); 1570 circa: Annunciazione, museo nazionale d'Abruzzo, L'Aquila (proveniente dalla chiesa di San Silvestro, L'Aquila); 1579: Gonfalone della città dell'Aquila, museo nazionale d'Abruzzo, L'Aquila; 1580: Madonna del Rosario, basilica di Santa Maria del Colle, Pescocostanzo; 1585: Madonna in trono con il Bambino, San Giuseppe, San Francesco d'Assisi, San Giovannino, museo nazionale d'Abruzzo, L'Aquila.
- Giulio Cesare Bedeschini: affreschi di cappella Branconio nella chiesa di San Silvestro (L'Aquila), 1625, Quattro Santi patroni dell'Aquila (1630 ca.), Duomo dell'Aquila; Trittico della Madonna del Suffragio (?), chiesa delle Anime Sante, L'Aquila; San Nicola e San Francesco e San Luigi re di Francia nella chiesa di San Nicola, Calascio; Intercessione della Madonna (1630), chiesa della Madonna delle Grazie, Tocco da Casauria
- Francesco Bedeschini, Tela di Sant'Antonio di Padova con Bambino (1650), attuale altare maggiore dell'oratorio di Sant'Antonio dei Cavalieri de Nardis, L'Aquila
- Giambattista Gamba: affresco di Sant'Agostino cardioforo (1728) chiesa dell'Annunziata, Sulmona; affreschi del complesso dell'Annunziata di Sulmona; dipinti del cappellone del Santissimo Sacramento (metà XVII secolo), Collegiata di Santa Maria del Colle, Pescocostanzo; affreschi della chiesa di Sa Giovanni dell'Ordine di Malta, Penne; Quattro Santi Evangelisti, pennacchi della cupola della chiesa di Santa Caterina, Sulmona (metà XVIII secolo)
- "Pala della Visitazione" di Giovanni Paolo Olmo, chiesa di San Francesco, Sulmona
- Madonna col Bambino di Amedeo Tedeschi, chiesa di San Filippo Neri, Sulmona
- Pala della "Gloria di Santa Chiara" di Sebastiano Conca (1735), chiesa di Santa Chiara, Sulmona.

### Chieti e provincia

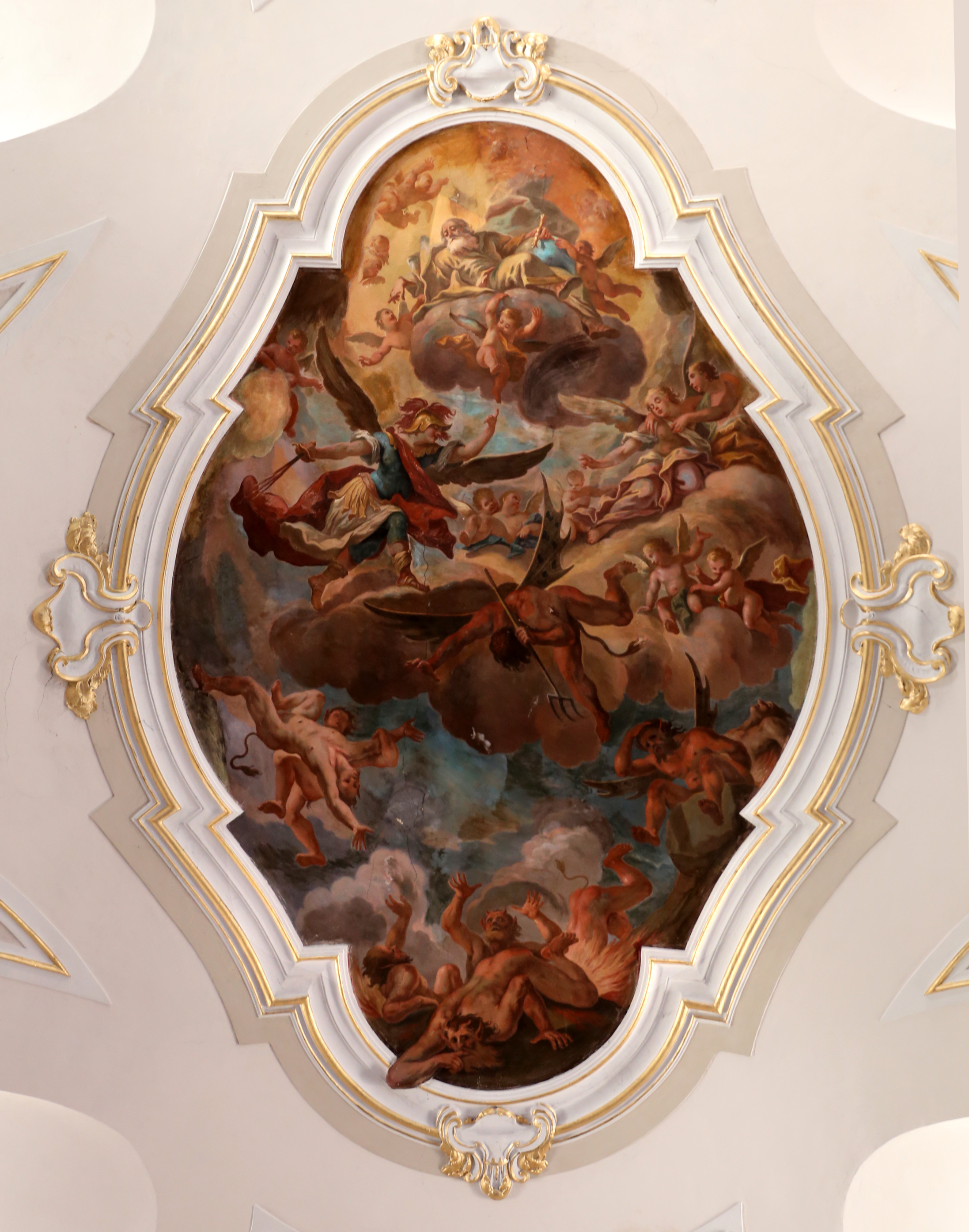
Cacciata di Lucifero dal Paradiso da parte di San Michele, soffitto della chiesa di Santa Chiara, Guardiagrele; opera di Donato Teodoro

- Madonna del Rosario (anonimo) XVIII secolo, chiesa madre di Santa Maria del Popolo, Altino
- 1604 raffigurante una Madonna con Bambino e Santi, commissionata dalla famiglia nobile De Sorte - chiesa di San Francesco, Guardiagrele
- Duomo di Guardiagrele: "Deposizione", tela seicentesca del pittore ferrarese Giuseppe Lamberti
- Pasquale Bellonio: varie tele per le chiese di Lanciano e Ortona, conservate nei rispettivi musei diocesani delle due città; si ricorda di pregevole la Madonna del Carmelo col Bambino, con San Domenico e Sant'Antonio, dall'ex chiesa della Madonna degli Angeli di Lanciano, ora nel Museo diocesano
- Dipinto di San Leucio che benedice, di Ludovico Teodoro (1779) Duomo di Atessa
- Donato Teodoro: "Salomone e la regina di Saba ed Ester e Assuero", dalla chiesa di Santa Maria della Civitella (Chieti), poi nel Museo d'arte Costantino Barbella di Chieti; affreschi della chiesa di San Francesco (Lanciano), metà del XVIII secolo, in parte coperti dai restauri del 2000; Cacciata del Demonio da parte di San Michele presso la chiesa di Santa Chiara a Guardiagrele, Cacciata da parte di Dio di Lucifero dal Paradiso, soffitto della chiesa di Santa Maria della Civitella in Chieti
- Francesco Maria De Benedictis: Trasfigurazione, Fara Filiorum Petri, Chiesa del Santissimo Salvatore, 1820, Ultima Cena, Villa Santa Maria, Chiesa di San Nicola di Bari, 1844, Madonna con Bambino e i santi Biagio e Giacinto, Casoli, Chiesa di Santa Maria Maggiore, 1848, Natività di Gesù, Filetto, Chiesa della Madonna della Libera, 1870, L'adorazione dei Magi, Villa Santa Maria, Chiesa di Santa Maria in Basilica, 1870.
- Raffaele Del Ponte: Affresco dell'Assunta nella volta della Chiesa di Santa Chiara a Chieti; 7 "Trofei della Passione" ordinati dall'Arciconfraternita del Sacro Monte dei Morti nel 1855 per arricchire la Processione del Venerdì Santo di Chieti. I gruppi furono eseguiti sotto la sua stessa direzione con l'aiuto degli artigiani Luigi e Paolo Anzellotti. Essi (portati a spalla durante la Processione) rappresentano ancora oggi i punti più cruciali della sacra rappresentazione.
- Francesco Solimena: Pentecoste (1727) presso la chiesa di Santa Maria Maggiore, Vasto, e la "Cacciata degli angeli ribelli dal Paradiso" (intorno 1725) santuario della Madonna dell'Assunta, Castel Frentano

### Pescara e provincia

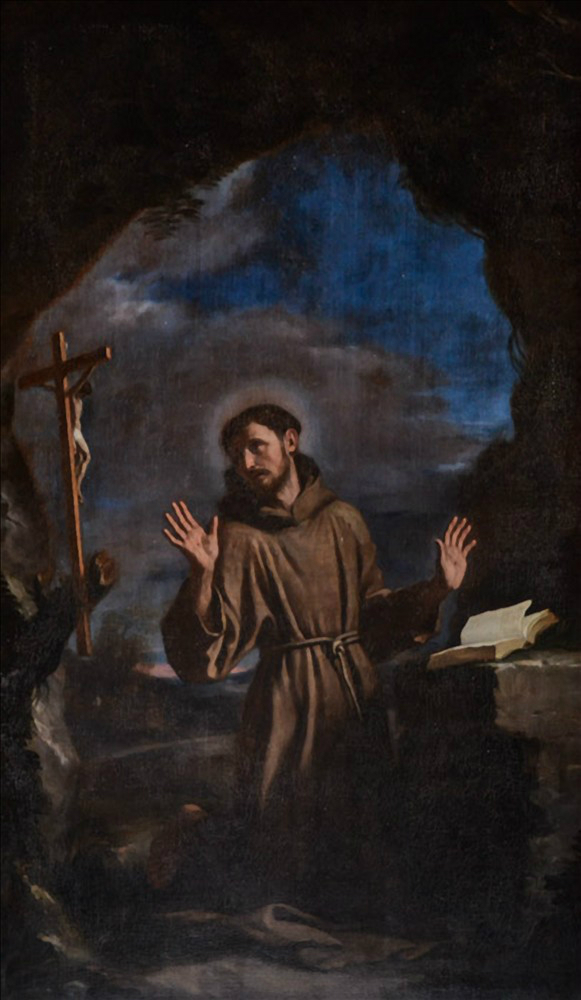
San Francesco adora il Crocifisso, opera del Guercino (1649), Cattedrale di Pescara

- San Francesco in adorazione del crocifisso del Guercino (1649?), donato da Gabriele D'Annunzio alla vecchia chiesa parrocchia di San Cetteo di Pescara, conservato nella nuova Cattedrale di San Cetteo costruita nel 1933.
- Madonna del Carmine, di Tommaso Alessandrino da Ortona, Chiesa di San Francesco, Città Sant'Angelo
- Cupola della chiesa di Santa Chiara di Penne, opera di i Domenico Vallarola, che raffigura la "Gloria del Paradiso con al centro lo stemma delle Clarisse e dei Francescani" (1782).
- Statua busto di San Massimo che sorregge la città di Penne (XVIII secolo), conservato dal Duomo nel museo civico diocesano.
- Madonna del Rosario, tela del 1581, chiesa dell'Assunzione B.V.Maria a Rosciano.
- San Giovanni Battista, San Nicola e S.Maria Assunta, tele del 1774 conservate nel presbiterio della chiesa dell'Assunzione della B.V. Maria a Rosciano, attribuite a Nicola Ranieri da Guardiagrele.

### Teramo e provincia
- Varie tele e pale d'altare conservate nel Museo civico di Teramo o pinacoteca comunale

## Pittura ottocentesca e moderna

### Teofilo Patini
Stesso dicasi per la pittura a carattere sacro a cavallo tra Settecento, e Ottocento, prima della grande rinascita, rappresentata dalla pittura d'emancipazione civile, i cui rappresentanti furono Teofilo Patini, Francesco Paolo Michetti e Basilio Cascella. La tendenza al neoclassicismo, per i quadri delle chiese, contribuì a semplificare sempre di più le scene ritratte, con evidente perdita della resa prospettica e del pathos dei volti conservato almeno durante l'età barocca.
Nel laboratorio regionale di innovazione di questi canoni stilistici, per cui ogni chiesa risultava negli interni dipinta, costruita o intonacata in modo diverso dall'altra, sia per le differenze delle sfaccettature dello stile stesso tra una sub-regione e l'altra, e sia per il modello stesso che l'artista realizzatore intendeva usare, proprio in virtù del particolarismo abruzzese, si riprese lentamente anche l'uso dell'affresco, epurato dai modelli medievali e rinascimentali, insieme con il mosaico, volto a seguire più che altro una forma stilizzata degli antichi mosaici bizantini o d'epoca romana.
Nel successivo panorama di individualismo artistico, sia letterario, sia musicale, e via dicendo, in Abruzzo, benché oggi Michetti sia considerato il pittore più famoso, si formarono varie correnti, alcune del tutto inedite per la storia regionale.

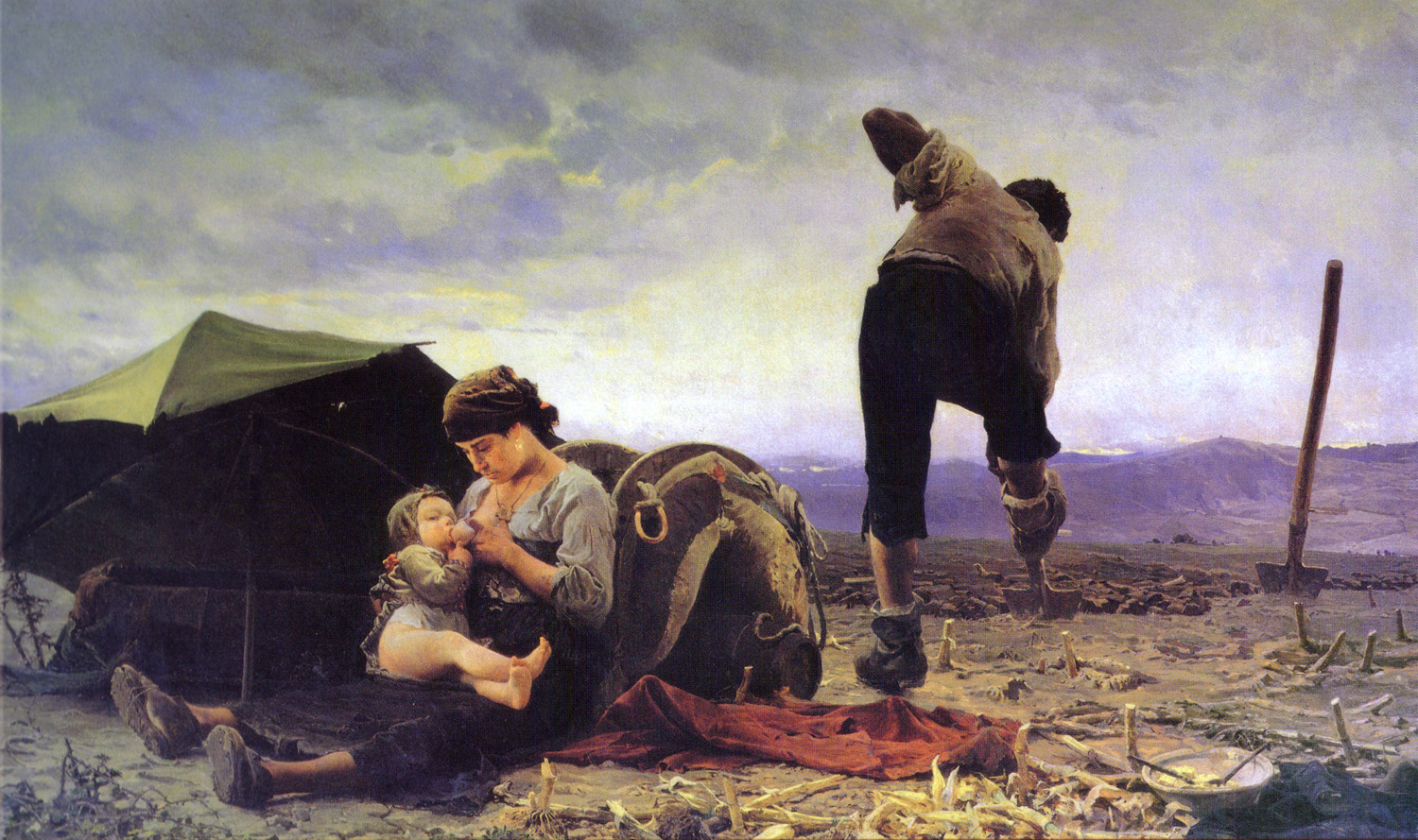
Vanga e latte (1884) di Teofilo Patini da Castel di Sangro.

Nella seconda metà dell'800 sorse un florido movimento culturale che abbracciava i principali settori della letteratura, della pittura, della scultura e della musica, rappresentati principalmente dagli intellettuali della costa adriatica: rispettivamente da Gabriele D'Annunzio, Edoardo Scarfoglio, Costantino Barbella, Benedetto Croce, Francesco Paolo Michetti e Francesco Paolo Tosti. Il Michetti si trasferì da Tocco di Casauria a Francavilla al Mare, seguendo le orme del pittore castellino Teofilo Patini riguardo l'espressionismo e il naturalismo abruzzese. Benché oggi il gruppo di artisti del "cenacolo michettiano-dannunziano" di Francavilla-Pescara sia il più noto della regione, nella seconda metà dell'Ottocento e all'inizio del Novecento il pittore Teofilo Patini di Castel di Sangro fu il primo grande rappresentante del naturalismo-realismo alla Courbet, dipingendo paesaggi aspri e genti povere delle montagne dell'Alto Sangro e dell'Aquila, dove lavorò soprattutto. Tra le sue tele si ricordano il "trittico sociale" di Vanga e latte (1884), L'erede (1885) Bestie da soma (1886). Secondo alcuni per la crudezza e la schiettezza dei soggetti e dei paesaggi ritratti, il Patini ispirò lo scrittore Ignazio Silone per i personaggi miseri e dannati della Marsica in Fontamara.

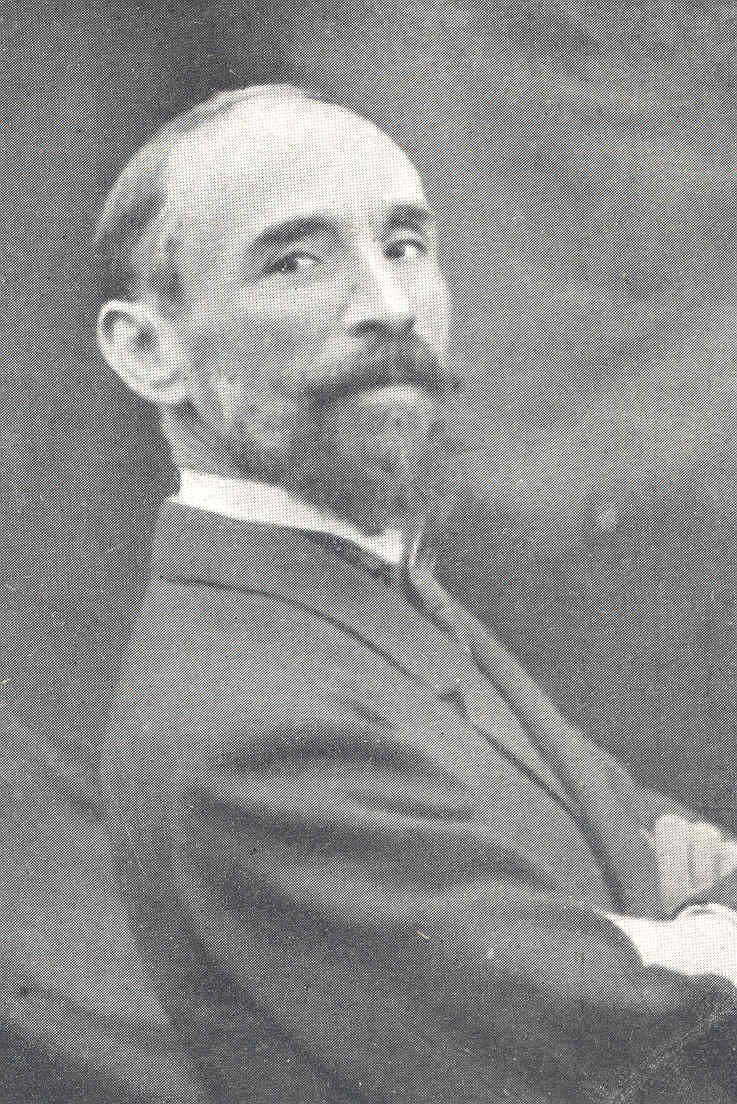
Il pittore Francesco Paolo Michetti.

### Il circolo danese di Civita d'Antino
A proposito della Marsica, nel paese di Civita d'Antino nella metà dell'Ottocento il pittore danese Kristian Zahrtmann durante i suoi viaggi in Italia giungendo nella Marsica, trovò la sua "arcadia", dove lo Zahrtmann istituì con altri colleghi una apposita scuola di pittori di Civita. Il ritmo monotono ma vitale delle genti, la scansione ciclica dei compiti, del lavoro della terra, attrassero particolarmente l'attenzione del pittore, tanto che per trent'anni vi trascorse l'estate presso la famiglia Cerroni, fondando una scuola estiva per artisti scandinavi. Ciò aumentò notevolmente il prestigio della terra marsicana, da secoli in preda al controllo dei vari signorotti, dove l'arte e l'erudizione era un vezzo fine a sé stesso per le classi aristocratiche, con argomento prettamente incentrato sul diritto o sulla storiografia, anziché sperimentare nuove forme di ricerca, come accadde per lo Zarthmann, e pittori seguaci, che parteciparono al circolo culturale di Civita d'Antino.
La Marsica, l'alto Sangro, L'Aquila, 
Scanno e la valle di Sulmona all'inizio dell'Ottocento (1843-44) erano state ritratte anche dallo scrittore inglese Edward Lear in un suo diario di viaggio del sud Italia, che trovò i borghi particolarmente interessanti, soprattutto la torre quadrata di Trasacco e il castello Piccolomini di Celano, che si affacciava sul lago Fucino, apprezzando anche Scanno, Sulmona e L'Aquila, di meno Chieti, Pescara e Penne.

### Il circolo francavillese
Tornano al circolo di Francavilla, il Michetti comperò intorno al 1877 il convento di Santa Maria del Gesù, oggi "convento Michetti", sede del suo atelier e del cenacolo culturale con vari artisti, e prima di intrecciare rapporti con D'Annunzio, fu intimo del compositore ortonese Francesco Paolo Tosti. 

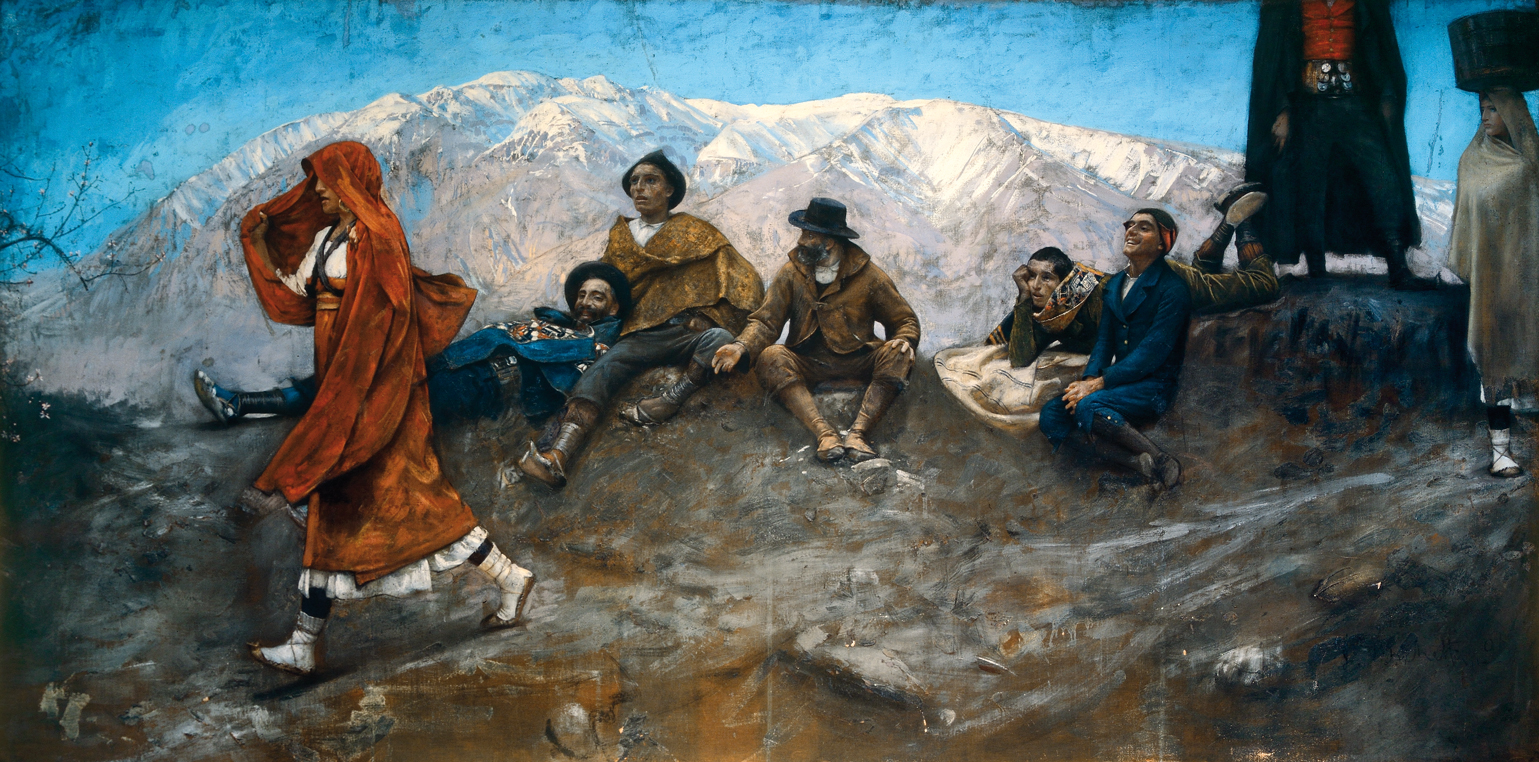
La figlia di Iorio di Michetti

Nel 1885 Michetti acquistò il convento di Sant'Antonio e Santa Maria del Gesù, nella periferia est di Francavilla al Mare, il cosiddetto "Conventino", che sceglie come studio e dimora per abitare, con la moglie Annunziata Cermignani. Nel convento si formò il "cenacolo michettiano" un'esperienza unica di artisti nella cultura abruzzese, in cui il pittore, l'amico poeta Gabriele D'Annunzio, lo scultore Costantino Barbella, il giornalista Edoardo Scarfoglio e il musicista Francesco Paolo Tosti lavorarono in un'intima comunione, che aveva come tema comune quello della natura e del popolo d'Abruzzo. Frequentatori del convento furono anche la giornalista Matilde Serao, Basilio Cascella, Benedetto Croce, Antonio De Nino, Carmine Errico e Alfonso Muzii, l'atmosfera idilliaca favorì la creazione di molte opere d'arte, e lo stesso d'Annunzio si recò più volte nel convento per comporre in silenzio e tranquillità le opere maggiori quali Il piacere (1889) e Il trionfo della morte (1894).
Nella terra primitiva d'Abruzzo Michetti trasse ispirazione per i suoi dipinti, collaborando con l'amico d'Annunzio, il quale nella prosa e nella poesia descriveva lo stesso soggetto, come in Canto novo (1881), Terra vergine (1882) e San Pantaleone (1886). Anche lo scultore Barbella nel 1884 e lo studioso archeologo De Nino si specializzarono nell'analizzare introspettivamente le cause e le origini di molte tradizioni folkloristiche abruzzesi, di cui certamente si ricordano la processione dei Serpari a Cocullo, la festa di San Pantaleone a Miglianico, le processioni dei Talami di Orsogna, e quelle sacre di Chieti e Rapino, nonché il pellegrinaggio della Madonna dei Miracoli a Casalbordino, descritto più volte anche dallo stesso d'Annunzio, e riportato nel film del 1939 Torna caro ideal, in parte girato proprio nel convento di Francavilla, e nella costa ortonese-francavillese.

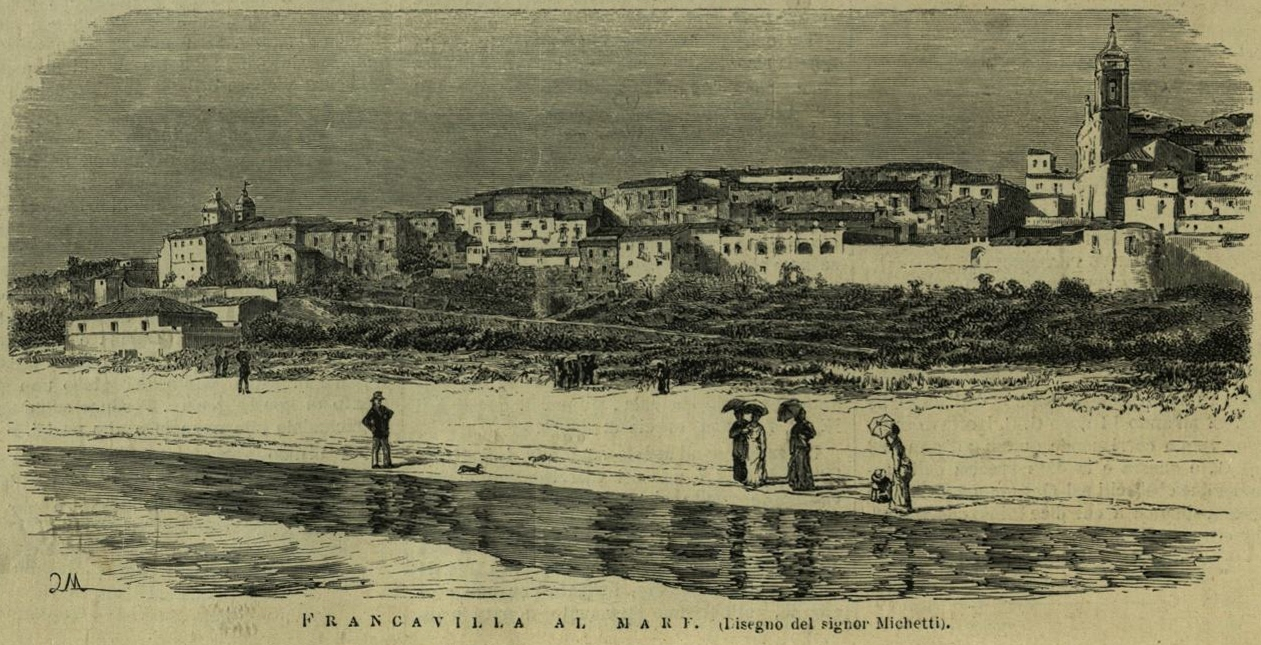
Veduta di Francavilla nel 1877, disegno di Michetti per L'illustrazione italiana

L'attenzione per l'ancestrale, il primitivo quasi barbarico, in opposizione con il nuovo secolo e il modernismo dilagante in Italia, attrasse il desiderio di realismo michettiano, che nell'ultimo periodo della vita si avvalse anche della macchina fotografica per catturare meglio i diversi momenti di vita della società abruzzese. E per questo venne anche accusato di copiare, nei dipinti, dalle fotografie che scattava in precedenza delle opere su tela. Dell'archivio fotografico si conserva una collezione ritrovata nel 1966 da Raffaele Delogi, insieme a disegni e pastelli. Lo stesso Michetti insegnò al pittore Wilhelm von Gloeden i primi trucchi della fotografia, quando lo andò a trovare a Francavilla, per avvalersi anch'egli del modello di ragazzo con i costumi folkloristici dell'Abruzzo (si ricorda infatti la foto de Pastori zampognari e della Ragazza di Orsogna)

### La famiglia Palizzi

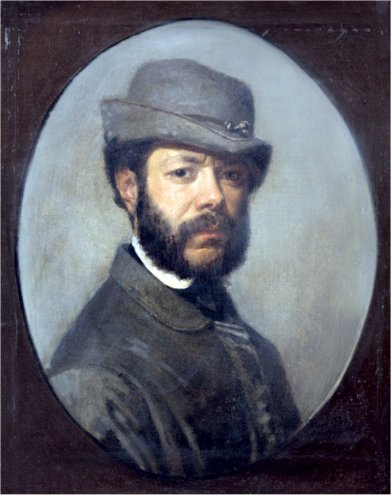
Filippo Palizzi, Autoritratto, 1860 circa, Musei di palazzo d'Avalos#La Pinacoteca, (Vasto)

Nella seconda metà dell'Ottocento va ricordata anche la presenza a Vasto della famiglia Palizzi, originaria di Lanciano (CH); il capostipite Giuseppe Palizzi (1812-1888) nacque lì, in uno stabile del convento di San Francesco, e aveva come fratelli Filippo Palizzi, Nicola Palizzi e Francesco Paolo Palizzi. I quattro fratelli esprimevano le loro capacità artistiche in famiglia nell'intaglio del legno, nella modellazione della ceramica, nel disegno. Il loro modello fu il pittore vastese Gabriele Smargiassi, più anziano e amico intimo del poeta esule Gabriele Rossetti. Lo Smargiassi ricopriva il ruolo di professore presso il Regio Istituto Borbonico di Belle Arti a Napoli; così dal 1836 i fratelli Palizzi lasciarono Vasto per gli studi a Napoli; Giuseppe fu il primo ad andarsene da Vasto, studiano presso la scuola di Antonio Pitloo e aprì la strada a Filippo, Nicola e Francesco Paolo.
Il movimento in voga allora era la Scuola di Posillipo di Pitloo e Giacinto Gigante, cui i fratelli si ispirarono, in cui i pittori rielaboravano il concettismo e il nozionismo macchinoso delle opere settecentesche, per trasportarle in scenari meno elaborati, prediligendo lo studio del paesaggio aperto e arioso. Infatti i fratelli Palizzi, spostandosi continuamente fra Vasto e Napoli, elaborarono il concetto del posillipismo nelle loro opere, con ariosa e vasti paesaggi, realizzando anche quadri di piccolo formato, in modo da essere facilmente acquistabili; modificarono i colori dell'olio su tela, molto più accesi e tendenti al rossicio per i tramonti o i vasti panorami verdi delle praterie con sfondo di cielo azzurro. I fratelli Palizzi furono influenzati dalle pitture di Camille Corot, esperto di paesaggio italiano, e dalla scuola di Barnizon (!830) capeggiata da Theodore Rousseau; ma nei paesaggi ariosi, pre-impressionisti, c'è anche la lezione della scuola inglese di William Turner e John Constable, che seppero rilevare gli effetti atmosferici osservati dal vero, come le nuvole sottili che oscurano il sole, la foschia, la nebbia, l'alba, il tramonto.
Molte opere di fratelli Palizzi sono conservate presso la Galleria d'arte vastese del Palazzo d'Avalos a Vasto.

### Pasquale Celommi

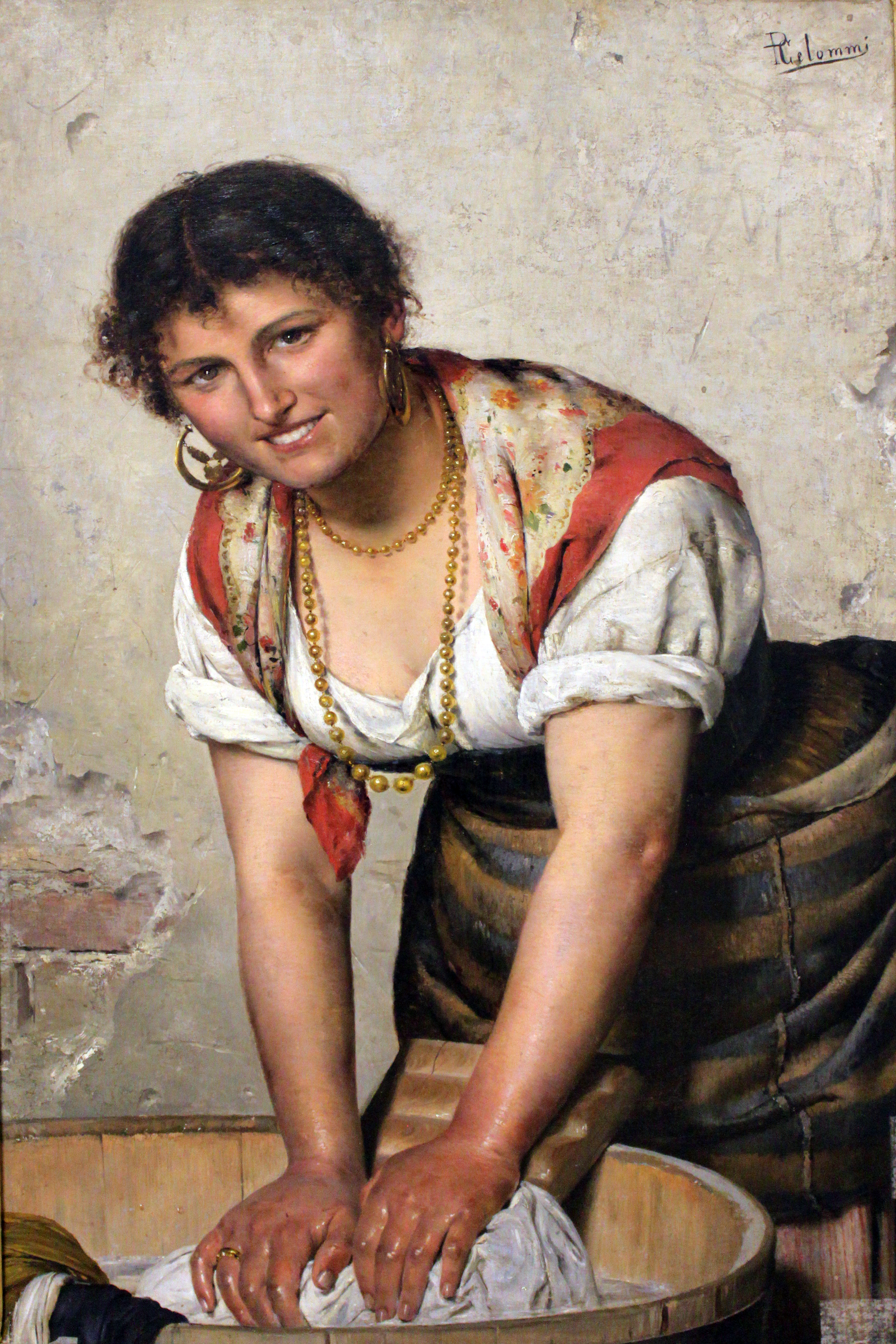
Pasquale Celommi, Lavandaia abruzzese, 1902

Nato a Montepagano, frazione di Roseto degli Abruzzi nel 1851, Celommi è ricordato per essere l'alter-ego di Francesco Paolo Michetti. Infatti anche egli da subito predilesse il soggetto abruzzese, tuttavia a differenza della rappresentazione fortemente espressiva e patetica del duro lavoro nei campi e delle tradizioni religiosi semi-barbare praticate da alcune comunità abruzzesi, nonché discostandosi dalla resa espressiva dei volti e dei paesaggi quasi soffocati dalla natura dominante, il Celommi oppose un'impostazione ancora piuttosto classica ottocentesca, presa dai francesi quali Jacques Louis David.
I soggetti sono abruzzesi, spesso prevale il paesaggio marino, vivendo Celommi a Roseto, le figure sono cariche di espressione c olore, ma più serene, quasi sempre sorridenti verso lo spettatore, espressione di gaiezza, vivacismo, e serenità. Si ricordano L'Odalisca dal sapore orientaleggiante, poi la Tarantella del 1883; in quegli anni Celommi affrescò la chiesa parrocchiale di Santa Maria Assunta di Montepagano. Da ricordare anche La pescivenvola - Il contadino politicante (o Il vecchio che legge il giornale) - Lo sposalizio abruzzese. Il Celommi, come Michetti, dimostra di conoscere bene la materia trattata, dati i particolari delle rifiniture dei diversi costumi muliebri popolari dell'Abruzzo, ma i soggetti, come detto, sono più espressione di un paradiso idilliaco, quasi volesse trattare di un angolo d'Italia vissuto come un'isola dei Beati, a differenza dei temi veristi, a volte iper-veristi scelti da Michetti, e prima di lui dal castellino Patini.

### Oreste Recchione
Originario di Avellino , aveva parenti di Palena (CH) e visse in questo paesetto dell'Aventino. Insieme a Michetti, fu influenzato dal naturalismo e dal verismo, anche se in alcune sue opere sono ravvisabili tracce del naturalismo napoletano di metà Ottocento dei fratelli Palizzi del Vasto. Dipinse molte scene di paesaggio di Palena, compreso l'eremo celestiniano della Madonna dell'Altare; quanto alle opere sacre per le chiese, elogiate anche da Verlengia, si ricordano:
- Sant'Andrea e la croce del martirio, ritenuto uno dei suoi capolavori, nella chiesa del Rosario di Palena
- San Falco patrono guarisce un'ossessa, nella chiesa madre di Palena
- Sacra Famiglia, nell'ex abbazia di Santa Maria di Monteplanizio a Lettopalena (datato 1902)

### Il circolo dei Danesi a Civita d'Antino

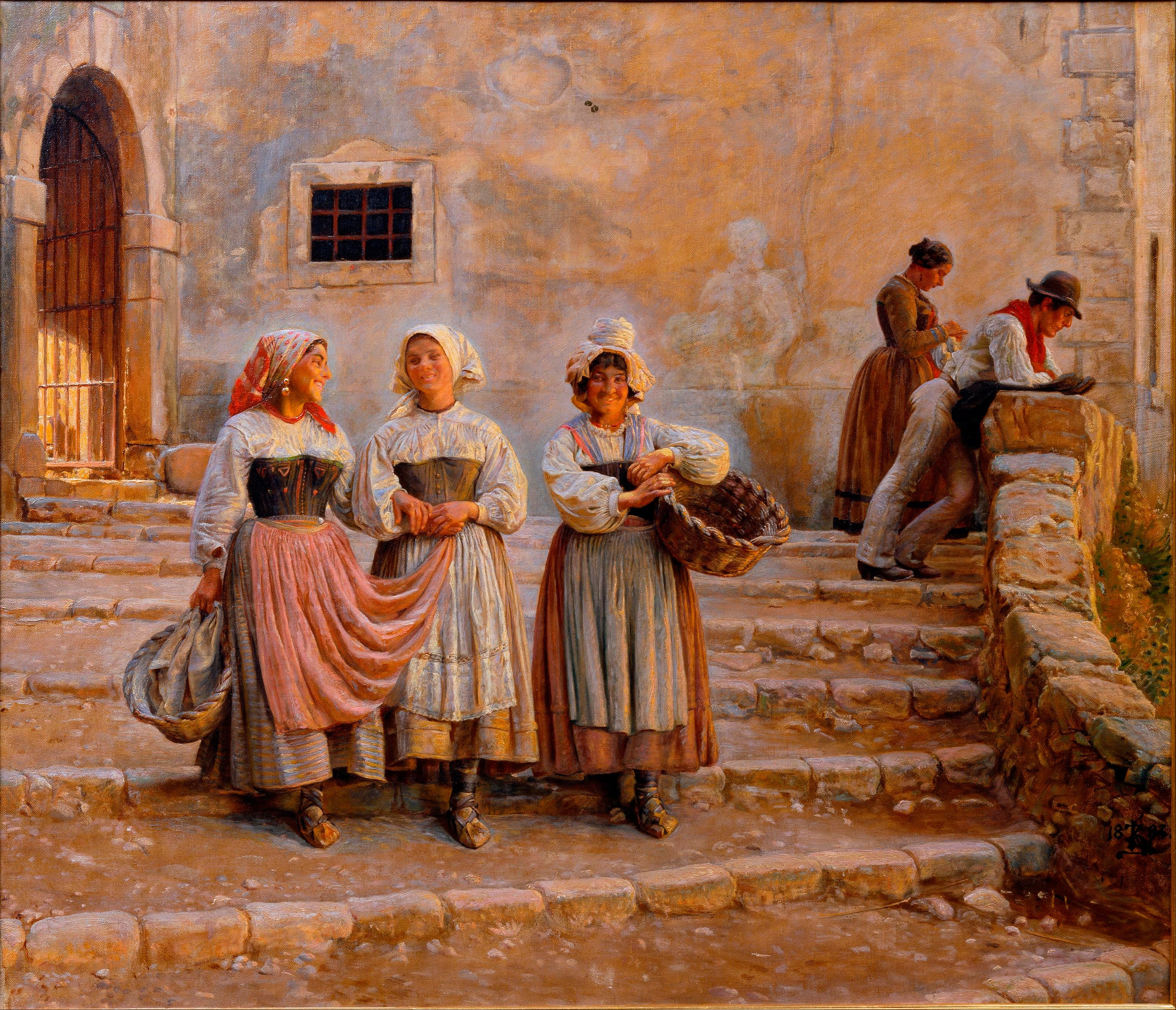
Young women transporting lime (Kristian Zahrtmann)

## Fedele Cappelletti
Ritenuto uno degli epigoni della vecchia maniera dei ceramisti di Rapino (CH), insieme alla dinastia dei Vitocolonna, fu maestro di Michetti e di Basilio Cascella, che rinnovò negli anni '20 del Novecento la pittura su maiolica, insieme ai figli Tommaso e Gioacchino Cascella. Cappelletti si ispira all'arte dei ceramisti di Castelli (Te), essendo la sua famiglia originaria di lì, le scene rappresentate nei piatti e nei vasi sono di tonalità più calde e pacate, meno monumentali delle opere delle dinastie dei Grue e dei Gentili di Castelli.
Molte opere sono conservate nel Museo d'arte "Costantino Barbella" di Chieti, e nel museo della Ceramica a Rapino, nell'ex convento di Sant'Antonio.

## Durante il fascismo
Si ricorda la presenza di Maurits Cornelis Escher, che effettuó molti viaggi in Abruzzo, nella valle del Sagittario, e il pittore ritrasse in litografie i borghi di Castrovalva, Scanno, Cocullo, Goriano Sicoli e Pettorano sul Gizio.

### Basilio Cascella
Nato a Pescara e vissuto per lunghi periodi a Ortona e Rapino (CH), Cascella si ispirò da subito al soggetto abruzzesi popolare, in voga presso il circolo di Michetti a Francavilla. Suscitò attenzione il quadro Il suono e il sonno, oggi conservato nella Prefettura di Chieti, presentato alla "Salvator Rosa", ed sposto a Milano nell'Esposizione triennale dell'Accademia di Brera (1894). L'opera ritrae un soggetto arcadico, un pastore che al suono della zampogna addormenta la sua donna, da cui sullo sfondo di stempera un sogno classicheggiante di figure femminili. L'opera è conservata nella Pinacoteca Cascella di Ortona nel Palazzo Farnese; successivamente all'Esposizione della Società di Belle Arti di Roma, Cascella presentò ne biennio 1895-96 L'infeconda, olio su tela dove riprende il tema pastorale abruzzese.

### Cascella e la litografia: l'Illustrazione abruzzese
Nel 1889 realizzò Il bagno della pastora, conservato a Pescara, per la Biennale di Venezia, quadro che però non venne esposto. Nello stesso anno a Pescara, dove si era stabilito, avviò uno stabilimento cromolitografico dando vita a L'illustrazione abruzzese, in collaborazione con Vincenzo Bucci e Francesco Paolo Michetti, che era un periodico dedicato all'arte e alla cultura regionale. Tra la prima e la seconda serie del 1905, furono pubblicati solo 10 numeri, mentre nello stesso periodo il Cascella fu direttore artistico della Tribuna illustrata (1890) e de L'illustrazione meridionale (1900).

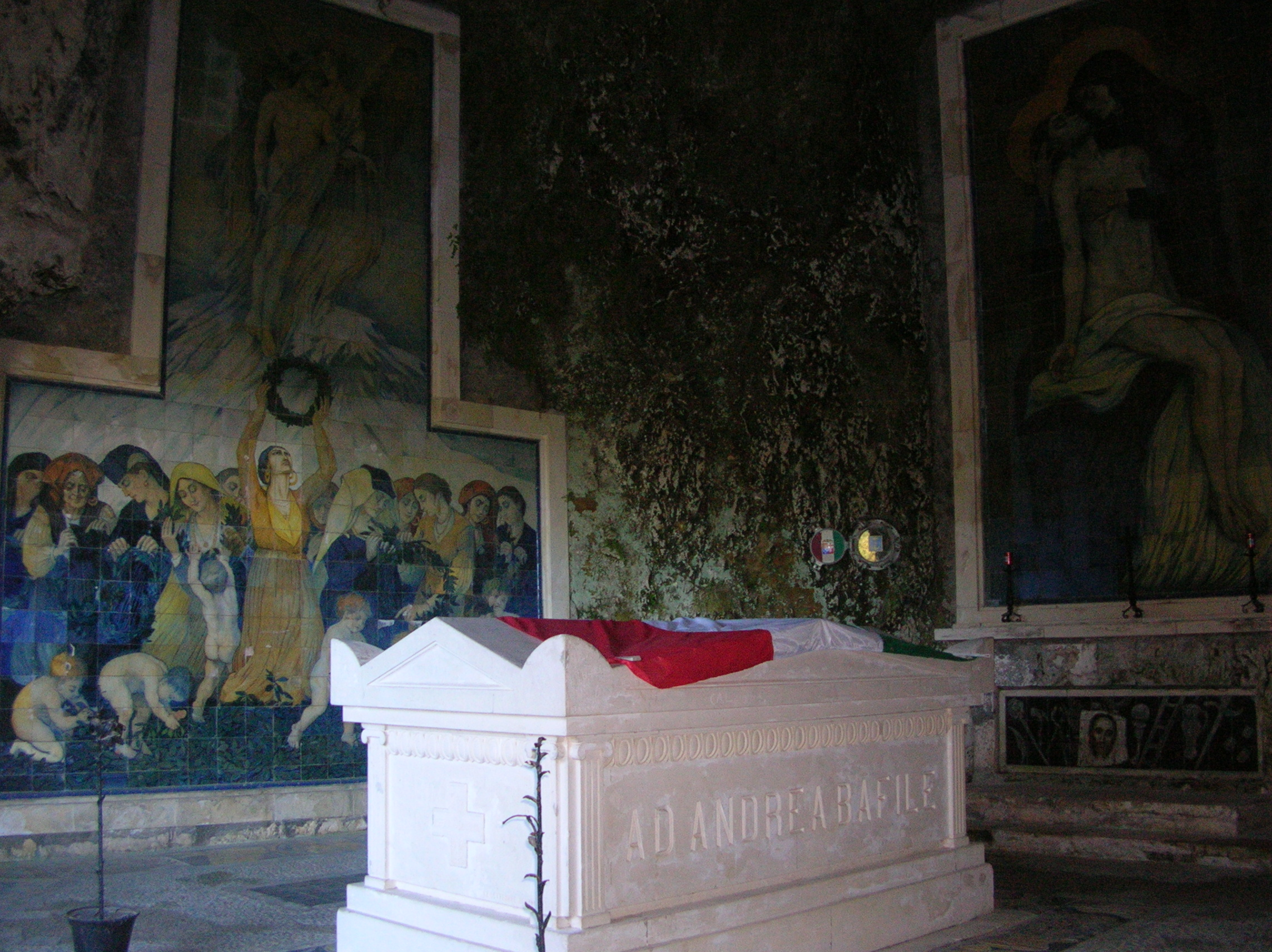
Il sacrario di Andrea Bafile a Guardiagrele (1924)

Questo interesse tipografico si rifece vivo in Basilio nel 1914 quando a Pescara poté stampare una nuova rivista La grande illustrazione, che diresse per un anno. La rivista si avvalse della collaborazione di artisti italiani e stranieri, nel primo anno fu di indirizzo anti-dannunziano e anti-futurista, per quanto riguardava la letteratura, e fu anche antimpressionista per il campo artistico. L'ingresso dell'Italia in guerra capovolse l'impostazione tematica della rivista: interventista, annoverò tra i collaboratori Sivilla Aleramo, i figli Michele e Tommaso, poi gli scritti di Luigi Pirandello, Guido Gozzano, Filippo Tommaso Marinetti, il Negri, il Baldini, il Sartorio, il Previati, l'Irolli, lo Spadini, Umberto Boccioni. Dallo stabilimento pescarese uscivano inoltre con colorazioni e tecniche speciali anche serie di cartoline illustrate con le quali Cascella incideva le pietre litografiche, conservate nel museo di Pescara (20 in tutto), grandi incisioni a seppia e terra di Siena, tavole illustrate della Divina Commedia, e per le opere litiche come i Vespri siciliani  e Otello illustrazioni di romanzi, etichette per dolci abruzzesi e liquori. Gran parte della produzione fu esposta insieme alla raccolta de L'illustrazione abruzzese nella Mostra d'arte di Chieti nel 1905, per la quale Basilio produsse anche i cartelloni.

### Cascella e i soggetti abruzzesi
Dello stesso periodo sono da ricordare Ritratto della madre di D'Annunzio, acquaforte del 1904, donata al poeta in occasione della visita a Chieti per la rappresentazione della tragedia La figlia di Jorio, poi il Bacio materno sempre del 1904, litografia conservata nella Pinacoteca provinciale di Chieti, Il trionfo della morte (1905), acquaforte conservata nella Galleria Naz. d'Arte Moderna a Roma, ala testa di Medusa, del 1905, conservata a Roma, Canto-ebro del 1905, conservata a Chieti, La fonte del 1906 olio su tela esposta a Milano nell'apertura della Galleria del Sempione, e distrutta nella seconda guerra mondiale. Nel 1901 Basilio Cascella partecipò con La voce dei venti, litografia conservata nella Pinacoteca di Chieti, all'Esposizione nazionale di Belle Arti a Milano. Nel 1907 fu in contatto con la galleria Drouot di Parigi per un'esposizione delle pitture di gigli Tommaso e Michele.
Soggiornò a Milano tra il 1910-1912, lavorò per la rivista La Natura dell'editrice Vallardi, mentre tra il 1917 e il 18 si trasferì nel centro majellano di Rapino nel chietino, interessato dai nuovi mezzi d'espressione della ceramica, che nel paese aveva preso avvio nella metà dell'800, riportata in auge da Fedele Cappelletti e Gabriele Vitacolonna. Il Cascella raccolse l'eredità popolare della pittura d'impronta pastorale bucolica sulla maiolica, e realizzò anche tessere e pannelli parietali, come fece nel Monumento-sacrario ad Andrea Bafile nella grotta di Bocca di Valle a Guardiagrele, Tenente di Vascello della Regia Marina Militare di origini aquilane, caduto nel 1918.
Oltre alle collezioni private del Museo Cascella di Pescara, sono conservati piatti, mattonelle, pannelli a soggetto mitologico e pastorale, anfore e vasi, come L'allegoria dell'amore del 1925, mentre su mattonelle è conservato nel palazzo comunale di Ortona il Ritratto di Francesco Paolo Tosti (1925).

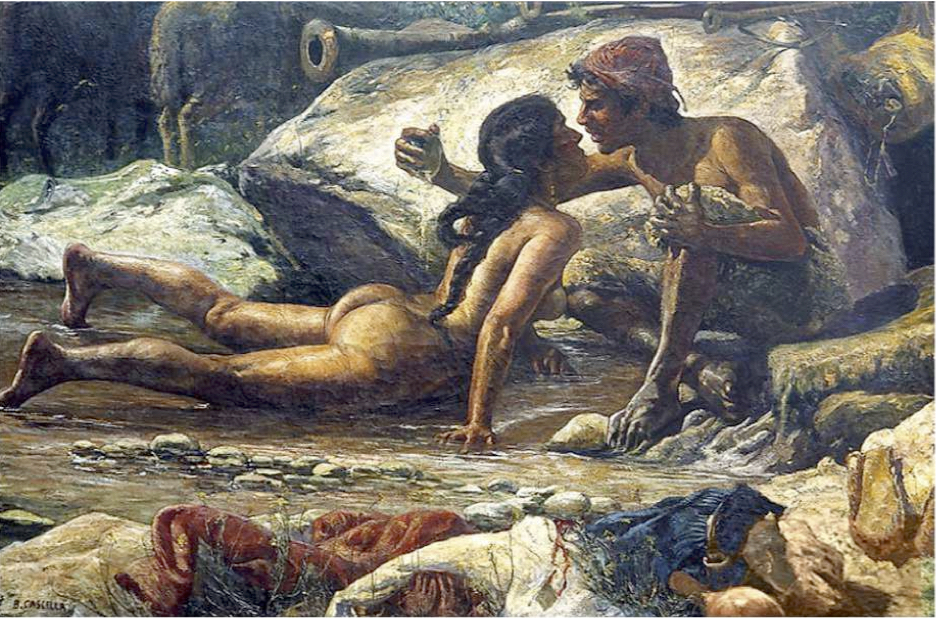
Il bagno della pastora (1903), conservato presso il Museo civico Basilio Cascella di Pescara

### Basilio Cascella e Felice Giuliante
A testimonianza della versatilità dell'arte abruzzese, che seppe seguire la malleabilità e la libera interpretazione delle correnti eclettiche del primo Novecento, agli albori del fascismo, l'anno 1924 può essere il punto massimo per l'incontro di Cascella e Felice Giuliante, originario di Pennapiedimonte. Il progetto a cui lavorarono fu il mausoleo monumentale del Tenente di Marina Andrea Bafile, morto nel 1918 e pluridecorato. Essendo originario dell'Abruzzo aquilano, fu commissionata una tomba sontuosa presso la Majella, località Bocca di Valle, dentro una grotta che fu progettata e realizzata dallo scultore Giuliante e nella quale furono apposti i tre monumentali cicli di formelle maiolicate di Rapino dipinte da Basilio e Michele Cascella.

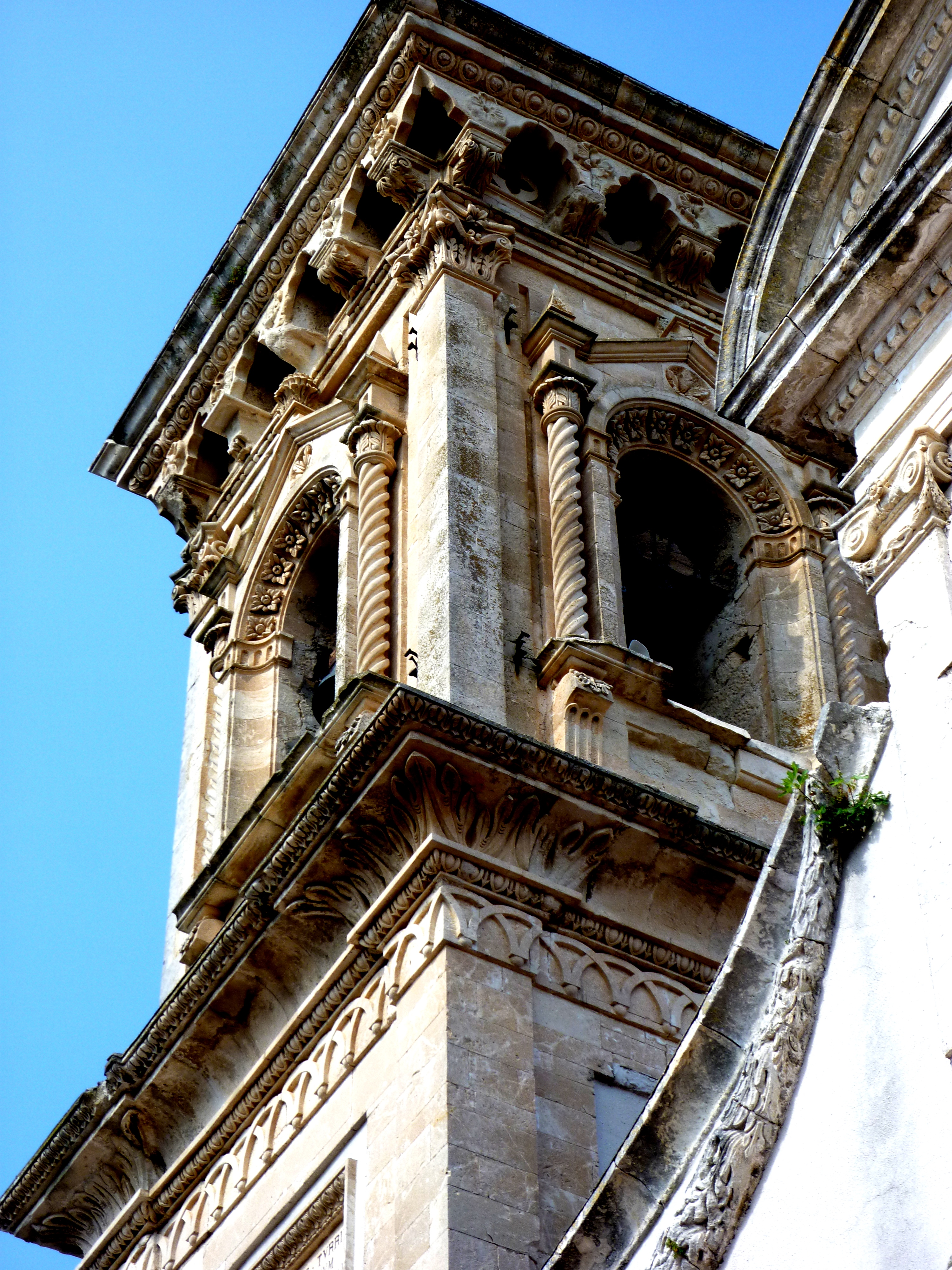
Particolare del campanile della chiesa di Santa Maria Assunta di Palombaro (CH), scolpito da Felice Giuliante nel 1910 ca.

In quegli anni Felice Giuliante si era già distinto per la realizzazione dei cornicioni monumentali del campanile della chiesa di Santa Maria Assunta di Palombaro, vicino a Guardiagrele, e della Cattedrale di Guardiagrele stessa, ricevendo il plauso di studiosi abruzzesi, come Francesco Verlengia. La particolarità di Giuliante fu quella di non aver semplicemente adottato la corrente allora in voga dell'arte neoromanica, ma di essersi specializzato nello studio degli amboni romanici abruzzesi del maestro Nicodemo da Guardiagrele (XII secolo), caratterizzati da una miriade di particolari scultorei di figurine in rilievo intrecciate a girali e tralci vegetali, nelle pose più disparate, insomma Giuliante per i due lavori di Guardiagrele e Palombaro rielaborò la lezione di Nicodemo per creare due autentici capolavori del movimento neoromanico abruzzese. Giuliante continuerà a costruire opere a carattere neoromanico anche dopo la guerra mondiale, realizzando il pozzo del chiostro del convento delle Clarisse di Bucchianico (CH), il ciborio con ambone della chiesa di San Michele a Castiglione Messer Marino, altri due portali in stile romanico delle chiese di San Francesco e Santa Chiara a Guardiagrele.
Lavorando con Basilio Cascella, Giuliante scolpì il sarcofago monumentale per Andrea Bafile in pietra bianca della Majella, attenendosi a uno stile piuttosto classico e sobrio, data la funzione funebre dell'opera. Basilio Cascella e Michele per i tre grandi pannelli a formelle maiolicate, scelsero due soggetti convenzionali, che si rifanno alla propaganda fascista della commemorazione dei caduti per la Patria: nei due pannelloni laterali compare il motivo della Vittoria sotto aspetto di Madonna che sorregge il caduto, con in basso figure muliebri abruzzesi in costume tradizionale, specialmente prevale il costume di Scanno, in attesa del ritorno degli uomini dal fronte, mentre nel pannellone centrale compare la Madonna Addolorata che sorreggere Cristo morto, con in basso una corona d'alloro militare.

### Tommaso e Michele Cascella

Cupola della cattedrale di Ortona, ricostruita e ridipinta da Tommaso Cascella dopo il 1943

Da Basilio Cascella nacquero Michele e Tommaso, che seguirono le orme paterne, a differenza di altri figli e nipoti che si cimentarono anche nella scultura e nel'architettura, come Pietro Cascella. Tommaso e Michele conservarono lo stile originario di Basilio, ossia quello del naturalismo bucolico, intriso tuttavia dei canoni moderni novecenteschi, senza voler spaziare in nuove forme della resa dell'immagine. Di Tommaso oggi principalmente si ricorda il ciclo di affreschi del 1949 realizzato per la ricostruzione della Cattedrale di San Tommaso Apostolo di Ortona, oltre al Monumento ai Civili caduti nella battaglia del 1943, posto nel cimitero comunale, dove i riquadri più toccanti sono stati ispirati a fotografie di guerra dei reporter canadesi.

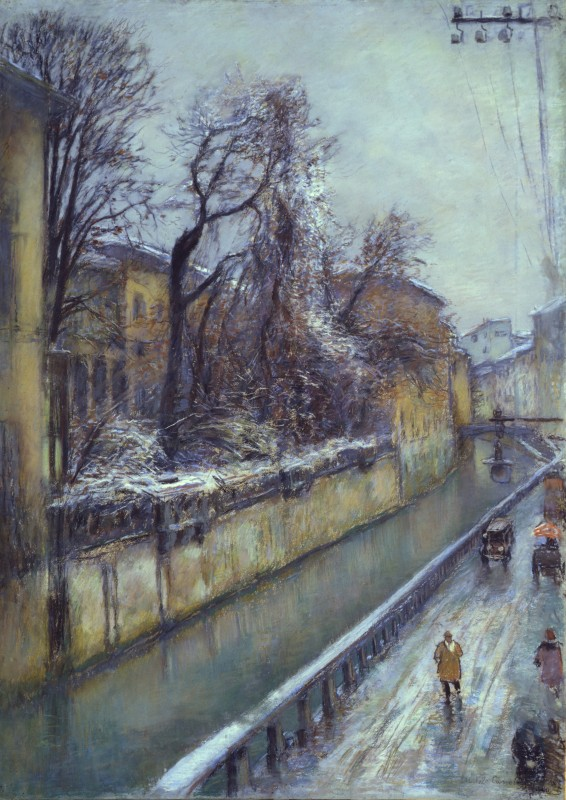
Michele Cascella: Lungo io Naviglio

Tommaso Cascella abbracciò la pittura molto presto, tanto che in collezioni provate, ma principalmente nella Pinacoteca d'Arte Moderna e Contemporanea" Basilio Cascella" nel palazzo Farnese di Ortona (CH), si conservano le sue tele giovanili dipinte negli anni '20, in cui il Cascella testimonia le vicende dolore della Grande Guerra, dipinge paesaggi di paesi alle pendici della Majella, Rapino ad esempio, dove il padre Basilio lavorò e studiò, perfezionando l'arte di dipingere sulla maiolica, di Guardiagrele, Pretoro, dipingendo anche le donne abruzzesi nel costume tipico. Negli ultimi tempi, Tommaso Cascella si dette alla corrente del geometrismo, progettando delle figure di solidi intrecciati tra loro in modo simmetrico, che verranno ripresi nel 2009-2010 per la riqualificazione del corso Vittorio Emanuele a Ortona, realizzati in pietra di mare e travertino.
Michele Cascella è ricordato peer aver aiutato il padre Basilio nella realizzazione delle formelle maiolicate in ceramica di Rapino (CH) del Mausoleo ad Andrea Bafile (Guardiagrele), in quel periodo dipinse anche delle tele ad acquarello in cui mostra principali vedute di Guardiagrele: la cattedrale, il convento dei Cappuccini, la fonte medievale di Grele, ma anche vedute di Chieti e Pescara.

## Pittori contemporanei
Negli anni 50 e 70 continuarono a calcare le scene dell'arte i pittori impressionisti Tommaso Cascella e Michele Cascella. Altri artisti abruzzesi degnifi nota furono Fulvio Muzi, Padre Giovanni Lerario, Luigi Baldacci e Federico Spoltore, attivo sia nell'arte sacra che nell'astrattismo.